# Don Quijote de la Mancha
Don Quijote de la Mancha es una novela escrita por el español Miguel de Cervantes Saavedra. Publicada su primera parte con el título de El ingenioso hidalgo don Quijote de la Mancha a comienzos de 1605, es la obra más destacada de la literatura española y una de las principales de la literatura universal. En 1615 apareció su continuación con el título de Segunda parte del ingenioso caballero don Quijote de la Mancha. El Quijote de 1605 se publicó dividido en cuatro partes; pero al aparecer el Quijote de 1615 en calidad de Segunda parte de la obra, quedó revocada de hecho la partición en cuatro secciones del volumen publicado diez años antes por Cervantes.
Es la primera obra genuinamente desmitificadora de la tradición caballeresca y cortés por su tratamiento burlesco. Representa la primera novela moderna y la primera novela polifónica; como tal, ejerció un enorme influjo en toda la narrativa europea. Por considerarse «el mejor trabajo literario jamás escrito», encabezó la lista de las mejores obras literarias de la historia, que se estableció con las votaciones de cien grandes escritores de 54 nacionalidades a petición del Club Noruego del Libro y Bokklubben World Library en 2002; así, fue la única excepción en el estricto orden alfabético que se había dispuesto.

## Estructura, génesis, contenido, estilo y fuentes

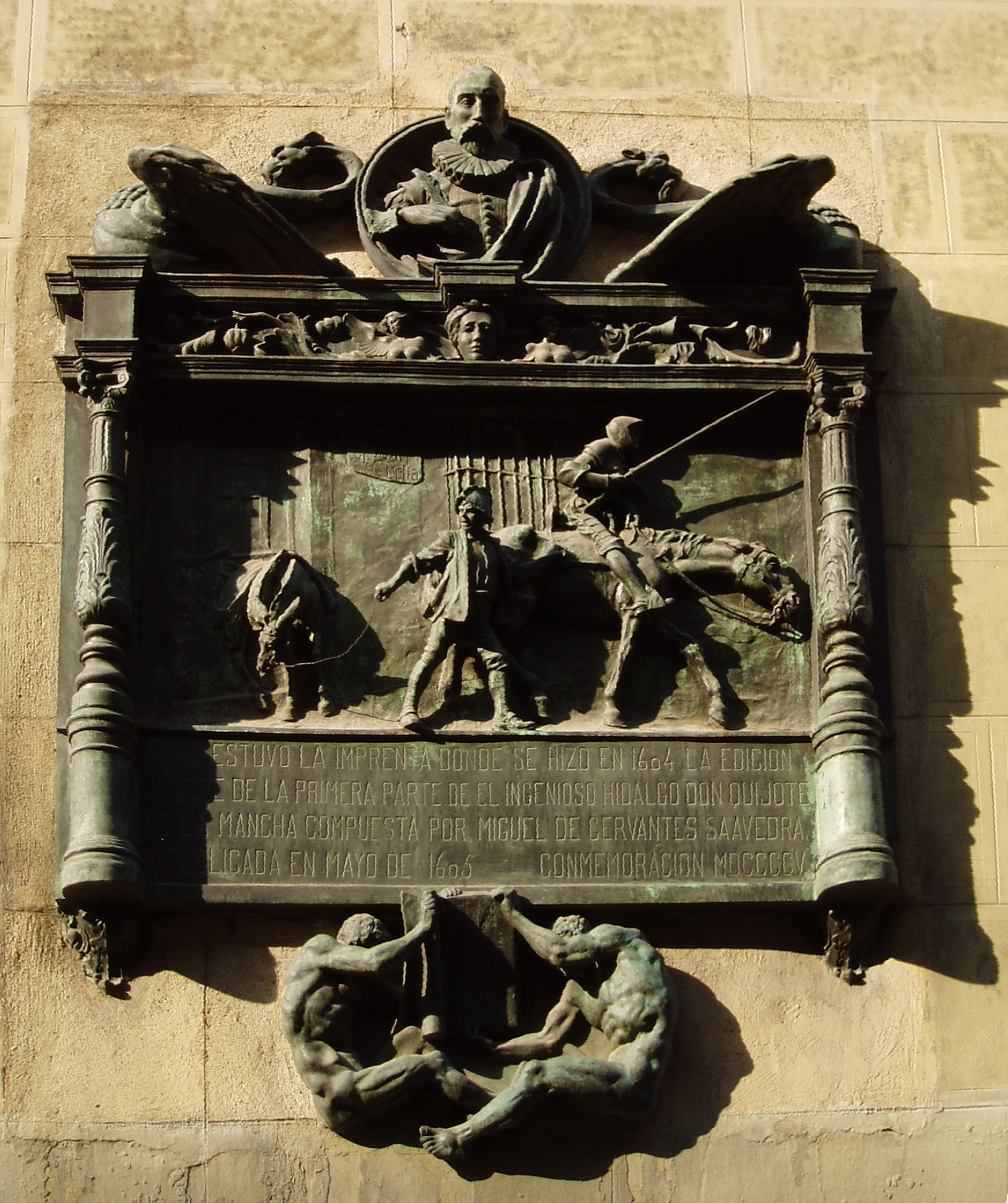
Placa en el número 87 de la calle Atocha de Madrid colocada con motivo del tercer centenario del Quijote. El texto dice: «Aquí estuvo la imprenta donde se hizo en 1604 la edición príncipe de la primera parte de El ingenioso hidalgo don Quijote de la Mancha compuesta por Miguel de Cervantes Saavedra, publicada en mayo [ sic ] de 1605. Conmemoración ».

La novela consta de dos partes: El ingenioso hidalgo don Quijote de la Mancha, publicada con fecha de 1605, aunque impresa en diciembre de 1604, momento en que ya debió poder leerse en Valladolid, y la Segunda parte del ingenioso caballero don Quijote de la Mancha, publicada en 1615.
Cervantes redactó en agosto de 1604 el prólogo y los poemas burlescos que preceden a la primera parte, fecha en la que ya debía haber presentado el original para su aprobación al Consejo Real, ya que los trámites administrativos y la preceptiva aprobación por la censura se completaron el 26 de septiembre, cuando consta la firma del privilegio real. De la edición se encargó don Francisco de Robles, «librero del Rey nuestro Señor», que invirtió en ella entre siete y ocho mil reales, de los cuales una quinta parte correspondía al pago del autor. Robles encargó la impresión de esta primera parte a la casa de Juan de la Cuesta, una de las imprentas que habían permanecido en Madrid después del traslado de la Corte a Valladolid, que terminó el trabajo el 1 de diciembre, muy rápidamente para las condiciones de la época y con una calidad bastante mediocre, de un nivel no superior al habitual entonces en las imprentas españolas. Esta edición princeps de 1604 contiene además un número elevadísimo de erratas que multiplica varias veces las encontradas en otras obras de Cervantes de similar extensión. Los primeros ejemplares debieron enviarse a Valladolid, donde se expedía la tasa obligatoria que debía insertarse en los pliegos de cada ejemplar y que se fechó a 20 de diciembre, por lo que la novela debió estar disponible en la entonces capital la última semana del mes, mientras que en Madrid probablemente se tuvo que esperar a comienzos del año 1605. Esta edición se reimprimió en el mismo año y en el mismo taller, de forma que hay en realidad dos ediciones autorizadas de 1605, y son ligeramente distintas: la diferencia más importante es que «El robo del rucio de Sancho», desaparecido en la primera edición, se cuenta en la segunda, aunque fuera de lugar. Hubo, también, dos ediciones pirata publicadas el mismo año en Lisboa.
Hay una teoría de que existió antes una novela más corta, en el estilo de sus futuras Novelas ejemplares. Ese escrito, si es que existió, está perdido, pero hay muchos testimonios de que la historia de don Quijote, sin entenderse exactamente a qué se refiere o la forma en que la noticia se circulara, fue conocida en círculos literarios antes de la primera edición (cuya impresión se acabó en diciembre de 1604). Por ejemplo, el toledano Ibrahim Taybilí, de nombre cristiano Juan Pérez y el escritor morisco más conocido entre los establecidos en Túnez tras la expulsión general de 1609-1612, narró una visita en 1604 a una librería en Alcalá en donde adquirió las Epístolas familiares y el Relox de Príncipes de Fray Antonio de Guevara y la Historia imperial y cesárea de Pedro Mexía. En ese mismo pasaje se burla de los libros de caballerías de moda y cita como obra conocida el Quijote. Eso le permitió a Jaime Oliver Asín añadir un dato a favor de la posible existencia de una discutida edición anterior a la de 1605. Tal hipótesis ha sido desmentida por Francisco Rico.

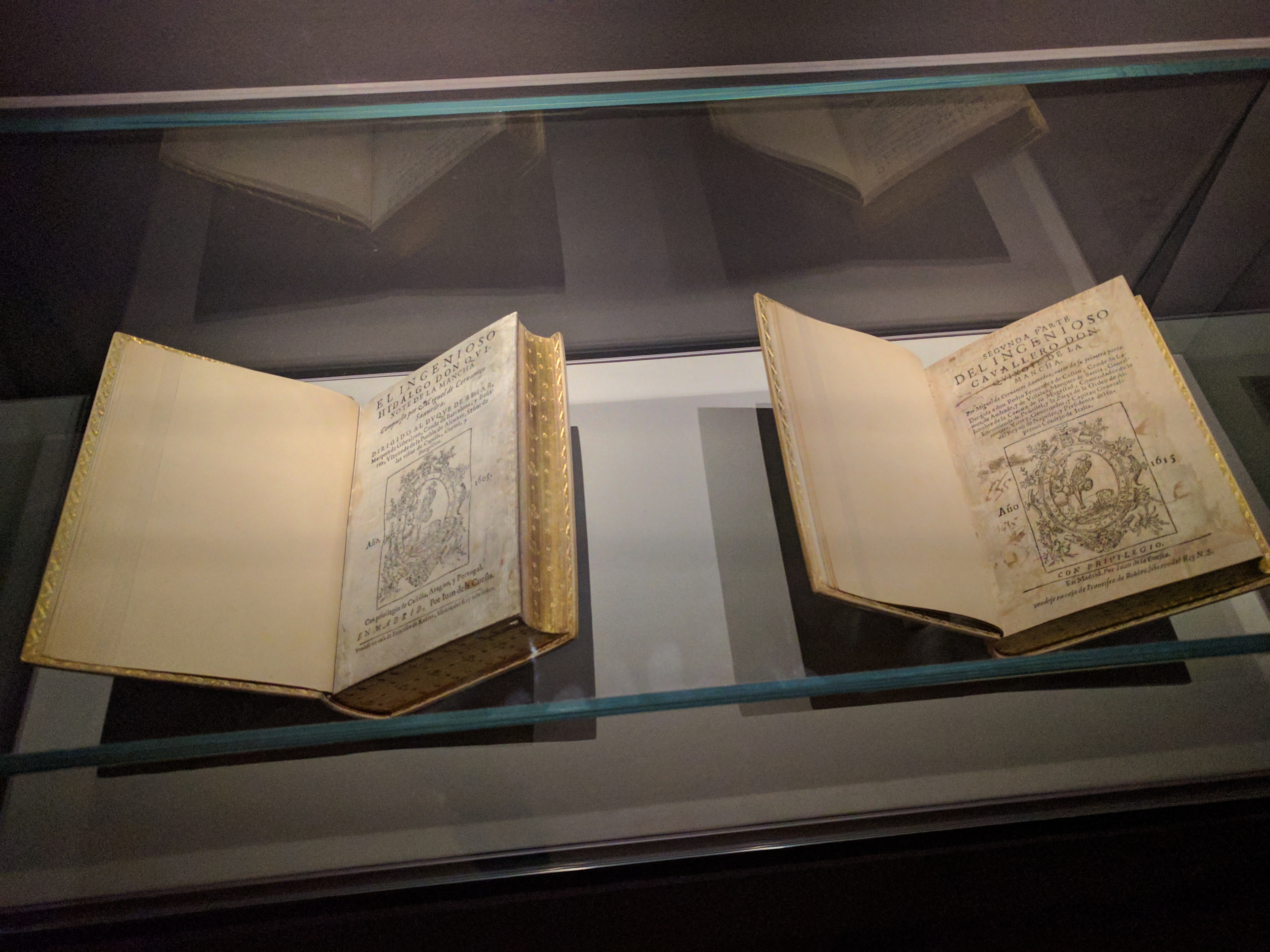
Segunda tirada de la primera edición de la primera parte, y primera edición de la segunda parte

### ElEntremés de los romancesy otras posibles fuentes de inspiración
- Existe una obra cuyos paralelos con Don Quijote son indiscutibles: el Entremés de los romances, en que el protagonista labrador enloquece por la lectura, pero de romances. El labrador abandonó a su mujer, y se echó a los caminos, como hizo don Quijote. Este entremés posee una doble lectura: también es una crítica a Lope de Vega, quien, después de haber compuesto numerosos romances autobiográficos en los que contaba sus amores, abandonó a su mujer y marchó a la Armada Invencible. Es conocido el interés de Cervantes por el romancero y su resentimiento por haber sido echado de los teatros por el mayor éxito de Lope de Vega, así como su carácter de gran entremesista. Un argumento a favor de esta hipótesis sería el hecho de que, a pesar de que el narrador nos dice que don Quijote ha enloquecido a causa de la lectura de libros de caballerías, durante su primera salida recita romances constantemente, sobre todo en los momentos de mayor desvarío. Por todo ello, podría ser una hipótesis verosímil. Sin embargo, los eruditos no están de acuerdo ni en la fecha del Entremés de los romances, ni en la fecha de composición de los primeros capítulos de Don Quijote, por lo cual no se sabe, en absoluto, cuál de las dos obras es fuente de la otra.[12]

Dadas las extensísimas lecturas de Cervantes, se han sugerido una variedad de obras como inspiración de tal o cual episodio o aspecto de la obra. Entre ellas figuran:
- Tirante el Blanco, de Joanot Martorell.
- Morgante, de Luigi Pulci.
- Orlando Furioso, de Ludovico Ariosto.
- El asno de oro, de Apuleyo.[13]
- El Relato del peregrino, primera autobiografía de Ignacio de Loyola,[14] muy dado, como don Quijote y el mismo Cervantes, a la lectura de libros de caballerías en un momento de su vida.
- Amadís de Gaula y Las sergas de Esplandián, de Garci Rodríguez de Montalvo.

### Estructura

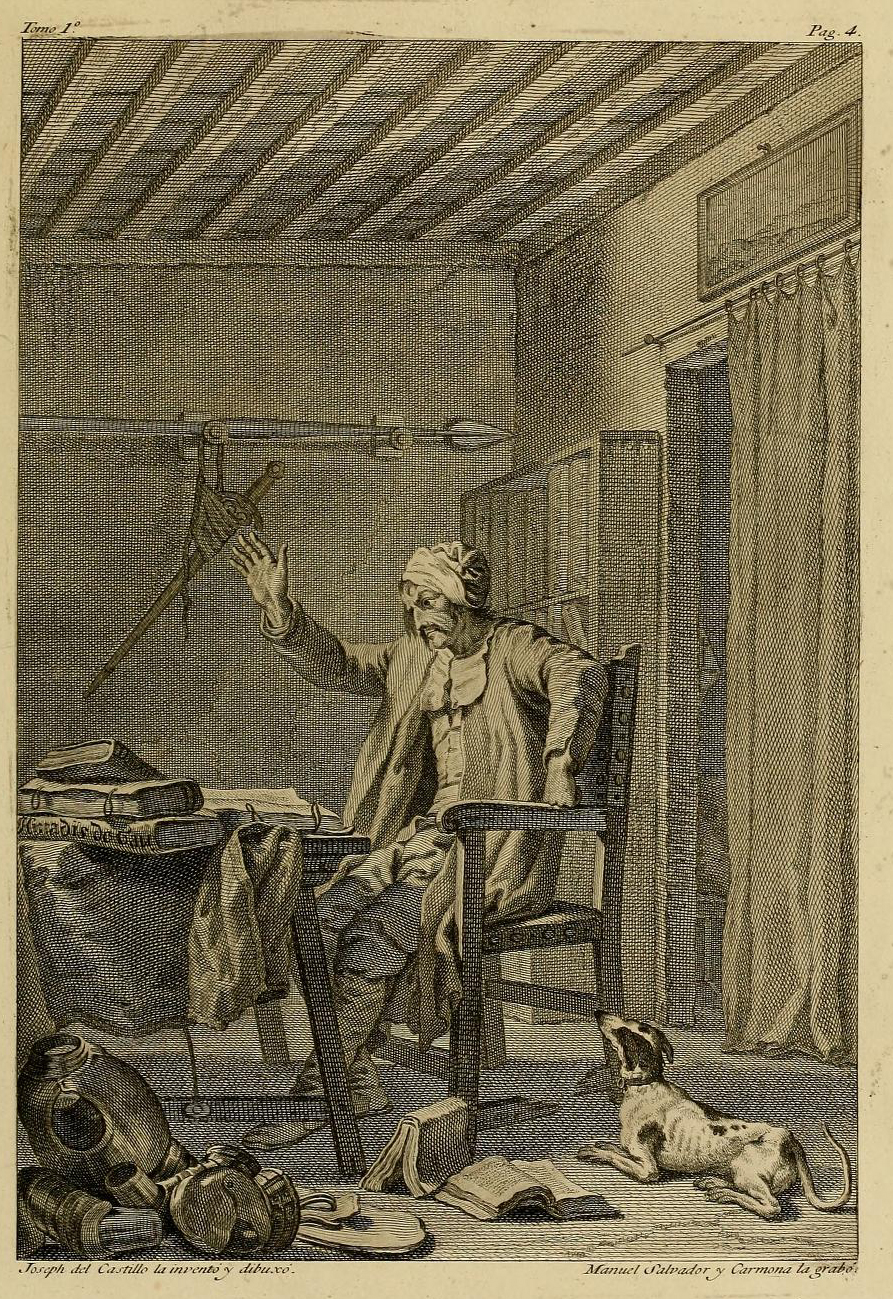
Lámina de la edición de Joaquín Ibarra de 1780 para la RAE. Dibujo de José del Castillo y grabado de Manuel Salvador Carmona.

La Primera Parte está dividida, a imitación del Amadís de Gaula, en cuatro partes. Conoció un éxito formidable —aunque como obra cómica, no como obra seria— y hubo varias reediciones y traducciones, unas autorizadas y otras no. No supuso un gran beneficio económico para el autor, quien había vendido todo el derecho de la obra a su editor Francisco de Robles.
Por otra parte, el ataque a Lope de Vega en el prólogo y las críticas del teatro del momento en el discurso del canónigo de Toledo (capítulo 48) supusieron atraer la inquina de los lopistas y del propio Lope, quien, hasta entonces, había sido amigo de Cervantes.
Eso motivó que, en 1614, saliera una segunda parte apócrifa de la obra bajo el nombre autoral, inventado o real, de Alonso Fernández de Avellaneda, y con pie de imprenta falso. En el prólogo se ofende gravemente a Cervantes tachándolo de envidioso, en respuesta al agravio infligido a Lope. No se tienen noticias de quién era este Fernández de Avellaneda, pero se han formulado teorías muy complejas al respecto; además, existió un personaje coetáneo, cura de Avellaneda (Ávila), que pudo ser el autor. Un importante cervantista, Martín de Riquer, sospecha que fue otro personaje real, Jerónimo de Pasamonte, un militar compañero de Cervantes y autor de un libro autobiográfico, agraviado por la publicación de la primera parte, en la que aparece como el galeote Ginés de Pasamonte. Y es incluso posible que se inspirara en la continuación que estaba elaborando Cervantes.
En 1615 se publicó la continuación auténtica de la historia de don Quijote, la de Cervantes, con el título de Segunda parte del ingenioso caballero don Quijote de la Mancha. En ella, el novelista jugaría con el hecho de que el protagonista se entera de que ya la gente ha empezado a leer la primera parte de sus aventuras, en que, tanto él como Sancho Panza, aparecen nombrados como tales, además de la existencia de la segunda parte espuria.

### Primera parte

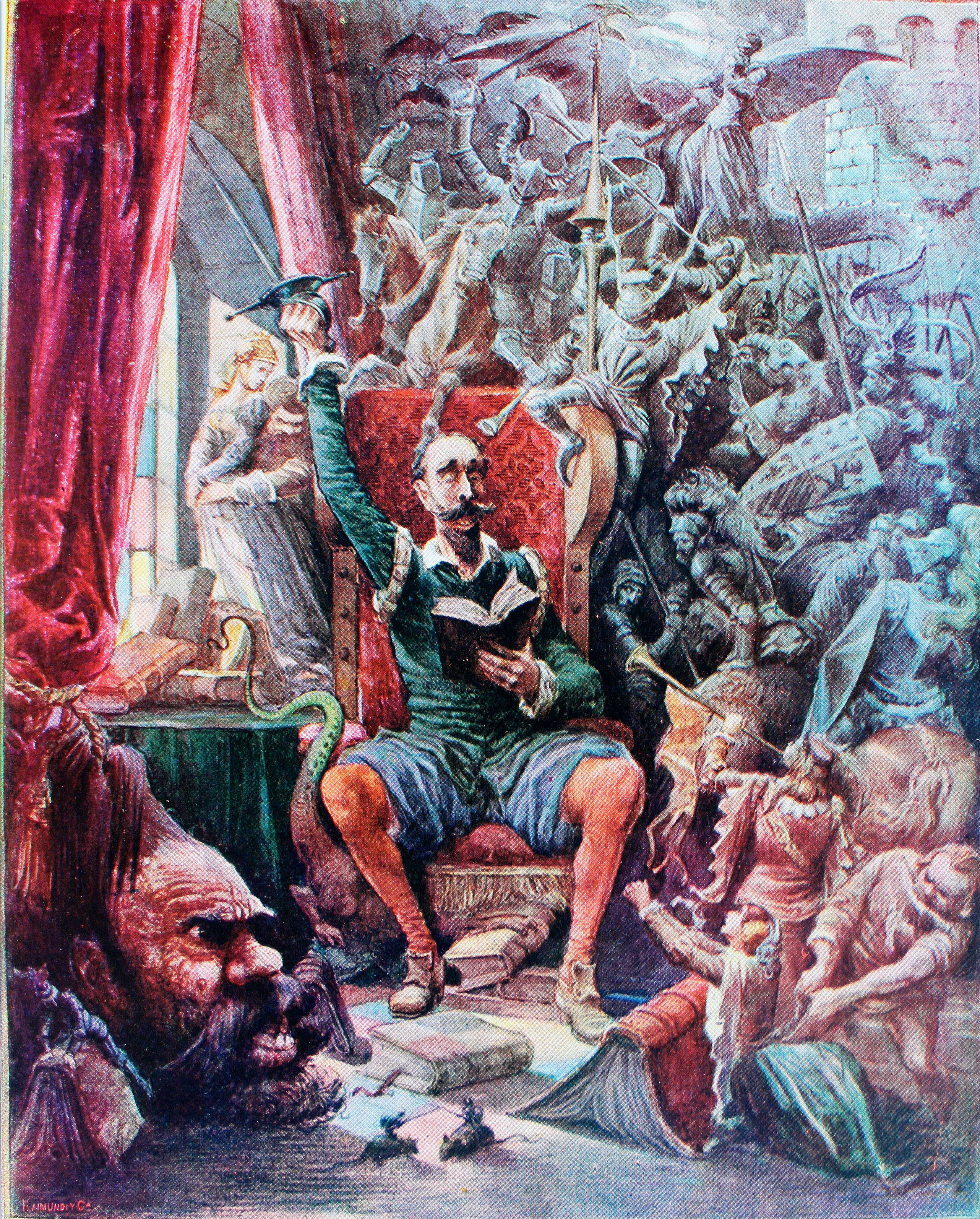
El protagonista leyendo ensimismado libros de caballería al comienzo de la novela.

La que después se llamaría «Primera Parte» originalmente se llamó El Ingenioso Hidalgo don Quijote de la Mancha y consta de 52 capítulos, separados a su vez en cuatro partes de 8, 6, 14 y 24 capítulos, respectivamente. Empieza con un prólogo en el que Cervantes se burla de la erudición pedantesca y con unos poemas cómicos, a manera de preliminares, compuestos en alabanza de la obra por el propio autor, quien lo justifica diciendo que no encontró a nadie que quisiera alabar una obra tan extravagante como esta, como sabemos por una carta de Lope de Vega. En efecto, se trata, como dice el cura (un personaje de la novela) en el capítulo 47 de la primera parte, de una «escritura desatada», libre de normativas, que mezcla lo «lírico, épico, trágico, cómico» y donde se entremeten en el desarrollo historias de varios géneros, como por ejemplo: Grisóstomo y la pastora Marcela, la novela de El curioso impertinente, la historia del cautivo, el discurso sobre las armas y las letras, el de la Edad de Oro, la primera salida de don Quijote solo y la segunda con su inseparable escudero Sancho Panza (la segunda parte narra la tercera y postrera salida).
Cervantes, como narrador homodiegético, esto es, que interviene a la par como narrador y personaje, explica (en el capítulo 9) que no tenía los manuscritos de la continuación de la novela que, como ingenioso recurso literario, atribuye a un autor árabe (Cide Hamete Benengeli), pero que los encontró casualmente paseando en Toledo, de modo que podrá seguir relatando las aventuras de don Quijote, después de que consiga quien le traduzca los «caracteres que conocí ser arábigos».
La novela comienza describiendo a un hidalgo pobre —cuyo exacto nombre solo se revelará al final de la obra: Alonso Quijano—, oriundo de un lugar indeterminado de La Mancha, quien enloquece leyendo libros de caballerías y se cree un caballero andante medieval.

En efecto, rematado ya su juicio, vino a dar en el más extraño pensamiento que jamás dio loco en el mundo, y fue que le pareció convenible y necesario, así para el aumento de su honra como para el servicio de su república, hacerse caballero andante...(cap. 1)

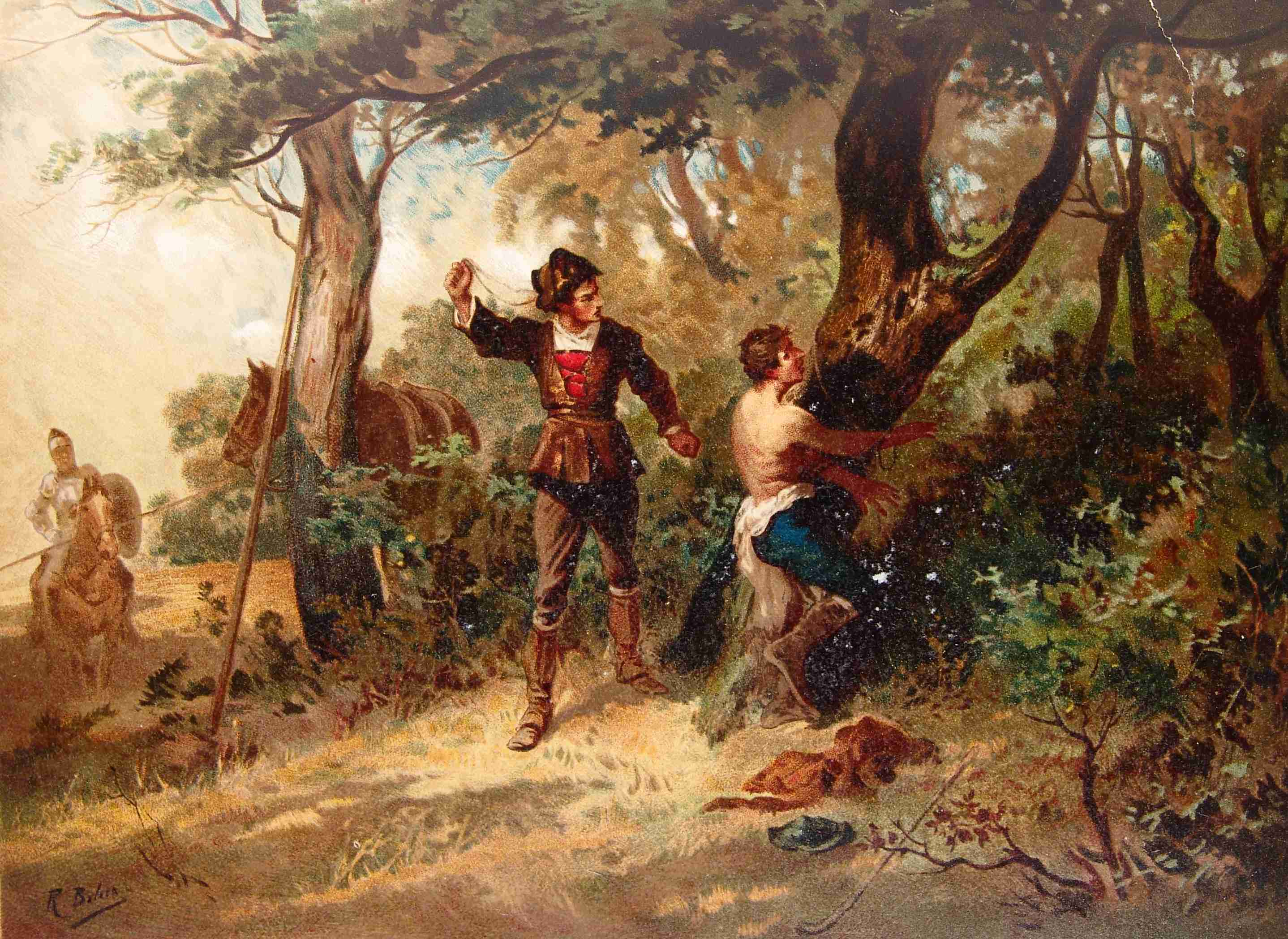
Andrés recibiendo azotes de su amo.

Se pone un nombre sugerente: don Quijote de la Mancha; bautiza a su caballo como Rocinante, reconstruye las armas de sus bisabuelos y elige a la dama de quien estar enamorado. Sin que nadie lo vea se lanza al campo en su primera salida, pero con sobresalto recuerda que no ha sido «armado caballero», por lo que llegando a una venta, que él confunde con un castillo, al ventero con el castellano y a unas prostitutas como damas, todo al modo de sus libros, decide hacer allí la «vela de armas» y convence al posadero para que le dé el espaldarazo. Por fin, en una satírica ceremonia don Quijote es armado caballero por el ventero y a partir de este momento reanuda su cabalgata con mayor brío. Le suceden toda suerte de tragicómicas aventuras en las que, impulsado en el fondo por la bondad y el idealismo, busca «desfacer agravios» y ayudar a los desfavorecidos y desventurados. Profesa un profundo amor platónico a su dama Dulcinea del Toboso, que es, en realidad, una moza labradora «de muy buen parecer»: Aldonza Lorenzo. En su primera aventura intenta salvar a un mozo llamado Andrés de los azotes de su empleador, lo que termina en mayor perjuicio para el joven; luego, en un cruce de caminos, desafía a todo un grupo de comerciantes a que reconozcan que su dama es la más bella del mundo, sin siquiera verla. Apaleado por uno de los comerciantes es encontrado por un vecino suyo quien, a lomo de su cabalgadura, lo devuelve a la aldea, donde es atendido por su sobrina y el ama de la casa. El cura y el barbero del lugar someten la biblioteca de Don Quijote a un expurgo, y queman parte de los libros que le han hecho tanto mal, haciéndole creer que han sido unos encantadores quienes han hecho desaparecer su colección. El recurso a las manipulaciones de los encantadores será permanente en el discurso de la obra, encantadores que le desfigurarán a cada paso la realidad a don Quijote permitiéndole explicar sus fracasos.
En el intertanto de la primera y segunda salida don Quijote requiere los servicios como escudero de su vecino, un labrador llamado Sancho Panza, a quien le promete grandes mercedes, en especial hacerlo gobernador de algún reino que conquiste en sus aventuras. Aparece entonces el otro personaje fundamental en la novela, que le permite a don Quijote dialogar y que contrapesará su extremo idealismo.

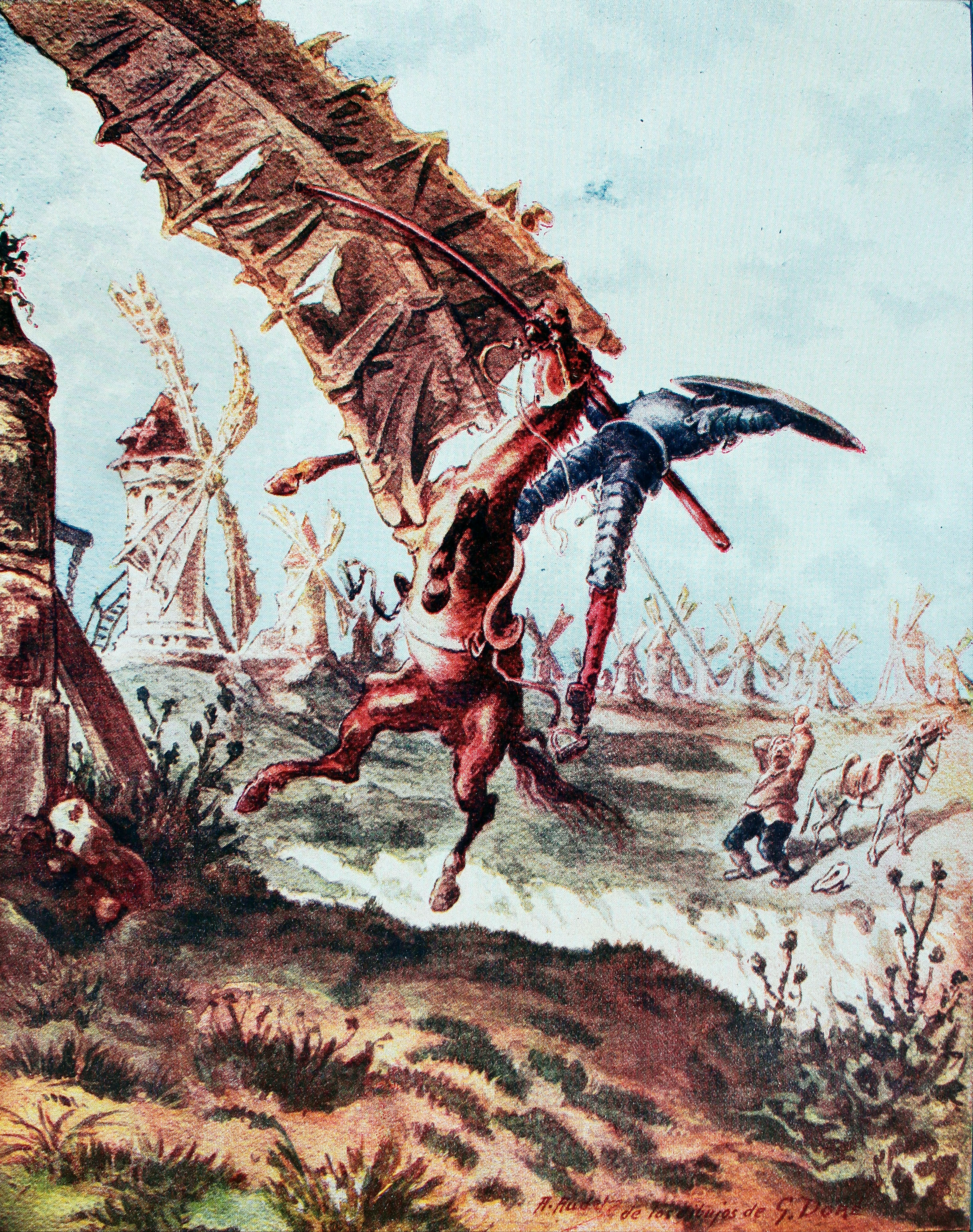
Don Quijote derribado por el aspa de un molino.

Una vez más, en su segunda salida, esta vez acompañado por su escudero Sancho, don Quijote se lanza por el Campo de Montiel en demanda de ejercer su nuevo oficio. En este momento ocurre su más famosa aventura: Don Quijote lucha contra unos gigantes, que no son otra cosa que molinos de viento, pese a las advertencias de su escudero.

En esto descubrieron treinta o cuarenta molinos de viento que hay en aquel campo, y así como don Quijote los vió, dijo a su escudero:
-La ventura va guiando nuestras cosas mejor de lo que acertáramos a desear; porque ves allí, amigo Sancho Panza, donde se descubren treinta o poco más desaforados gigantes con quien pienso hacer batalla, y quitarles a todos las vidas, con cuyos despojos comenzaremos a enriquecer: que esta es buena guerra, y es gran servicio de Dios quitar tan mala simiente de sobre la faz de la tierra.
-¿Qué gigantes?-dijo Sancho Panza.
-Aquellos que allí ves-respondió su amo-, de los brazos largos, que los suelen tener algunos de casi dos leguas.
-Mire vuestra merced-respondió Sancho-, que aquellos que allí se parecen no son gigantes, sino molinos de viento, y lo que en ellos parecen brazos son las aspas, que volteadas del viento hacen andar la piedra del molino.
-Bien parece-respondió don Quijote- que no estás cursado en esto de las aventuras; ellos son gigantes, y si tienes miedo quítate de ahí, y ponte en oración en el espacio que yo voy a entrar con ellos en fiera y desigual batalla.
Y diciendo esto, dio de espuelas a su caballo Rocinante, sin atender a las voces que su escudero Sancho le daba, advirtiéndole que sin duda alguna eran molinos de viento, y no gigantes aquellos que iba a acometer. Pero él iba tan puesto en que eran gigantes, que ni oía las voces de su escudero Sancho, ni echaba de ver, aunque estaba ya bien cerca, lo que eran; antes iba diciendo en voces altas:
-Non fuyades, cobardes y viles criaturas, que un solo caballero es el que os acomete.
Levantose en esto un poco de viento y las grandes aspas comenzaron a moverse, lo cual visto por don Quijote, dijo:
-Pues aunque mováis más brazos que los del gigante Briareo, me lo habéis de pagar.
Y en diciendo esto, y encomendándose de todo corazón a su señora Dulcinea, pidiéndole que en tal trance le socorriese, bien cubierto de su rodela, con la lanza en ristre, arremetió a todo el galope de Rocinante, y embistió con el primer molino que estaba delante; y dándole una lanzada en el aspa, la volvió el viento con tanta furia, que hizo la lanza pedazos, llevándose tras sí al caballo y al caballero, que fue rodando muy maltrecho por el campo. Acudió Sancho Panza a socorrerle a todo el correr de su asno, y cuando llegó, halló que no se podía menear, tal fue el golpe que dio con él Rocinante... (cap. 8)

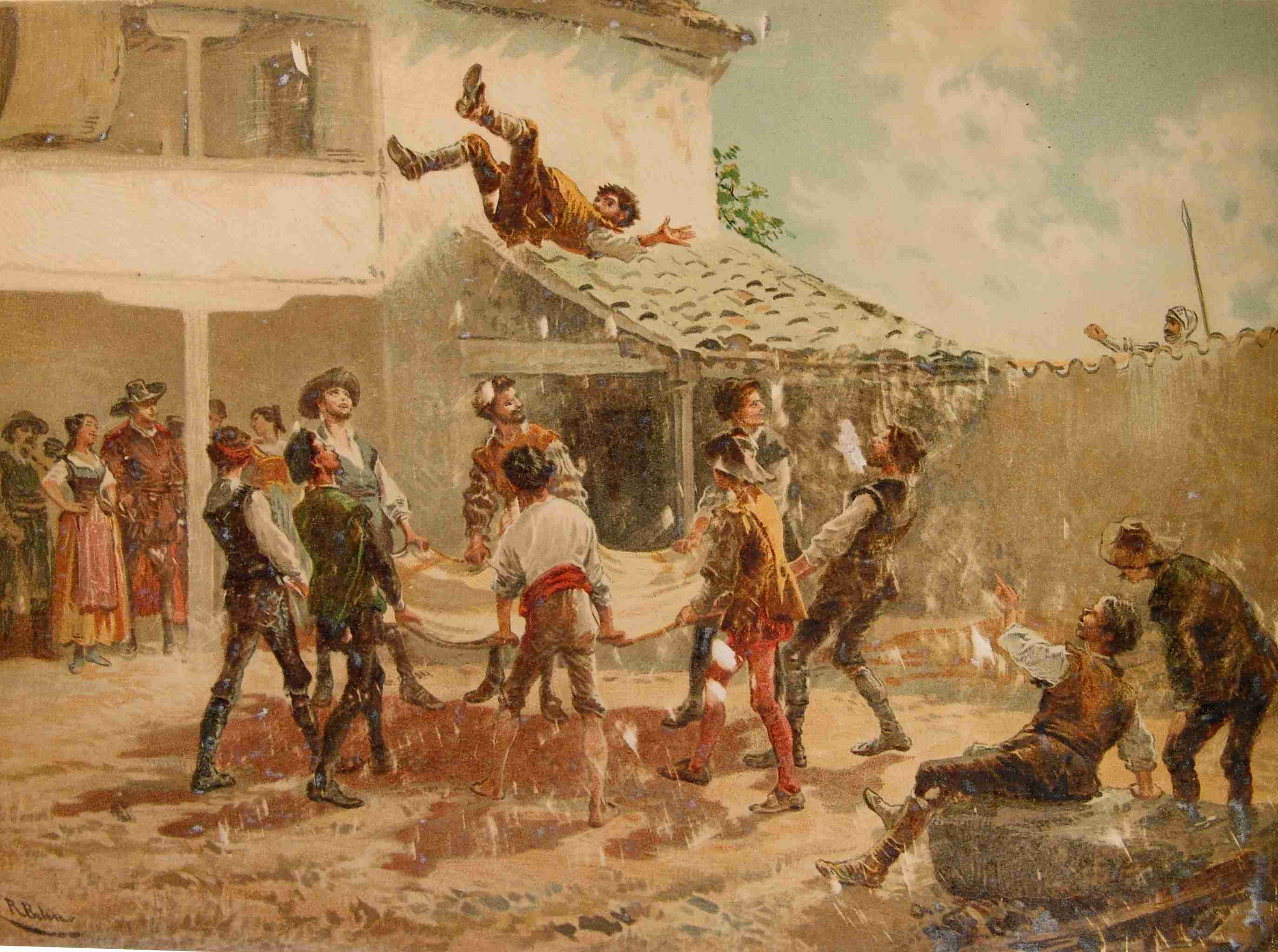
Manteo de Sancho Panza.

A partir de aquí se suceden numerosas aventuras, la mayor parte de las cuales terminan mal. No obstante, en la primera de ellas, don Quijote obtiene una auténtica victoria al derrotar a un joven, fuerte y pendenciero vizcaíno en un verdadero duelo a muerte, aunque pone en aprieto a una distinguida dama transeúnte en un carruaje, a quien desea proteger contra su voluntad. Pronto, amo y escudero se topan con la desgracia al ser apaleados por una turba de arrieros por causa de Rocinante, que se acercó en demasía a sus yeguas. Maltrechos, don Quijote y Sancho van a dar a una venta en donde intentan reposar. En la posada, amo y mozo protagonizan un hilarante escándalo nocturno, al confundir don Quijote en su imaginación a una desaliñada prostituta llamada Maritornes con la hija del ventero, a quien cree enamorada de él; esto despierta la cólera de un arriero, quien muele a golpes a don Quijote y a Sancho. Por la mañana, después de que don Quijote probara de su mágico bálsamo de Fierabrás, ambos se marchan, no sin antes que Sancho —con gran vergüenza suya— fuese manteado en el aire por un grupo de cardadores que se alojaban en el lugar.

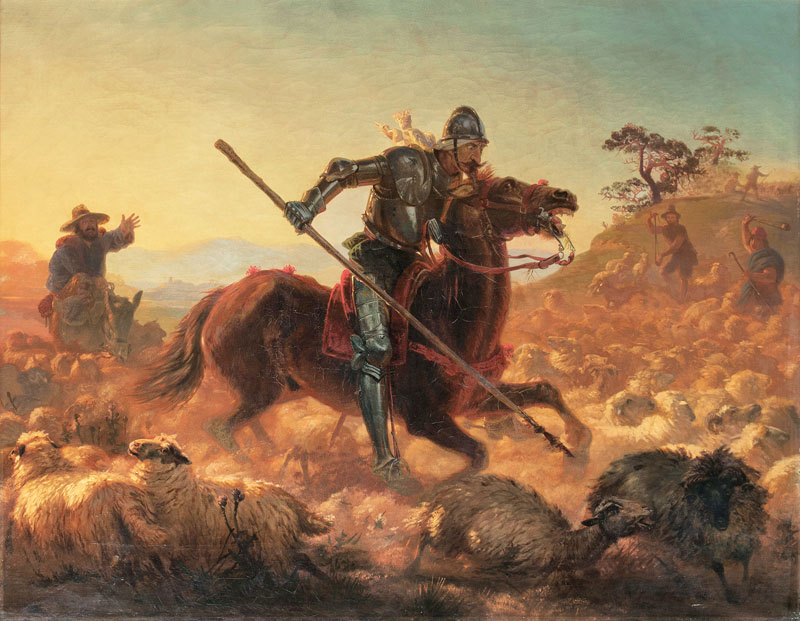
Don Quijote embistiendo un rebaño de ovejas.

Luego ocurre una de las más disparatadas aventuras de don Quijote: la aventura de los rebaños de ovejas, en la cual el personaje confunde a las ovejas con dos ejércitos que se van a embestir; en su imaginación hace una prolija descripción de los principales combatientes ante el estupor de Sancho; finalmente, don Quijote toma partido y ataca a uno de los rebaños, siendo pronto derribado del caballo por los pastores. Esa noche don Quijote ataca a una procesión de enlutados monjes benedictinos que acompañaban a un ataúd a su sepultura en otra ciudad. Luego, amo y mozo velan en un bosque donde escuchan unos fuertes ruidos que inducen a don Quijote a creer que hay otros gigantes en las cercanías; aunque, realmente, son solo los golpes de unos batanes en el agua. Al día siguiente a don Quijote le ocurre la «alta aventura y rica ganancia del yelmo de Mambrino», en la cual arrebata a un barbero la famosa bacía que ha inmortalizado la representación plástica y gráfica de su figura. Luego, ocurre una nueva y grotesca aventura, en la cual don Quijote deforma hasta el extremo el ideal caballeresco de liberar a los cautivos: la liberación por la fuerza de un grupo de galeotes llevados por la justicia del rey a cumplir su pena; los galeotes, liderados por Ginés de Pasamonte, pagan muy mal el favor, apedreando a sus liberadores, con gran vergüenza de don Quijote.

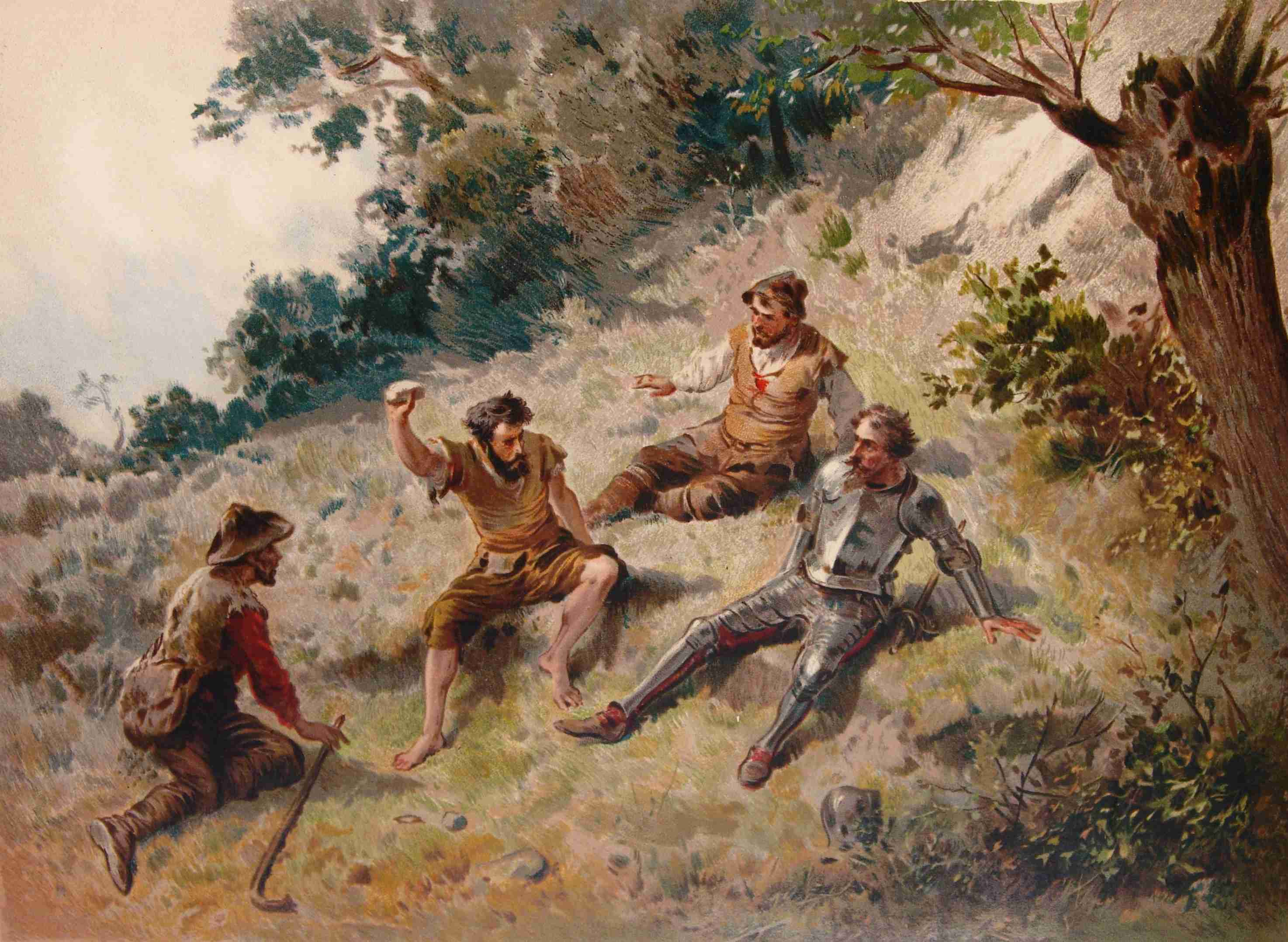
Cardenio, Sancho, Don Quijote y un cabrero conversan en Sierra Morena.

Don Quijote y Sancho se internan a continuación en Sierra Morena. En este lugar ocurren diversas situaciones: la extraña desaparición del Rucio, el jumento de Sancho, hecho no consignado en la primera edición y enmendado en las posteriores, aunque no satisfactoriamente. Imitando a Amadís de Gaula, don Quijote decide hacer penitencia y en cierto momento declara ante el sorprendido Sancho su secreto más íntimo: quién es en verdad Dulcinea del Toboso. Conocen a un nuevo personaje: Cardenio, quien da muestra de desquiciamiento producto de una gran frustración amorosa. Don Quijote envía a Sancho con una carta a Dulcinea, lo que obliga a este a partir en dirección al Toboso. Mientras esto ocurre, sus convecinos, el cura y el barbero, han seguido el rastro de don Quijote y en el camino se encuentran con Sancho, quien regresa con su señor y le miente acerca del éxito de su viaje. También dan con una moza llamada Dorotea, quien, sola, va en busca de ajustar cuentas sentimentales con el hombre que le arrebató su honra. Convencen a Dorotea de participar en un intrincado plan para devolver a don Quijote a su aldea: se hace pasar por una princesa llamada Micomicona, cuyo reino está siendo aterrorizado por un gigante. La princesa, el cura y el barbero disfrazados, se presentan ante don Quijote. La princesa le pide que la acompañe para que mate al gigante y libere a su reino. Don Quijote acepta de buen grado y todos abandonan la Sierra y llegan nuevamente a la posada en que tuvo lugar el manteamiento de Sancho. En el trascurso de este viaje, misteriosamente Sancho recupera su Rucio.

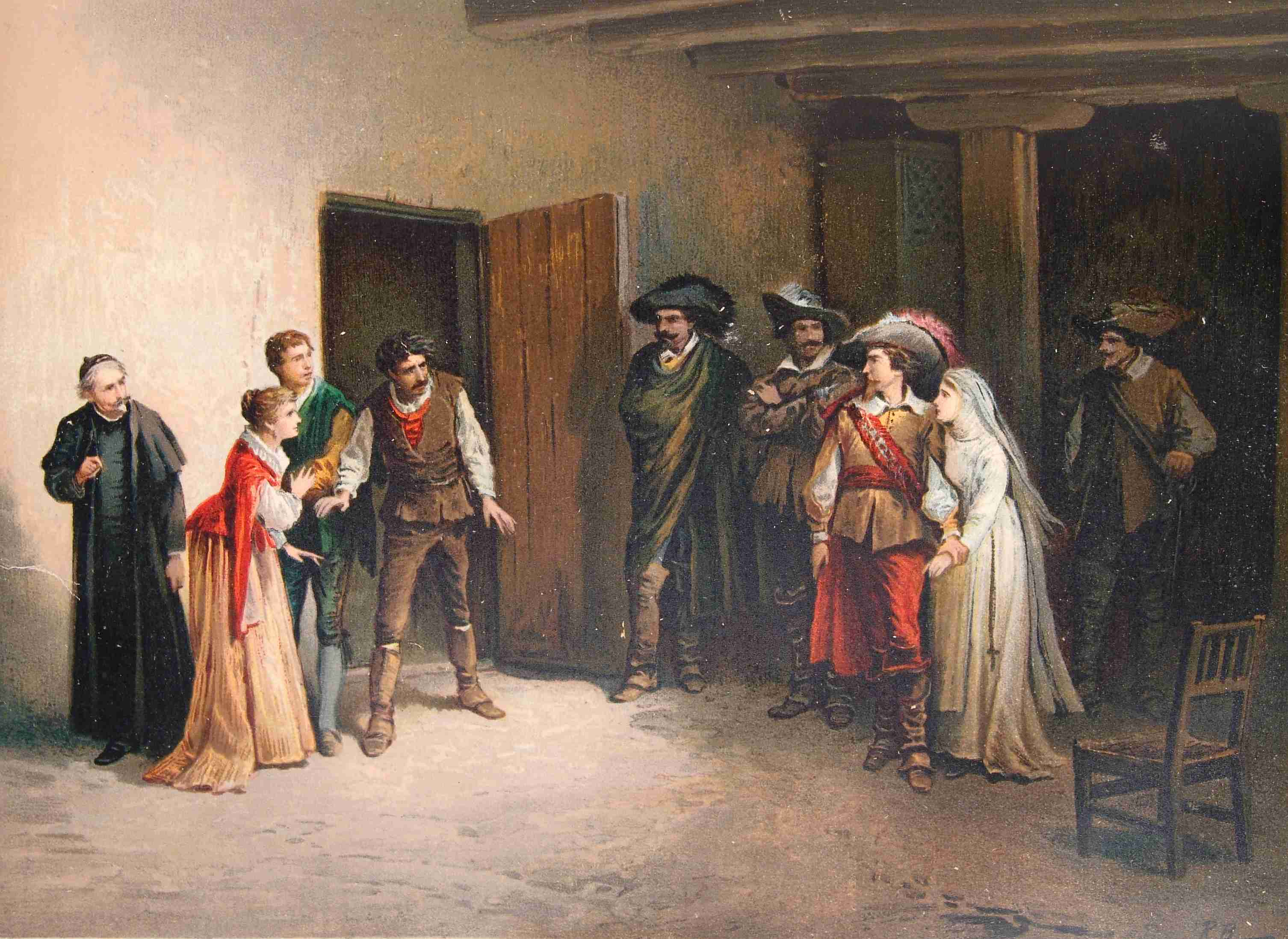
Encuentro de Cardenio, Dorotea, Don Fernando y Luscinda en la venta.

En la venta confluyen una serie de personajes secundarios cuyas historias se entrelazan: Cardenio, su amada Luscinda, su examigo don Fernando y otros. Se confrontan y resuelven sus conflictos de orden sentimental. Por su parte don Quijote causa admiración a todos con sus discursos y su aparente discreción, pero también exaspera al ventero con sus nuevas ocurrencias: tiene lugar la famosa batalla del personaje con los cueros de vino tinto, a los que cree gigantes, y el pleito con el dueño de la bacía que la reclama airado; también don Quijote es presa de una pesada broma de parte de Maritornes y la hija del ventero, consistente en dejarlo amarrado y colgando de una mano en una de las murallas de la venta. Finalmente, todos se ponen de acuerdo en el modo de controlar a don Quijote: lo amarran y le hacen creer que ha sido encantado, y lo depositan en una jaula en la cual lo trasladan nuevamente a su aldea. Por su parte, Sancho se da cuenta del embuste, pero don Quijote no le hace caso, creyéndose hechizado. Después de algunas peripecias retornan a su pueblo donde nuevamente el protagonista es atendido por su sobrina y el ama. Hasta aquí llega la primera parte. Como epílogo, a manera de los libros de caballerías, Cervantes simula una serie de epitafios en honor de don Quijote y promete una tercera salida.
En todas las aventuras, amo y escudero mantienen amenas conversaciones. Poco a poco, revelan sus personalidades y fraguan una amistad basada en el respeto mutuo, aunque Sancho claramente se da cuenta de la locura de su señor y se aprovecha de esto para deformarle la realidad, generalmente para salir de aprietos en que él lo coloca.
Cervantes dedicó esta parte a Alfonso Diego López de Zúñiga-Sotomayor y Pérez de Guzmán, VI duque de Béjar y grande de España.[cita requerida]
El eco de la obra cervantina prendió rápidamente, dando lugar a las mascaradas quijotescas de los universitarios que tuvieron lugar en Córdoba y Zaragoza en ese mismo año con motivo de las fiestas de beatificación de Teresa de Jesús en toda España. El día 4 de octubre, víspera de la fiesta principal, los estudiantes cordobeses representaron por las calles una máscara a lo pícaro del “Desposorio de don Quijote y su amada Dulcinea”; y dos días después, en la plaza zaragozana de los Carmelitas Descalzos, otra mascarada similar demostraba la gran popularidad alcanzada por la primera parte de la obra. Incluso dentro de la Relación de Fiestas de Zaragoza con motivo de esta beatificación, Luis Díez de Aux recoge unos chistosos versos sobre “La verdadera y segunda parte del ingenioso don Quixote de la Mancha. Compuesta por el Licenciado Aquesteles,… Año de 1614”, incluidos en su Fiesta y passeo de los Estudiantes, que parodian la obra cervantina. El regocijo popular con la peculiar puesta en escena de la primera parte del Quijote, muestra hasta qué punto la beatificación de Teresa de Jesús en 1614 se convierte en el germen de las futuras y exitosas dramatizaciones de la obra cumbre de la literatura española.

### Segunda parte

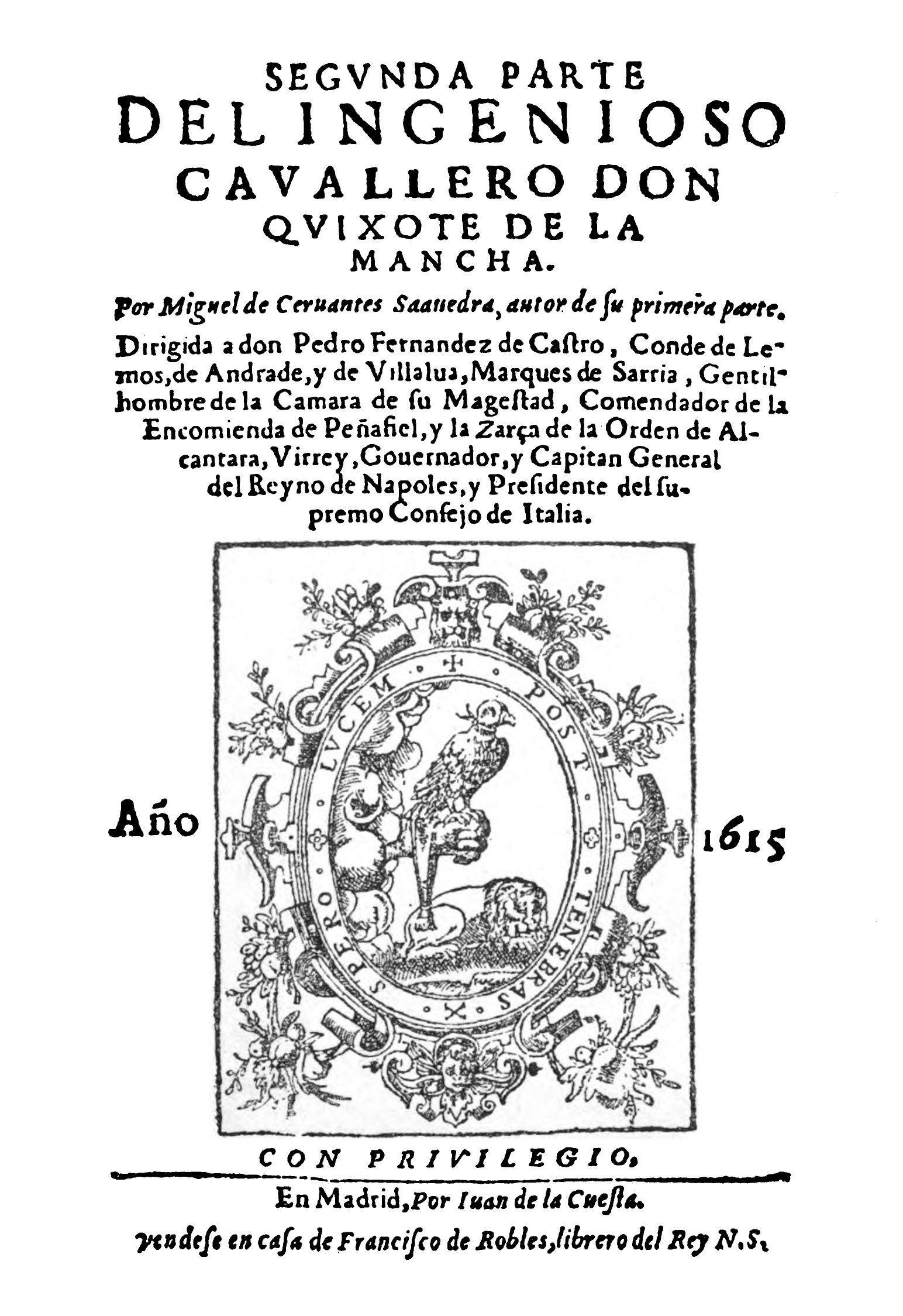
Portada de la primera edición de la Segunda parte del ingenioso caballero don Quijote de la Mancha, Madrid, Juan de la Cuesta, 1615.

El título de esta fue El ingenioso caballero don Quijote de la Mancha y consta de 74 capítulos. En el prólogo, Cervantes se defiende irónicamente de las acusaciones del lopista Avellaneda y se lamenta de la dificultad del arte de novelar: la fantasía se vuelve tan insaciable como un perro hambriento. En la novela se juega con diversos planos de la realidad al incluir, dentro de ella, la edición de la primera parte del Quijote y, posteriormente, la de la apócrifa Segunda parte, que los personajes han leído. Cervantes se defiende de las inverosimilitudes que se han encontrado en la primera parte, como la misteriosa reaparición del rucio de Sancho después de ser robado por Ginés de Pasamonte y el destino de los dineros encontrados en una maleta de Sierra Morena.
Así pues, en esta segunda entrega don Quijote y Sancho son conscientes del éxito editorial de la primera parte de sus aventuras y ya son célebres. De hecho, algunos de los personajes que aparecerán en lo sucesivo han leído el libro y los reconocen. Es más, en un alarde de clarividencia, tanto Cervantes como el propio don Quijote manifiestan que la novela pasará a convertirse en un clásico de la literatura y que la figura del hidalgo se verá a lo largo de los siglos como símbolo de La Mancha.
La obra empieza con el renovado propósito de don Quijote de volver a las andadas y sus preparativos para ello, no sin la fiera resistencia de su sobrina y el ama. El cura y el barbero tienen que confesar la locura de don Quijote y urden, junto al bachiller Sansón Carrasco, un nuevo plan que les permita recluir a don Quijote por un largo tiempo en su aldea. Por su parte, don Quijote renueva los ofrecimientos a Sancho prometiéndole la ansiada ínsula a cambio de su compañía. Sancho reacciona obsesionándose con la idea de ser gobernador y cambiar de estatus social, lo que provoca la burla de su esposa Teresa Panza. Con conocimiento de sus convecinos don Quijote y Sancho inician su tercera salida.

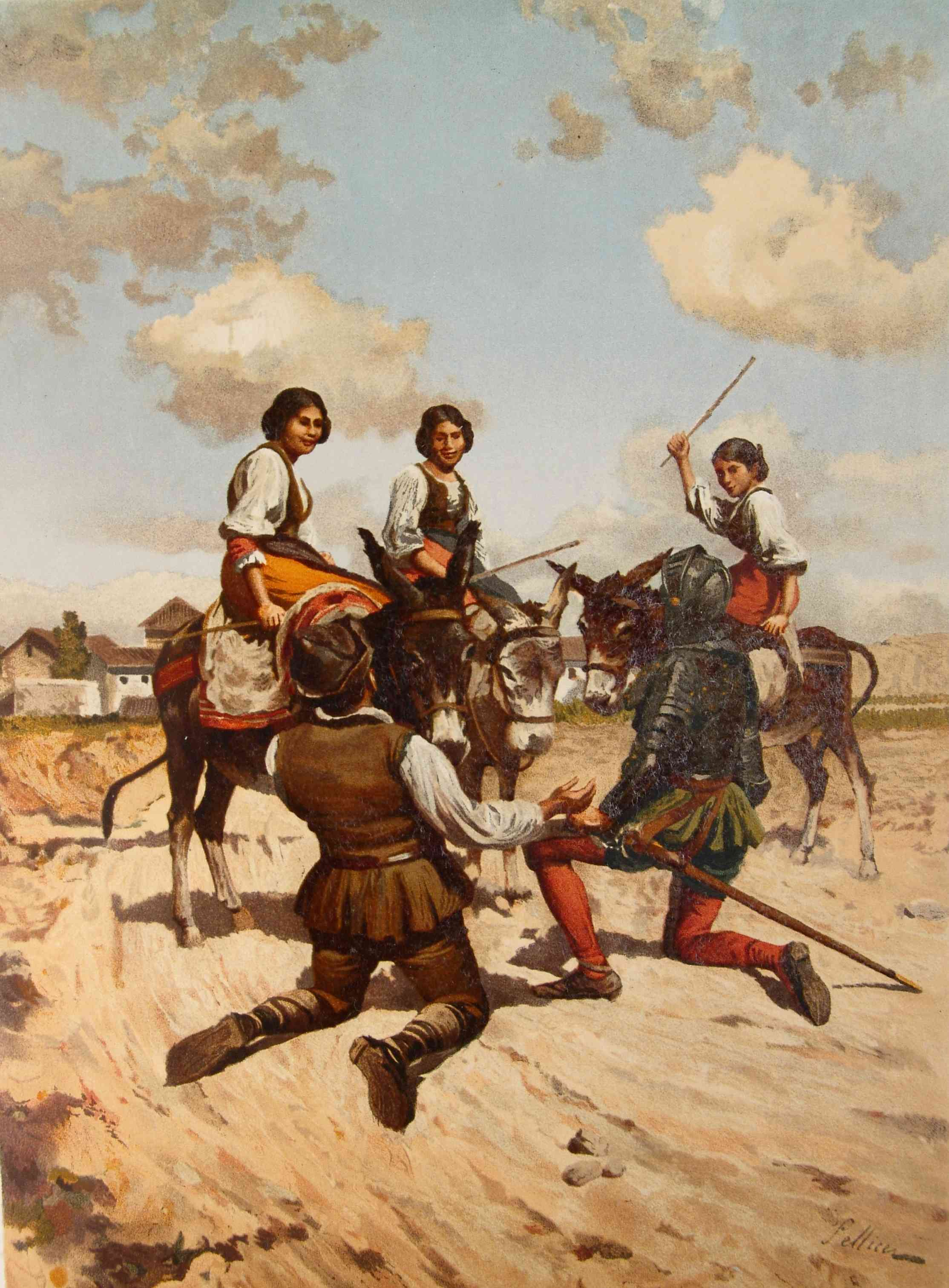
Encuentro en El Toboso.

Ambos se dirigen al Toboso con objeto de visitar a Dulcinea, lo que pone en un duro aprieto a Sancho, temeroso de que su mentira anterior salga a luz. En uno de los episodios más logrados de la novela Sancho logra engañar a su señor haciéndole creer que Dulcinea ha sido encantada y hace pasar a una tosca aldeana por la amada de don Quijote, quien la contempla estupefacto. Nuevamente don Quijote atribuye la transformación a los encantadores que le persiguen. El encantamiento de Dulcinea y la forma en que don Quijote buscará revertirlo será uno de los motivos de esta segunda parte. Apesadumbrado, don Quijote continúa su camino; pronto se topa con unos actores que van en un carro a representar el acto Las Cortes de la Muerte, quienes les toman el pelo y enfurecen a don Quijote. Una noche se encuentra con un supuesto caballero andante que se autodenomina el Caballero de los Espejos —quien es ni más ni menos que el bachiller Sansón Carrasco disfrazado— junto a su escudero, un vecino llamado Tomé Cecial. El caballero de los Espejos presume de haber derrotado a don Quijote en una batalla anterior, lo que provoca el desafío de este. El de los Espejos acepta e impone como condición de que si vence don Quijote se retirará a su aldea. Se disponen a luchar, pero con tan mala suerte para el bachiller que, en forma sorpresiva, don Quijote lo derrota y lo obliga a reconocer su error; con tal de salvar la vida el bachiller acepta la condición y se retira humillado, tramando venganza, venganza que se manifestará casi al final de la novela. Esta inesperada victoria le sube el ánimo a don Quijote, quien continúa su camino. Pronto encuentra a otro caballero, el caballero del Verde Gabán, que lo acompañará algunas jornadas. Viene a continuación una de las más excéntricas aventuras de don Quijote: la aventura de los leones; don Quijote prueba su valor desafiando a un león macho que es transportado a la corte del rey por un carretero; por fortuna el león no hace caso de él y don Quijote se da por satisfecho; inclusive, para celebrar su victoria, cambia su anterior apodo de "Caballero de la Triste Figura" al del "Caballero de Los Leones". Don Diego de Miranda —el del Verde Gabán— lo invita a su casa unos días, donde es probado en el grado de su locura por su hijo, un estudiante y poeta alabado por don Quijote. Don Quijote se despide y reemprende el camino, encontrando pronto a dos estudiantes que van en dirección a las bodas de Camacho el Rico y de la hermosa Quiteria. En este episodio don Quijote logra, atípicamente, resolver un verdadero entuerto, al tomar partido por Basilio (el primer prometido de Quiteria, con quien se casa por sorpresa) en defensa de su vida amenazada por Camacho y sus amigos; don Quijote obtiene reconocimiento y gratitud de parte de los noveles esposos.

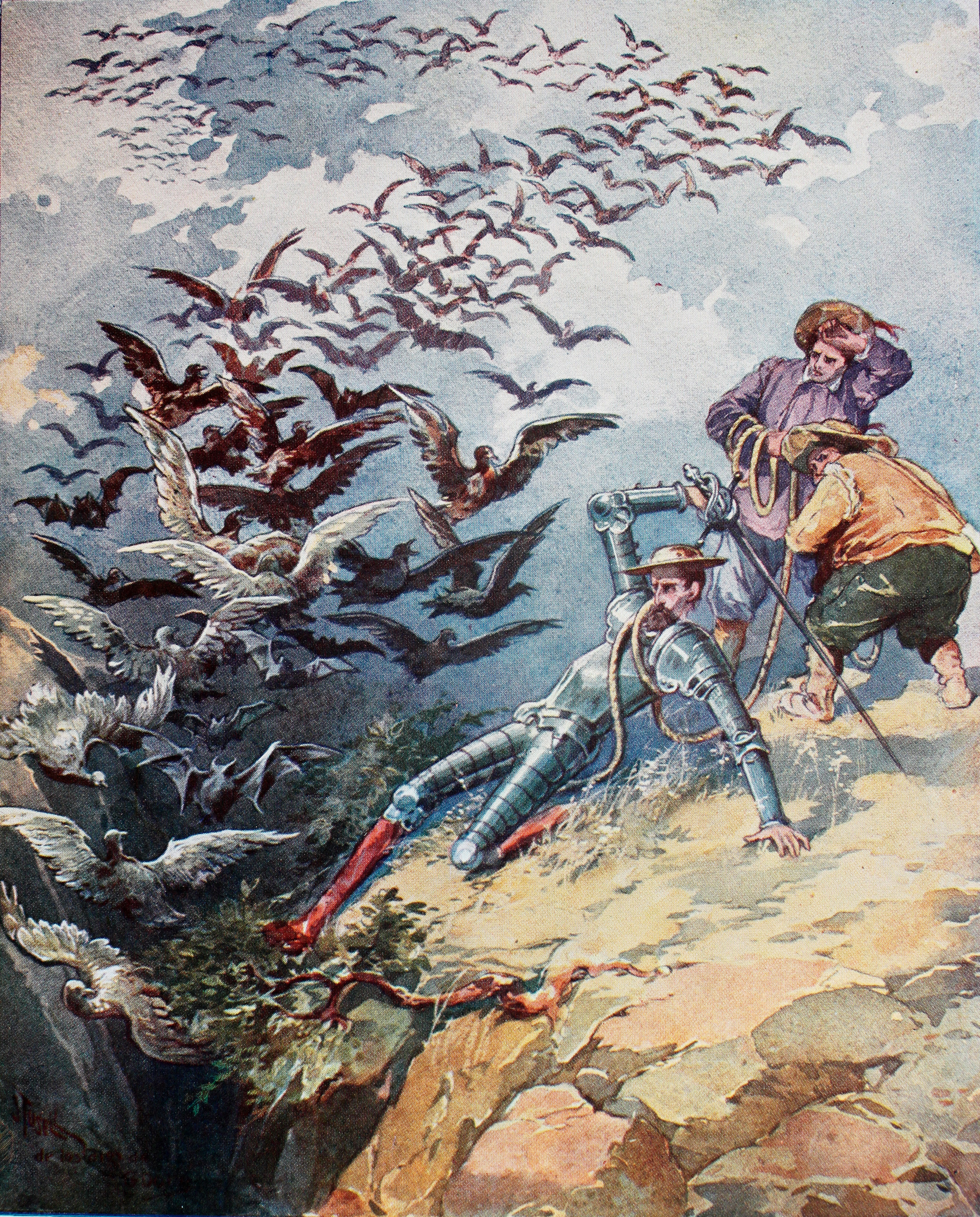
Descenso a la cueva de Montesinos.

A continuación se suceden una serie de episodios autoconclusivos: el primero es el descenso a la cueva de Montesinos, donde el caballero se queda dormido y sueña todo tipo de disparates que no llega a creerse Sancho Panza, pues hacen referencia al supuesto encantamiento de Dulcinea. Este descenso es una parodia de un episodio de la primera parte del Espejo de príncipes y caballeros y de los descensos a los infiernos de la épica, y que para Rodríguez Marín se constituye en el episodio central de toda la segunda parte. Luego, llegan a una venta que don Quijote reconoce por tal y no por castillo, para gusto de Sancho, lo que evidencia que el protagonista empieza a ver las cosas tal como son y no como en la primera parte, en que veía las cosas de acuerdo a su imaginación ("Aproximación al Quijote", edit. Salvat 1970, pág. 113, de Martín de Riquer). A la venta llega un tal maese Pedro cuyo oficio es el de titiritero y tiene un mono adivino; pero no es otro que Ginés de Pasamonte, quien de inmediato reconoce a don Quijote y accede a dar una función de su retablo de marionetas; en cierto momento don Quijote, presa de un súbito desvarío, ataca con su espada el retablo haciéndolo pedazos, pero culpa a los encantadores de haberlo confundido. La cabalgata continúa y don Quijote y Sancho se ven envueltos en la aventura del rebuzno: intentan llamar a la concordia a dos pueblos que se pelean a causa de una ancestral burla, pero la desubicación de Sancho los obliga a huir bajo la amenaza de las ballestas y las armas de fuego. Pronto llegan a orillas del río Ebro, donde tiene lugar la aventura del barco encantado: don Quijote y Sancho se embarcan en una pequeña barca creyendo aquel que el viaje está encantado, pero la navegación termina abruptamente y ambos se zambullen en el río.
Desde el capítulo 30 al 57 don Quijote y Sancho son acogidos en su castillo por unos acomodados duques que han leído la primera parte de la novela y saben de qué humor cojean ambos. Por primera vez don Quijote y Sancho entran en contacto con la alta nobleza española y su séquito cortesano, todo semejante al ambiente de los libros de caballerías. Los duques, por su parte, se esmeran en presentarles la realidad del mismo modo, orquestando situaciones caballerescas en que don Quijote pueda actuar como tal; en el fondo don Quijote y Sancho son considerados como dos bufones cuya estadía en el castillo tiene por objeto entretener a los duques. En forma sutil, pero despiadadamente, los castellanos organizan una serie de farsas que ponen en ridículo a los dos protagonistas quienes, pese a todo, confían hasta el final en sus anfitriones. Solo el capellán del castillo rechaza de plano la opereta e increpa violentamente a don Quijote su falta de cordura.

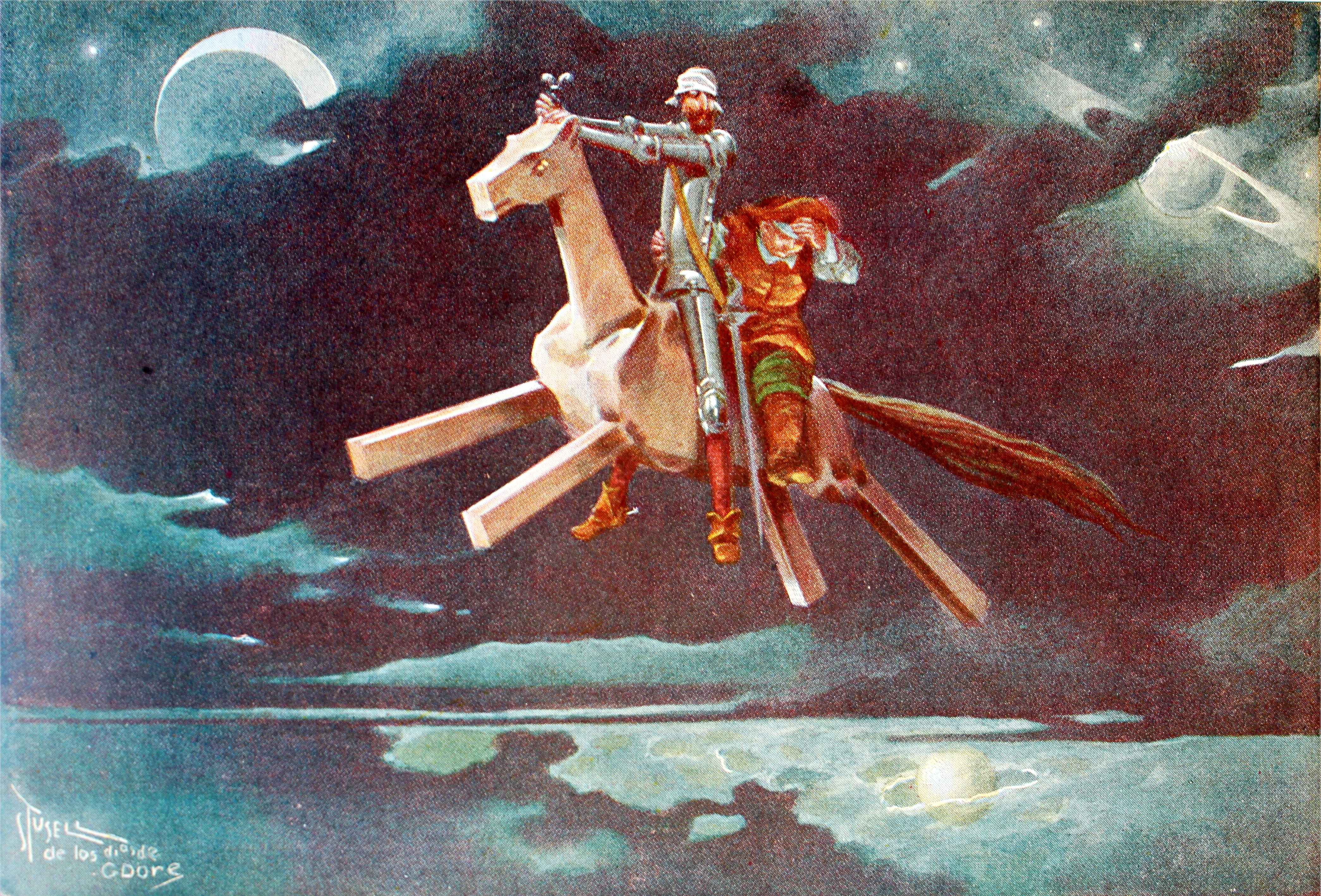
Don Quijote y Sancho montados en Clavileño.

Se suceden los siguientes episodios de chanza: la sorpresiva aparición del mago Merlín, que declara que Dulcinea solo podrá ser desencantada si Sancho se da tres mil azotes en sus posaderas; esto no le parece nada bien al escudero y de ahí en adelante habrá una permanente tensión entre amo y mozo por causa de esta penitencia. Enseguida, convencen a don Quijote de que vaya volando en un caballo de madera llamado Clavileño a rescatar a una princesa y a su padre del encantamiento que les ha echado un gigante; don Quijote y Sancho caen con naturalidad en la burla. Una de las farsas más memorables es la obtención y gobierno por Sancho de la ínsula prometida: en efecto, Sancho se convierte en gobernador de una "ínsula" llamada Barataria que le otorgan los duques interesados en burlarse del escudero. Sancho, no obstante, demuestra tanto su inteligencia como su carácter pacífico y sencillo en el gobierno de la dependencia. Así, pronto renunciará a un puesto en el que se ve acosado por todo tipo de peligros y por un médico, Pedro Recio de Tirteafuera, que no le deja probar bocado. Mientras Sancho gobierna su ínsula, don Quijote sigue siendo objeto de burlas en el castillo: un desenvuelta moza llamada Altisidora finge estar perdidamente enamorada de él, poniendo en riesgo su casto amor por Dulcinea; cierta noche le descuelgan en su ventana una bolsa de gatos que le arañan el rostro; en otra ocasión, a requerimientos de una dama llamada doña Rodríguez —quien cree neciamente que don Quijote es un auténtico caballero andante—, se ve obligado a participar en un frustrado duelo con el ofensor de su hija. Finalmente, don Quijote y Sancho se reencuentran (don Quijote encuentra a Sancho en lo profundo de una sima en que ha caído de regreso de su fracasado gobierno).

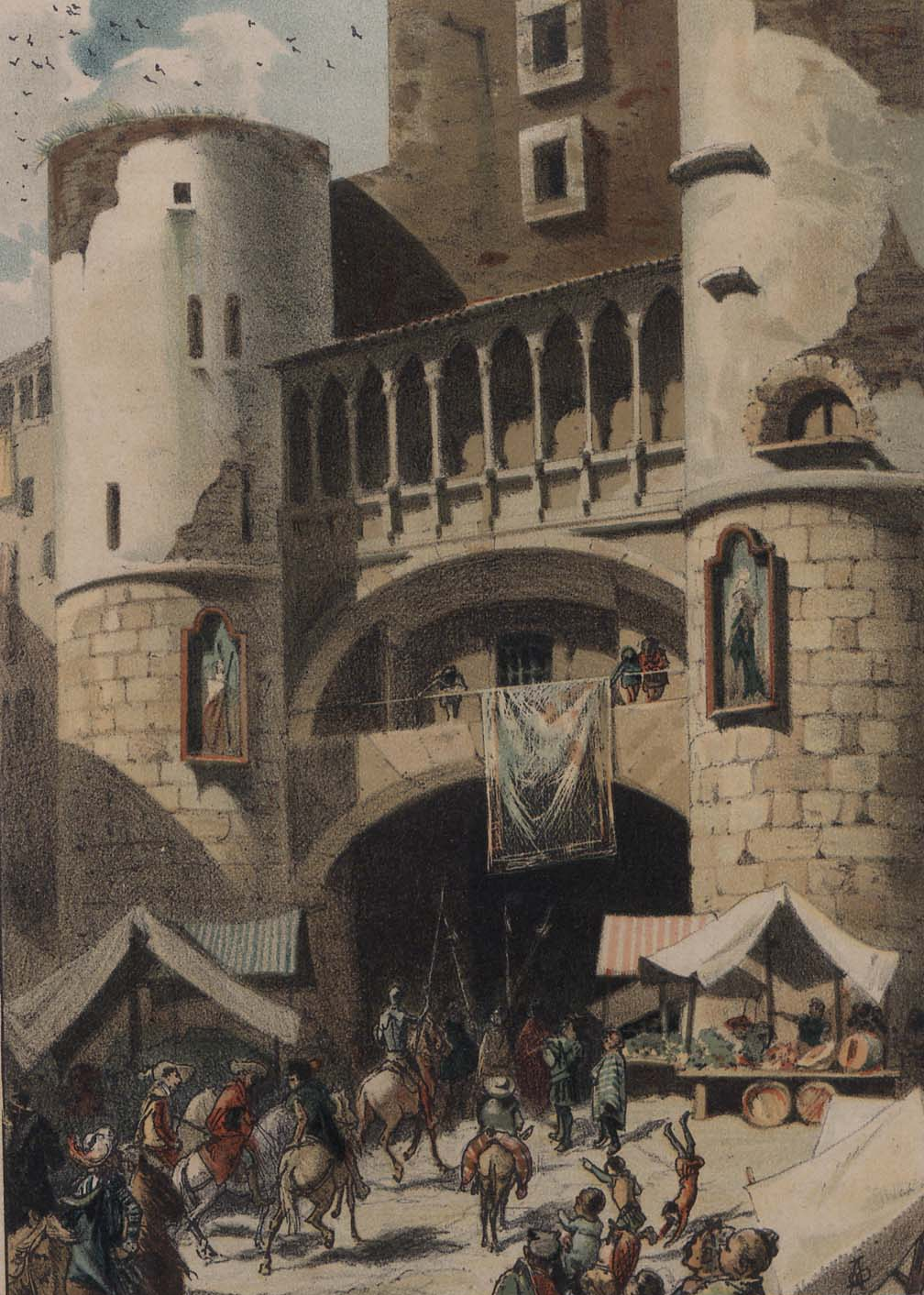
Entrada en Barcelona.

Ambos se despiden de los duques y don Quijote se encamina a Zaragoza a participar en unas justas que allí van a celebrarse. Poco les sucede a continuación; en cierto momento son embestidos por una manada de toros debido a la temeridad de don Quijote. Y en una venta el manchego se entera por boca de unos caballeros que ahí alojaban que ha sido publicado el Quijote de Avellaneda, y cuyos detalles, ambientados en Zaragoza, lo indignan de sobremanera, pues lo presentan como un loco de atar. Decide cambiar de rumbo y dirigirse a Barcelona. A partir de este momento, según Martín de Riquer en su obra Aproximación al Quijote, la trama cambia sustancialmente: empiezan las aventuras de verdad y en la cual el personaje pierde presencia, lo que anticipa su final. Primero, se encuentran con una cuadrilla de bandoleros liderada por Roque Guinart, un personaje rigurosamente histórico (Perot Rocaguinarda), un aventurero de verdad. Si bien el bandolero los trata bien, son testigos de hechos sangrientos (por ejemplo, Roque asesina a un bandolero a escasos metros de Sancho). Tras varios días de participar a fondo de la vida clandestina de sus anfitriones, Roque los deja en la playa de Barcelona. Don Quijote y Sancho entran en una gran y cosmopolita ciudad y quedan maravillados por la actividad que en ella se desarrolla. Se alojan en casa de don Antonio Moreno, quien les muestra una supuesta cabeza de bronce encantada y que da respuestas ingeniosas a las preguntas que se le hacen. Otro día el caballero y su escudero visitan las galeras ancladas en el puerto y repentinamente se ven inmersos en un combate naval contra un barco turco —que traía a una dama morisca huida de Argel—, con amplio despliegue de hombres y artillería, muertos y heridos. Nadie hace caso a las observaciones y propuestas de don Quijote y su locura ya no divierte. Se llega, finalmente, al momento más dramático de su carrera: su vencimiento por el caballero de la Blanca Luna. Cierta mañana este aparece en la playa de Barcelona y desafía a don Quijote a un singular duelo por asuntos de prevalencia de damas; la batalla —en presencia de las autoridades y el público barcelonés— es rápida y el gran manchego cae en la arena derrotado.

Fue luego sobre él, y poniéndole la lanza sobre la visera, le dijo:
-Vencido sois, caballero, y aún muerto, si no confesáis las condiciones de nuestro desafío.
Don Quijote, molido y aturdido, sin alzarse la visera, como si hablara dentro de una tumba, con voz debilitada y enferma, dijo:
-Dulcinea del Toboso es la más hermosa mujer del mundo, y yo el más desdichado caballero de la tierra, y no es bien que mi flaqueza defraude esta verdad. Aprieta, caballero, la lanza, y quítame la vida, pues me has quitado la honra. (cap. 64 de la Segunda Parte)

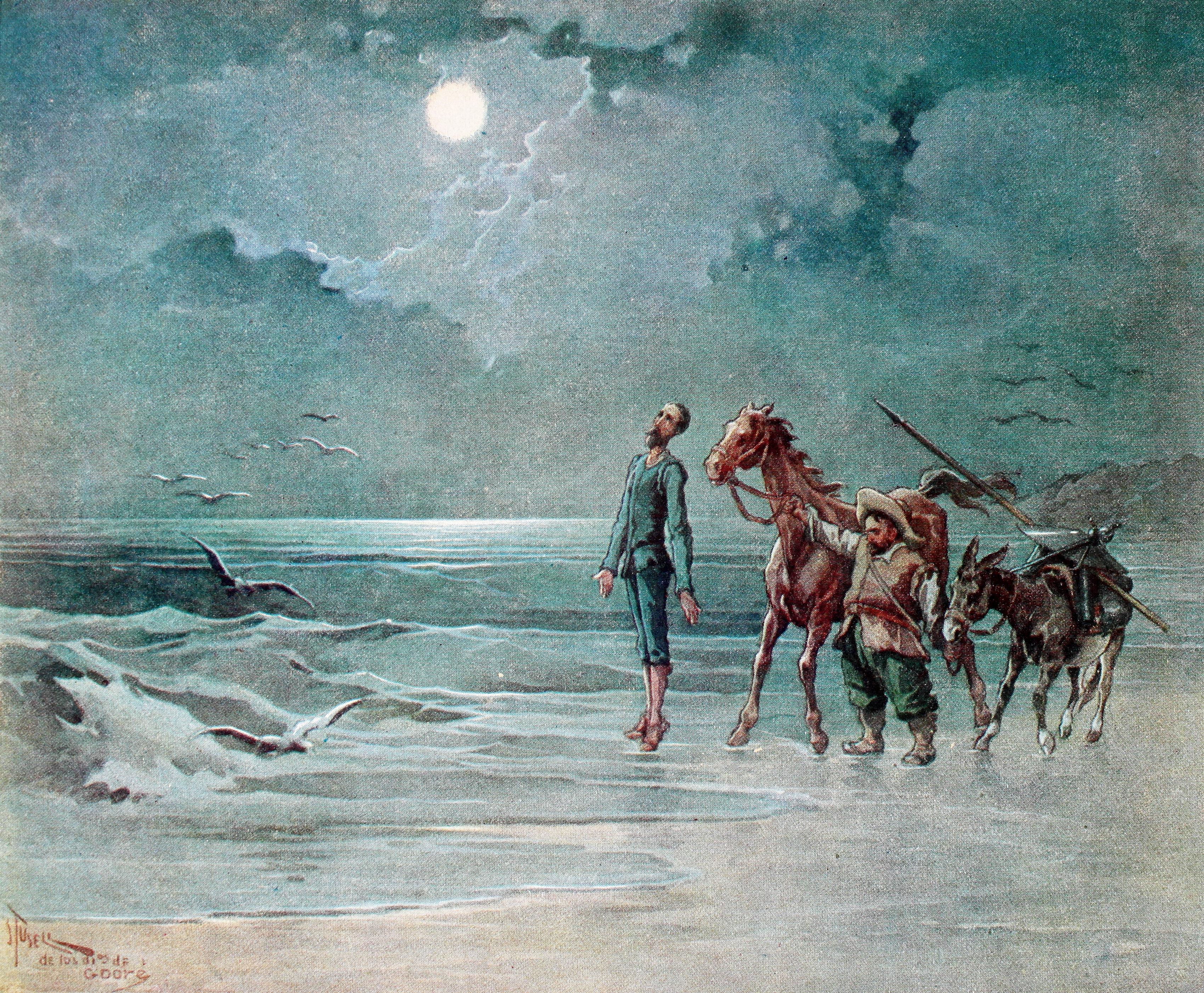
«Aquí finalmente cayó mi ventura para jamás levantarse».

El caballero de la Blanca Luna es en realidad el bachiller Sansón Carrasco disfrazado y le ha hecho prometer que regresará a su pueblo y no volverá a salir de él como caballero andante en el plazo de un año. Así lo hace don Quijote, tras varios días de permanecer abatido en cama.
El regreso es triste y melancólico y Sancho trata por varios medios de subirle el ánimo a su señor. Don Quijote piensa, por un momento, en sustituir su obsesión caballeresca por la de convertirse en un pastor como los de los libros pastoriles. Durante el regreso amo y criado son atropellados por una gran piara de cerdos —la «cerdosa aventura»—, y cuando pasan por el castillo de los duques son objeto de nuevas burlas; más allá don Quijote y Sancho tienen una fuerte discusión por el asunto de los azotes que debe darse el criado para desencantar a Dulcinea. En un cierto lugar conocen a Álvaro Tarfe, personaje del Quijote de Avellaneda, quien declara la falsedad del que conoció en Zaragoza. Llegan finalmente a su aldea. Don Quijote enferma, pero retorna, al fin, a la cordura y abomina con lúcidas razones de los disparates de los libros de caballerías, aunque no del ideal caballeresco. Muere de pena entre la compasión y las lágrimas de todos.
Mientras se narra la historia, se entremezclan otras muchas que sirven para distraer la atención de la trama principal. Tienen lugar divertidas y amenas conversaciones entre caballero y escudero, en las que se percibe cómo don Quijote va perdiendo progresivamente sus ideales, influido por Sancho Panza. Va transformándose también su autodenominación, pasando de Caballero de la Triste Figura al Caballero de Los Leones. Por el contrario, Sancho Panza va asimilando los ideales de su señor, lo que se transforman en una idea fija: llegar a ser gobernador de una ínsula.
El 31 de octubre de 1615, Cervantes dedicó esta parte a Pedro Fernández de Castro y Andrade, VII conde de Lemos.

## Interpretaciones delQuijote

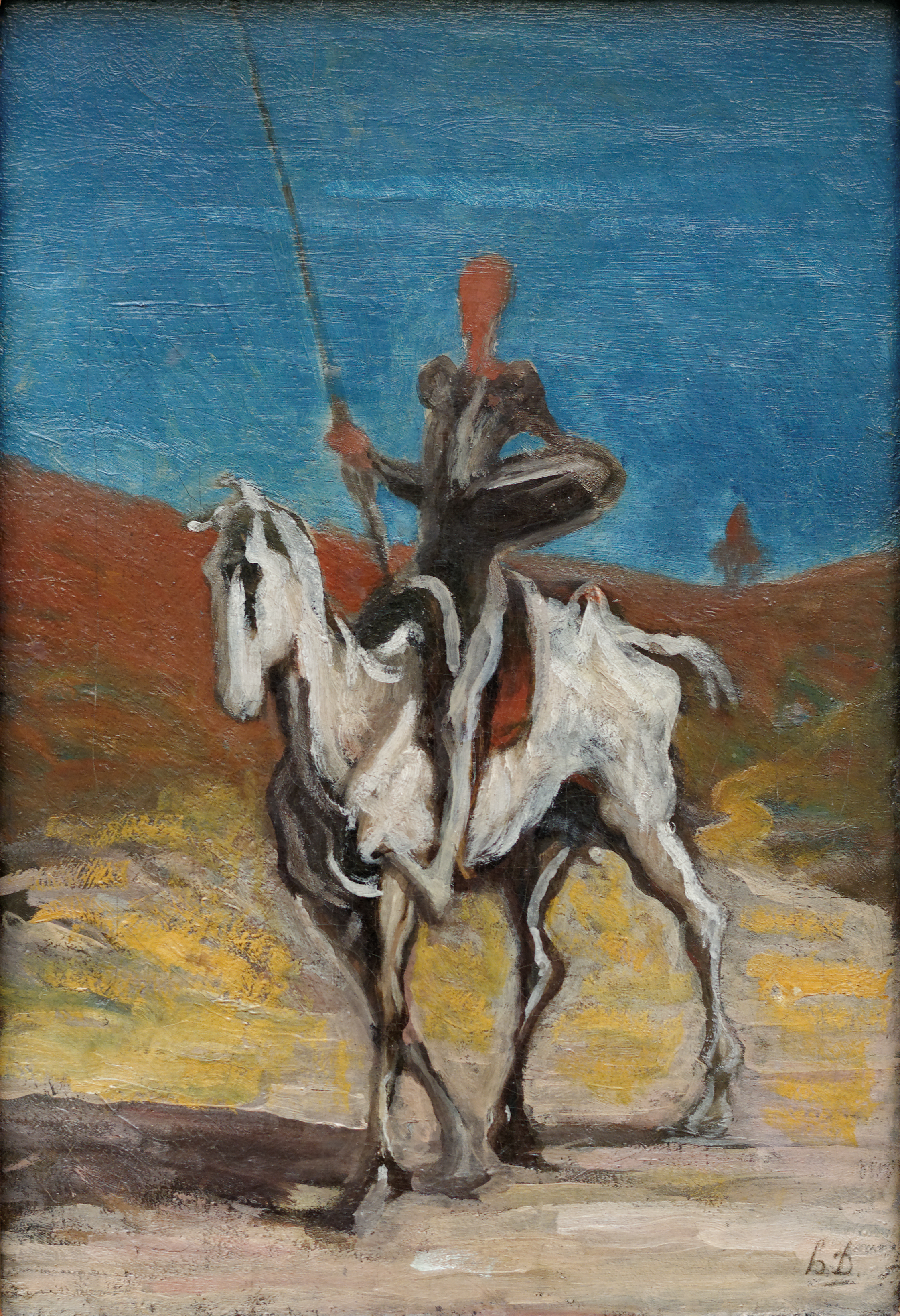
Don Quijote según Honoré Daumier (c. 1868).

El Quijote ha sufrido, como cualquier obra clásica, todo tipo de interpretaciones y críticas. Miguel de Cervantes proporcionó en 1615, por boca de Sancho, el primer informe sobre la impresión de los lectores, entre los que «hay diferentes opiniones: unos dicen: 'loco, pero gracioso'; otros, 'valiente, pero desgraciado'; otros, 'cortés, pero impertinente'» (capítulo II de la segunda parte). Pareceres que ya contienen las dos tendencias interpretativas posteriores: la cómica y la seria. Sin embargo, la novela fue recibida en su tiempo como un libro, en palabras del propio Cervantes, "de entretenimiento", como regocijante libro de burlas o como una divertidísima y fulminante parodia de los libros de caballerías. Intención que, al fin y al cabo, quiso mostrar el autor en su prólogo y en el párrafo final de la segunda parte, si bien no se le ocultaba que había tocado en realidad un tema mucho más profundo que se salía de cualquier proporción.
Toda Europa leyó Don Quijote como una sátira. Los ingleses, desde 1612 en la traducción de Thomas Shelton. Los franceses, desde 1614 gracias a la versión de César Oudin, aunque en 1608 ya se había traducido el relato El curioso impertinente. Los italianos desde 1622, los alemanes desde 1648 y los holandeses desde 1657, en la primera edición ilustrada. La comicidad de las situaciones prevalecía sobre la sensatez de muchos parlamentos.
La interpretación dominante en el siglo xviii fue la didáctica: el libro era una sátira de diversos defectos de la sociedad y, sobre todo, pretendía corregir el gusto estragado por los libros de caballerías. Junto a estas opiniones, estaban las que veían en la obra un libro cómico de entretenimiento sin mayor trascendencia. La Ilustración se empeñó en realizar las primeras ediciones críticas de la obra, la más sobresaliente de las cuales no fue precisamente obra de españoles, sino de ingleses: la magnífica de John Bowle, que avergonzó a todos los españoles que presumían de cervantistas, los cuales ningunearon como pudieron esta cima de la ecdótica cervantina, por más que se aprovecharon de ella a manos llenas. El idealismo neoclásico hizo a muchos señalar numerosos defectos en la obra, en especial, atentados contra el buen gusto, como hizo Valentín de Foronda; pero también contra la ortodoxia del buen estilo. El neoclásico Diego Clemencín destacó de manera muy especial en esta faceta en el siglo xix.

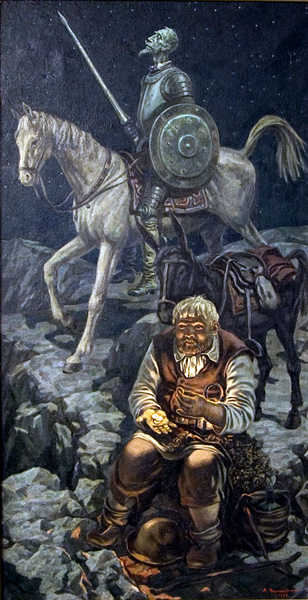
Don Quijote y Sancho Panza.

Pronto empezaron a llegar las lecturas profundas, graves y esotéricas. Una de las más interesantes y aún poco estudiada es la que afirma, por ejemplo, que el Quijote es una parodia de la Autobiografía escrita por san Ignacio de Loyola, que circulaba manuscrita y que los jesuitas intentaron ocultar. Ese parecido no se le escapó, entre otros, a Miguel de Unamuno, quien no trató, sin embargo, de documentarlo. En 1675, el jesuita francés René Rapin consideró que Don Quijote encerraba una invectiva contra el poderoso duque de Lerma. El acometimiento contra los molinos y las ovejas por parte del protagonista sería, según esta lectura, una crítica a la medida del Duque de rebajar, añadiendo cobre, el valor de la moneda de plata y de oro, que desde entonces se conoció como moneda de molino y de vellón. Por extensión, sería una sátira de la nación española. Esta lectura que hace de Cervantes desde un antipatriota hasta un crítico del idealismo, del empeño militar o del mero entusiasmo, resurgirá a finales del siglo xviii en los juicios de Voltaire, D'Alembert, Horace Walpole y el intrépido lord Byron. Para este último, Don Quijote había asestado con una sonrisa un golpe mortal a la caballería en España. A esas alturas, por suerte, Henry Fielding, el padre de Tom Jones, ya había convertido a don Quijote en un símbolo de la nobleza y en modelo admirable de ironía narrativa y censura de costumbres sociales. La mejor interpretación dieciochesca de Don Quijote la ofrece la narrativa inglesa de aquel siglo, que es, al mismo tiempo, el de la entronización de la obra como ejemplo de neoclasicismo estético, equilibrado y natural. Algo tuvo que ver el valenciano Gregorio Mayans y Siscar que en 1738 escribió, a manera de prólogo a la traducción inglesa de ese año, la primera gran biografía de Cervantes. Las ráfagas iniciales de lo que sería el huracán romántico anunciaron con toda claridad que se acercaba una transformación del gusto que iba a divorciar la realidad vulgar de los ideales y deseos. José Cadalso había escrito en sus Cartas marruecas en 1789 que en Don Quijote «el sentido literal es uno y el verdadero otro muy diferente».

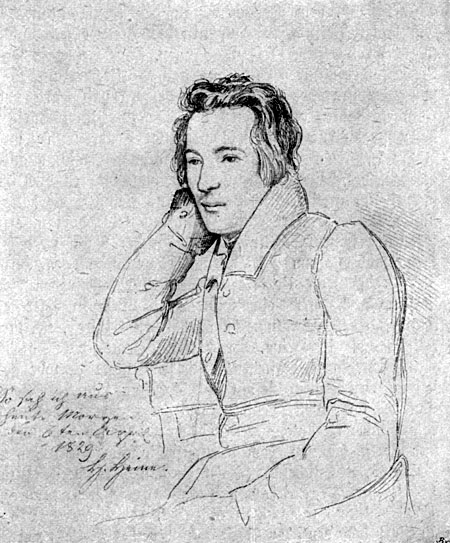
Heinrich Heine.

El Romanticismo alemán trató de descifrar el significado verdadero de la obra. Friedrich von Schlegel asignó a Don Quijote el rango de precursora culminación del arte romántico en su Diálogo sobre la poesía de 1800 (honor compartido con el Hamlet de Shakespeare). Un par de años después, Friedrich Schelling, en su Filosofía del arte, estableció los términos de la más influyente interpretación moderna, basada en la confrontación entre idealismo y realismo, por la que don Quijote quedaba convertido en un luchador trágico contra la realidad grosera y hostil en defensa de un ideal que sabía irrealizable. A partir de ese momento, los románticos alemanes (Schelling, Jean Paul y Ludwig Tieck, entre otros) vieron en la obra la imagen del heroísmo patético. El poeta Heinrich Heine contó en 1837, en el lúcido prólogo a la traducción alemana de ese año, que había leído Don Quijote con afligida seriedad en un rincón del jardín Palatino de Dusseldorf, apartado en la avenida de los Suspiros, conmovido y melancólico. Don Quijote pasó de hacer reír a conmover, de la épica burlesca a la novela más triste. Los filósofos Hegel y Schopenhauer proyectaron en los personajes cervantinos sus preocupaciones metafísicas.
El Romanticismo inició la interpretación figurada o simbólica de la novela, y pasó a un segundo plano la lectura satírica. «Que muelan a palos al caballero» ya no le hizo gracia al poeta inglés Samuel Taylor Coleridge. Don Quijote se le antojaba ser «una sustancial alegoría viviente de la razón y el sentido moral», abocado al fracaso por falta de sentido común. Algo parecido opinó en 1815 el ensayista William Hazlitt: «El pathos y la dignidad de los sentimientos se hallan a menudo disfrazados por la jocosidad del tema, y provocan la risa, cuando en realidad deben provocar las lágrimas». Este don Quijote triste se prolonga hasta los albores del siglo xx. El poeta Rubén Darío lo invocó en su Letanía de Nuestro Señor don Quijote con este verso: «Ora por nosotros, señor de los tristes» y lo hace suicidarse en su cuento DQ, compuesto el mismo año, personificando en él la derrota de 1898. No fue difícil que la interpretación romántica acabara por identificar al personaje con su creador. Las desgracias y sinsabores quijotescos se leían como metáforas de la vapuleada vida de Cervantes y en la máscara de don Quijote se pretendía ver los rasgos de su autor, ambos viejos y desencantados. El poeta y dramaturgo francés Alfred de Vigny imaginó a un Cervantes moribundo que declaraba in extremis haber querido pintarse en su Caballero de la Triste Figura.

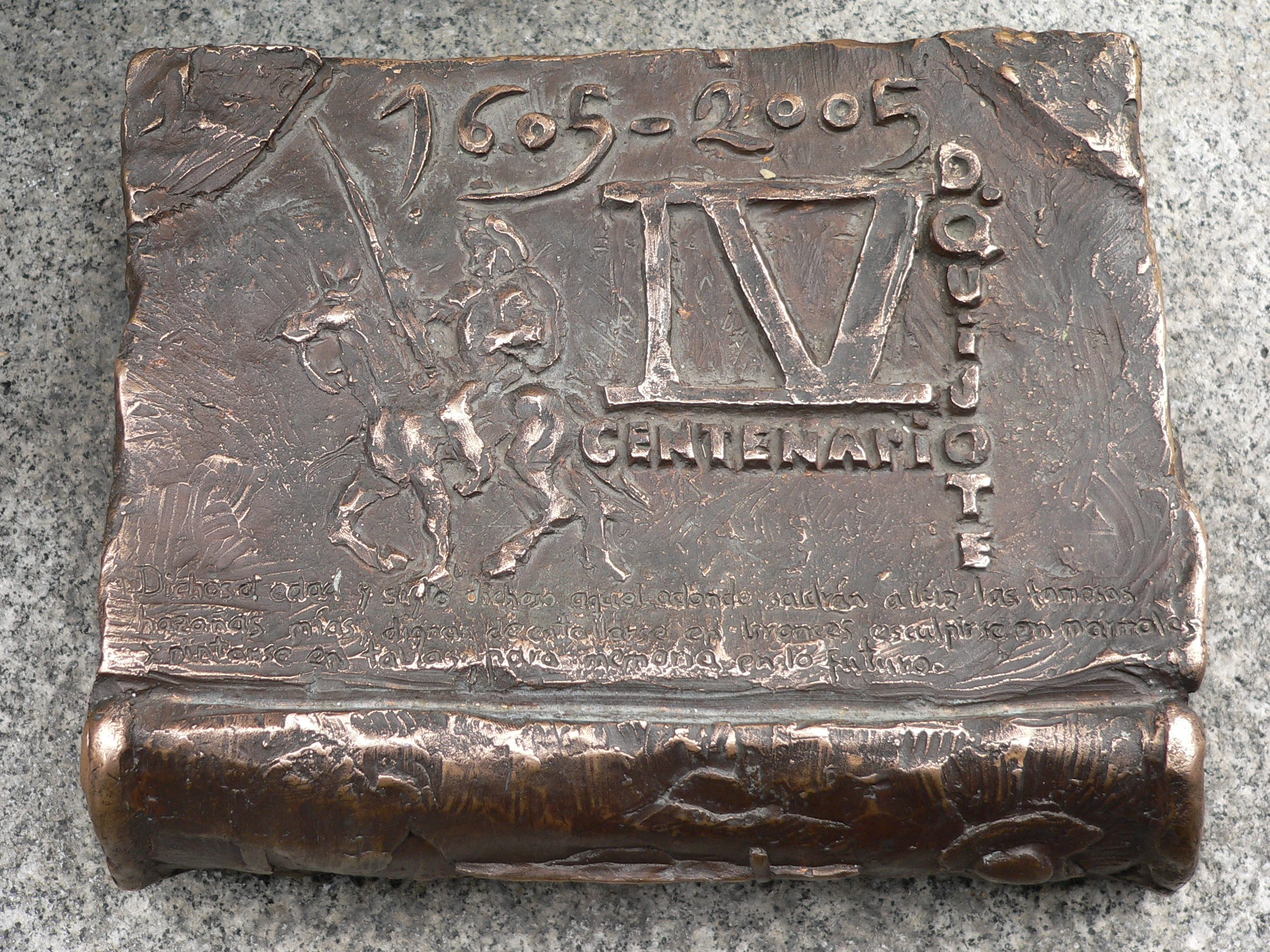
Parte del monumento centenario de Don Quijote de la Mancha en Alcalá de Henares.

Durante el siglo xix, el personaje cervantino se convirtió en un símbolo de la bondad, del sacrificio solidario y del entusiasmo. Representa la figura del emprendedor que abre caminos nuevos. El novelista ruso Iván Turgénev así lo hará en su ensayo Hamlet y don Quijote (1860), en el que confronta a los dos personajes como arquetipos humanos antagónicos: el extravertido y arrojado frente al ensimismado y reflexivo. Este don Quijote encarna toda una moral que, más que altruista, es plenamente cristiana.

Antes de que W. H. Auden escribiera el ensayo "The Ironic Hero", Dostoyevski ya había comparado a don Quijote con Jesucristo, para afirmar que «de todas las figuras de hombres buenos en la literatura cristiana, sin duda, la más perfecta es don Quijote». También el príncipe Mishkin de El idiota está fraguado en el molde cervantino. Gógol, Pushkin y Tolstói vieron en él un héroe de la bondad extrema y un espejo de la maldad del mundo.

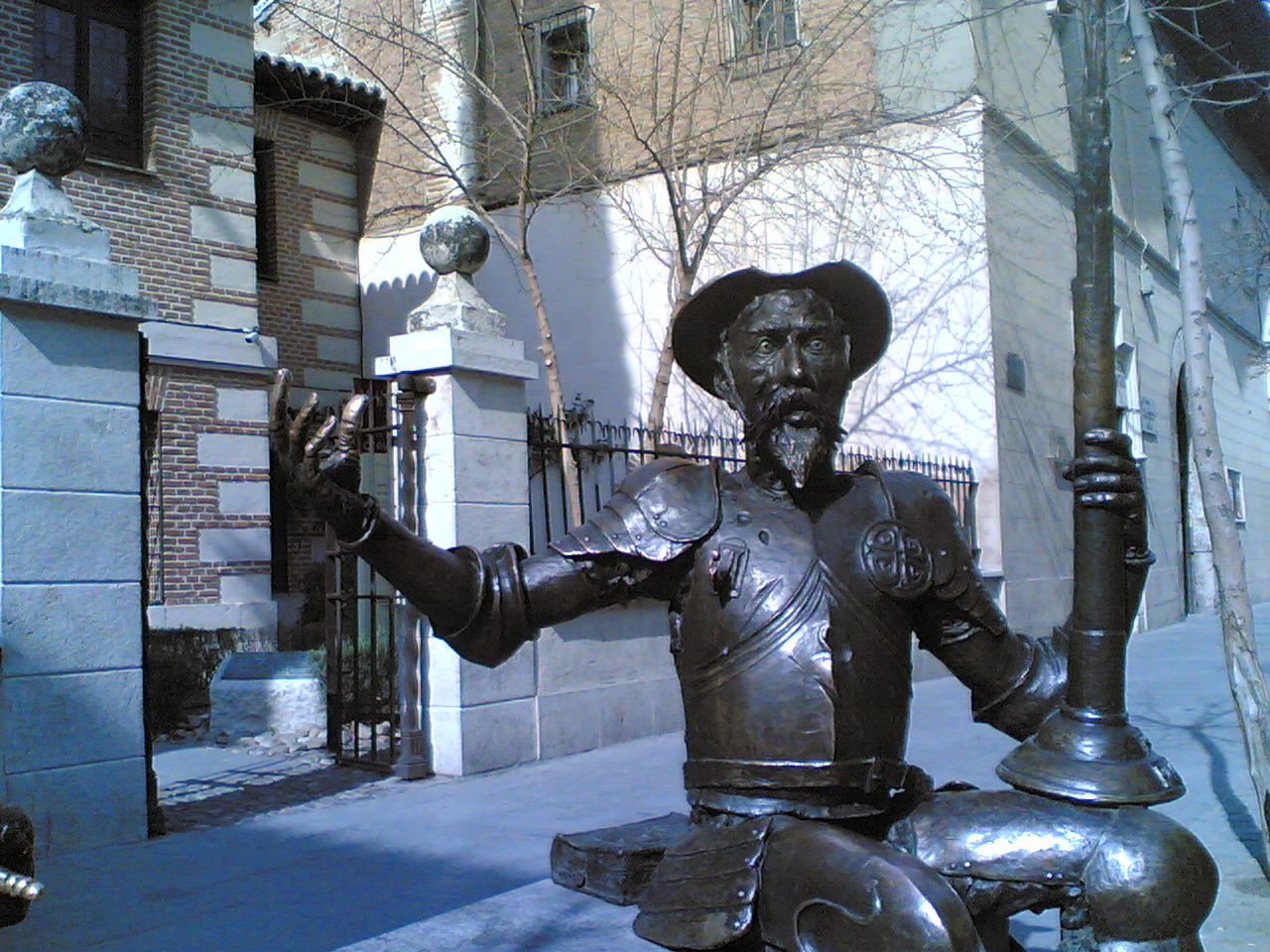
Homenaje al Centenario del Quijote, frente a la casa natal de Miguel de Cervantes en Alcalá de Henares.

El siglo romántico no solo estableció la interpretación grave de Don Quijote, sino que lo empujó al ámbito de la ideología política. La idea de Herder de que en el arte se manifiesta el espíritu de un pueblo (el Volksgeist) se propagó por toda Europa y se encuentra en autores como Thomas Carlyle e Hippolyte Taine, para quienes Don Quijote reflejaba los rasgos de la nación en que se engendró, para los románticos conservadores, la renuncia al progreso y la defensa de un tiempo y unos valores sublimes aunque caducos, los de la caballería medieval y los de la España imperial de Felipe II. Para los liberales, la lucha contra la intransigencia de esa España sombría y sin futuro. Estas lecturas políticas siguieron vigentes durante decenios, hasta que el régimen surgido de la Guerra Civil en España privilegió la primera, imbuyendo la historia de nacionalismo tradicionalista.
El siglo xx recuperó la interpretación jocosa como la más ajustada a la de los primeros lectores, pero no dejó de ahondarse en la interpretación simbólica. Crecieron las lecturas esotéricas y disparatadas y muchos creadores formularon su propio acercamiento, desde Kafka y Jorge Luis Borges hasta Milan Kundera. Thomas Mann, por ejemplo, inventó en su Viaje con don Quijote (1934) a un caballero sin ideales, hosco y un tanto siniestro alimentado por su propia celebridad, y Vladimir Nabokov, con lentes anacrónicos, pretendió poner los puntos sobre las íes en un célebre y polémico curso.
Quizá, el principal problema consista en que el Quijote no es uno, sino dos libros difíciles de reducir a una unidad de sentido. El loco de 1605, con su celada de cartón y sus patochadas, causa más risa que suspiros, pero el sensato anciano de 1615, perplejo ante los engaños que todos urden en su contra, exige al lector trascender el significado de sus palabras y aventuras mucho más allá de la comicidad primaria de palos y chocarrerías. Abundan las interpretaciones panegiristas y filosóficas en el siglo xix. Las interpretaciones esotéricas se iniciaron en dicho siglo con las obras de Nicolás Díaz de Benjumea La estafeta de Urganda (1861), El correo del Alquife (1866) o El mensaje de Merlín (1875). Benjumea encabeza una larga serie de lecturas impresionistas de Don Quijote enteramente desenfocadas; identifica al protagonista con el propio Cervantes haciéndole todo un librepensador republicano. Siguieron a este Benigno Pallol, más conocido como Polinous, Teodomiro Ibáñez, Feliciano Ortego, Adolfo Saldías y Baldomero Villegas. A partir de 1925 las tendencias dominantes de la crítica literaria se agrupan en diversas ramas:
1. Perspectivismo (Leo Spitzer, Edward Riley, Mia Gerhard).
2. Crítica existencialista (Américo Castro, Stephen Gilman, Durán, Luis Rosales).
3. Narratología o socio-antropología (Redondo, Joly, Moner, Cesare Segre).
4. Estilística y aproximaciones afines (Helmut Hatzfeld, Leo Spitzer, Casalduero, Rosenblat).
5. Investigación de las fuentes del pensamiento cervantino, sobre todo en su aspecto «disidente» (Marcel Bataillon, Vilanova, Márquez Villanueva, Forcione, Maravall, José Barros Campos).
6. Los contradictores de Américo Castro, desde puntos de vista diversos, al impulso modernizante que manifiesta El pensamiento de Cervantes de Castro (Erich Auerbach, Alexander A. Parker, Otis H. Green, Martín de Riquer, Russell, Close).
7. Tradiciones críticas antiguas renovadas: la investigación de la actitud de Cervantes ante la tradición caballeresca (Murillo, Williamson, Daniel Eisenberg); el estudio de los «errores» del Quijote (Stagg, Flores) o de su lengua (Amado Alonso, Rosenblat); la biografía de Cervantes (McKendrick, Jean Canavaggio).

## El realismo enDon Quijote

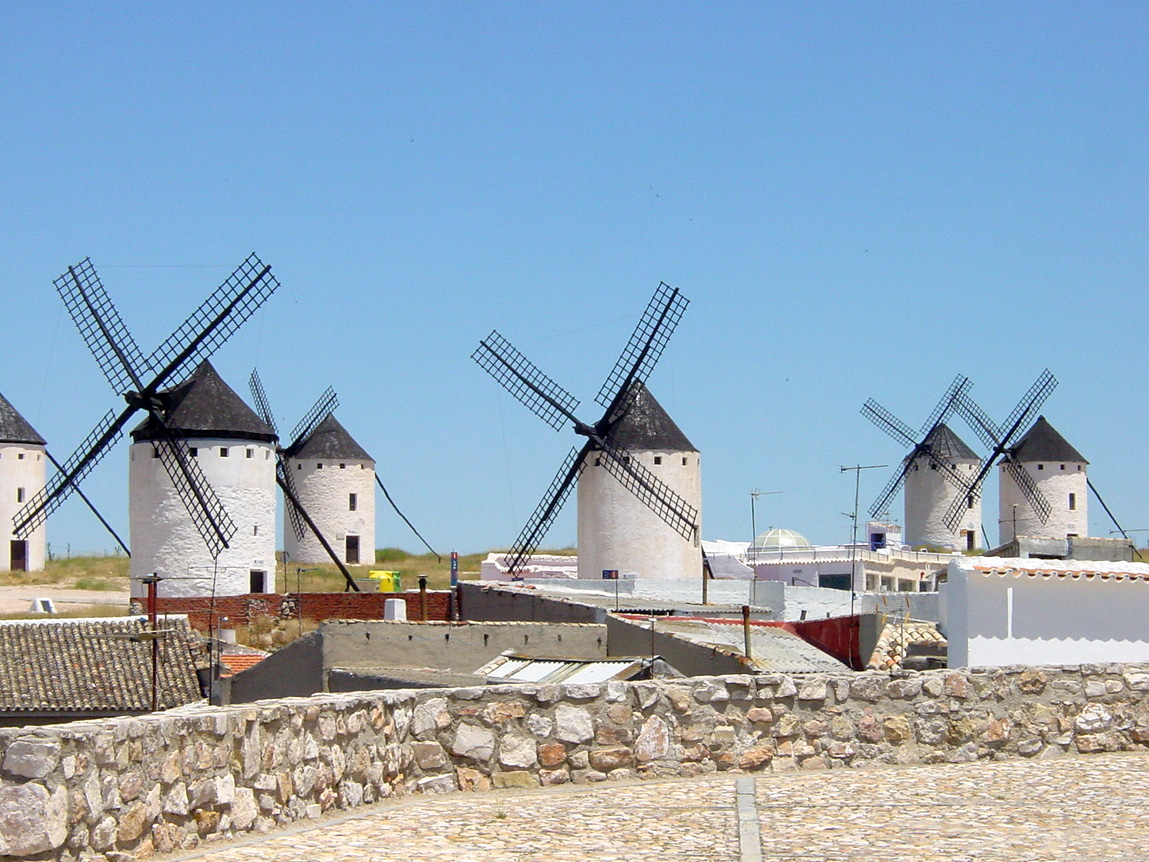
Molinos de viento en Campo de Criptana en La Mancha.

La primera parte supone un avance considerable en el arte de narrar. Constituye una ficción de segundo grado, es decir, el personaje influye en los hechos. Lo habitual en los libros de caballerías hasta entonces era que la acción importaba más que los personajes. Estos eran traídos y llevados a antojo, dependiendo de la trama (ficciones de primer grado). Los hechos, sin embargo, se presentan poco entrelazados entre sí. Están encajados en una estructura poco homogénea, abigarrada y variada, típicamente manierista, en la que pueden reconocerse entremeses apenas adaptados, novelas ejemplares insertadas, discursos, poemas, etcétera.
La segunda parte es más barroca que manierista. Representa un avance narrativo mucho mayor de Cervantes en cuanto a la estructura novelística: los hechos se presentan amalgamados más estrechamente y se trata ya de una ficción de tercer grado. Por primera vez en una novela europea, el personaje transforma los hechos y al mismo tiempo es transformado por ellos. Los personajes evolucionan con la acción y no son los mismos al empezar que al acabar.
Como primera novela verdaderamente realista, al regresar don Quijote a su pueblo, asume la idea de que no solo no es un héroe, sino que no hay héroes. Esta idea desesperanzada e intolerable, similar a lo que sería el nihilismo para otro cervantista, Dostoyevski, matará al personaje que era, al principio y al final, Alonso Quijano, conocido por el sobrenombre de El Bueno.

## Temática

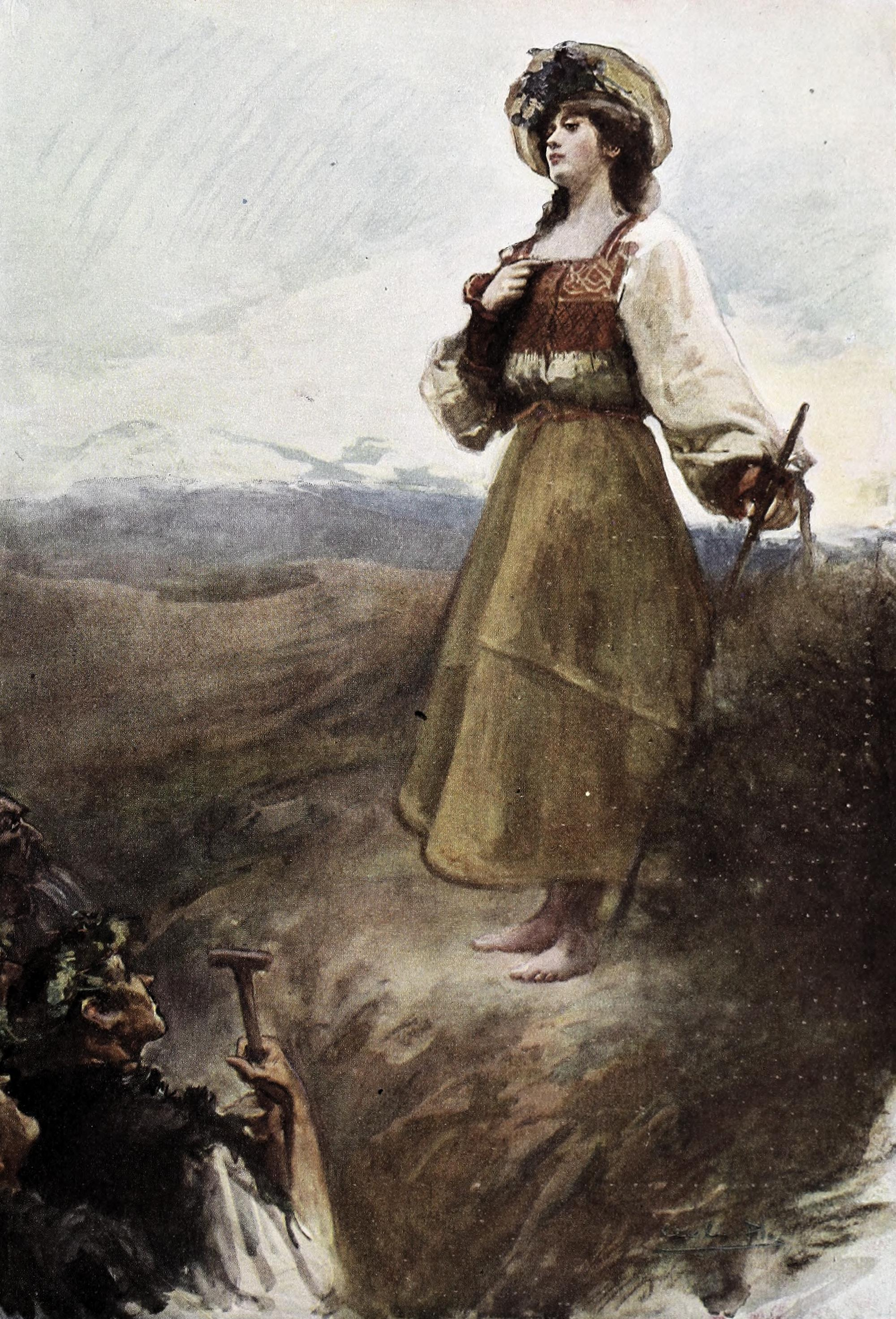
La pastora Marcela en una ilustración de Cecilio Pla. Según algunas interpretaciones, este personaje femenino defiende su independencia en el seno de una sociedad patriarcal.

La riqueza temática de la obra es tal que, en sí misma, resulta inagotable. Supone una reescritura, recreación o cosmovisión especular del mundo en su época. No obstante, pueden dibujarse algunas directrices principales que pueden servir de guía a su lector.
El tema de la obra gira en torno a si es posible encontrar un ideal en lo real. Este tema principal está estrechamente ligado con un concepto ético, el de la libertad en la vida humana, como ha estudiado Luis Rosales; Cervantes estuvo preso en Argel tratando de escapar varias veces y luchó por la libertad de Europa frente al Imperio otomano. ¿A qué debe atenerse el hombre sobre la realidad? ¿Qué idea puede hacerse de ella mediante el ejercicio de la libertad? ¿Podemos cambiar el mundo o el mundo nos cambia a nosotros? ¿Qué es lo más cuerdo o lo menos loco? ¿Es moral intentar cambiar el mundo? ¿Son posibles los héroes? De esta temática principal, estrechamente ligada al tema erasmiano de la locura y al tan barroco de la apariencia y la realidad, derivan otros secundarios:
1. El ideal literario: el tema de la crítica literaria es constante a lo largo de toda la obra de Cervantes. Se encuentran en la obra críticas a los libros de caballerías, las novelas pastoriles[22]y la nueva fórmula teatral creada por Lope de Vega.
2. El ideal de amor: la pareja principal (don Quijote y Dulcinea) no llega a darse, y es por eso que aparecen diferentes historias de amor (mayormente entre parejas jóvenes), algunas desgraciadas por concepciones de vida rigurosamente ligadas a la libertad (Marcela y Grisóstomo) o por una inseguridad patológica (novela inserta de El curioso impertinente) y aquellas que se concretan felizmente (Basilio y Quiteria en las «Bodas de Camacho»). También aparece el tema de los celos, muy importante en Cervantes.
3. El ideal político: aparece el tema de la utopía en fragmentos como el gobierno de Sancho en la ínsula Barataria, las ensoñaciones quiméricas de don Quijote en la cueva de Montesinos y otros.
4. El ideal de justicia: como en las aventuras de Andresillo, los galeotes, etcétera.

## Originalidad

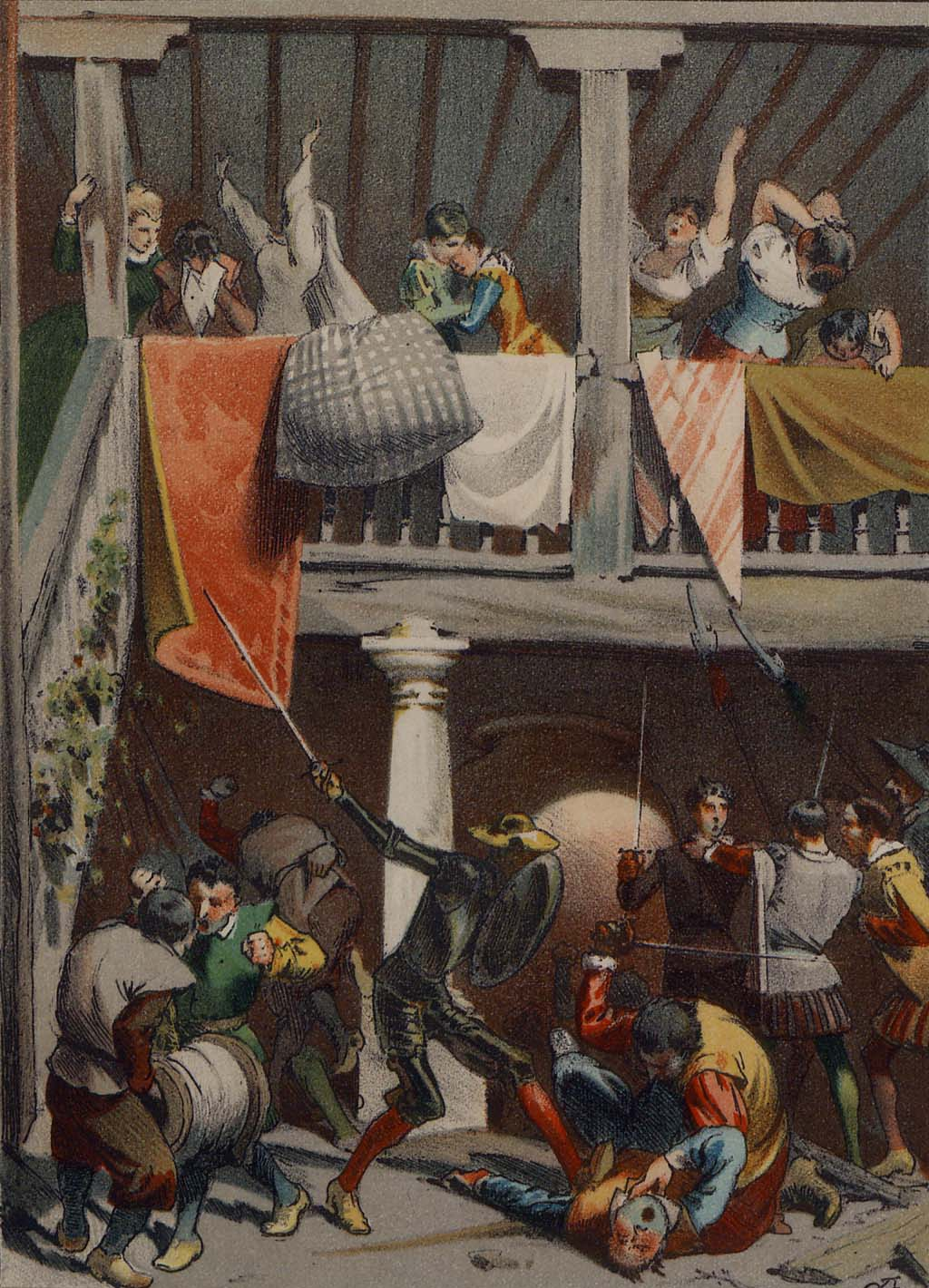
Zafarrancho de combate en la venta.

En cuanto a obra literaria, puede decirse que es la obra maestra de la literatura de humor de todos los tiempos. Además, es la primera novela moderna y la primera novela polifónica, y ejercerá un influjo abrumador en toda la narrativa europea posterior.
En primer lugar, aportó la fórmula del realismo, tal como había sido ensayada y perfeccionada en la literatura castellana desde la Edad Media (Cantar de Mio Cid, Conde Lucanor, Celestina y continuaciones, Lazarillo, Guzmán de Alfarache, etcétera). Se caracteriza por la parodia y burla de lo fantástico, la crítica social (muy velada y muy profunda), la insistencia en los valores psicológicos y el materialismo descriptivo.
En segundo lugar, creó la novela polifónica, esto es, la novela que interpreta la realidad, no según un solo punto de vista, sino desde varios que se superponen al mismo tiempo, creando una visión de la misma tan rica y confusa que puede tenerse por ella misma. Cervantes no renuncia nunca a añadir niveles de interpretación y difumina la imagen del narrador interponiendo varios (Cide Hamete, el traductor, los indefinidos Anales de La Mancha, etcétera), y recurre al tópico del manuscrito encontrado a fin de que la historia aparezca autónoma en sí misma y sin "literariedad", suspendiendo la incredulidad del lector. Torna la realidad en algo sumamente complejo que no solo intenta reproducir, sino que en su ambición pretende incluso sustituir. La novela moderna, según la concibe el Quijote, es una mezcla de todo que no renuncia a nada. Tal como afirma el propio autor por boca del cura, es una «escritura desatada»: géneros épicos, líricos, trágicos, cómicos, prosa, verso, diálogo, discursos, chistes, fábulas, filosofía, leyendas y la parodia de todos estos géneros por medio del humor y la metaficción.
La voraz novela moderna que representa el Quijote intenta sustituir la realidad, incluso, físicamente: alarga más de lo acostumbrado la narración y transforma, de esa manera, a la obra en un cosmos.

## Técnicas narrativas

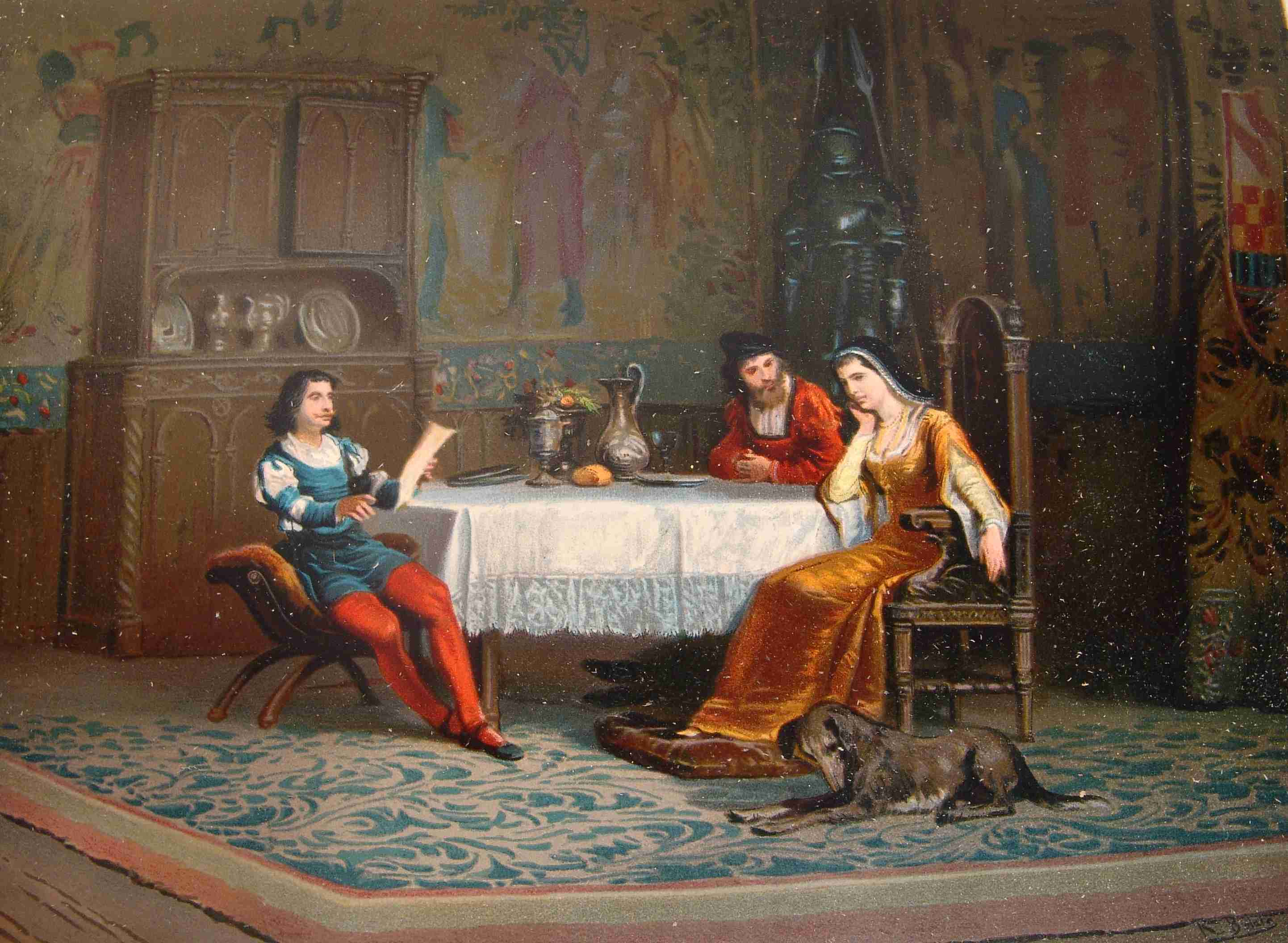
Escena de «El curioso impertinente»: un relato independiente que Cervantes inserta en la primera parte de la novela.

En la época de Cervantes, la épica se podía escribir también en prosa. Las técnicas narrativas que ensaya Cervantes en su arquitectura (y que esconde cuidadosamente para hacer parecer a la obra más natural) son varias:
- La recapitulación o resumen periódico cada cierto tiempo de los acontecimientos, a fin de que el lector no se pierda en una narración tan larga.
- El contraste entre lo idealizado y lo real, que se da a todos los niveles. Por ejemplo, en el estilo, que a veces aparece pertrechado con todos los elementos de la retórica y otras veces aparece rigurosamente ceñido a la imitación del lenguaje popular.
- También está el contraste entre los personajes, a los que Cervantes gusta de colocar en parejas, a fin de que cada uno le ayude a construir otro diferente mediante el diálogo. Un diálogo en el que los personajes se escuchan y se comprenden, ayudándoles a cambiar su personalidad y perspectiva: don Quijote se sanchifica y Sancho se quijotiza. Si el señor se obsesiona con ser caballero andante, Sancho se obsesiona con ser gobernador de una ínsula. Tan desengañados llegan a estar el uno como el otro. A la inversa, don Quijote va siendo cada vez más consciente de lo teatral y fingido de su actitud. Por ejemplo, a raíz de su ensoñación en la cueva de Montesinos, Sancho se burlará de él el resto del camino. Esta mezcla y superposición de perspectivas se denomina perspectivismo.
- El humor es constante en la obra. Es un humor muy característico, provisto de una fina ironía que respeta la dignidad humana de los personajes, y que saca chispas del contraste entre lo idealizado y lo vulgar.
- Una primera forma de contrapunto narrativo: una estructura compositiva en forma de tapiz, en la que las historias se van sucediendo unas a otras, entrelazándose y retomándose continuamente.
- La suspensión, esto es, la creación de enigmas que «tiran» de la narración y del interés del lector hasta su resolución lógica, cuando ya se le ha formulado otro enigma para continuar más allá.

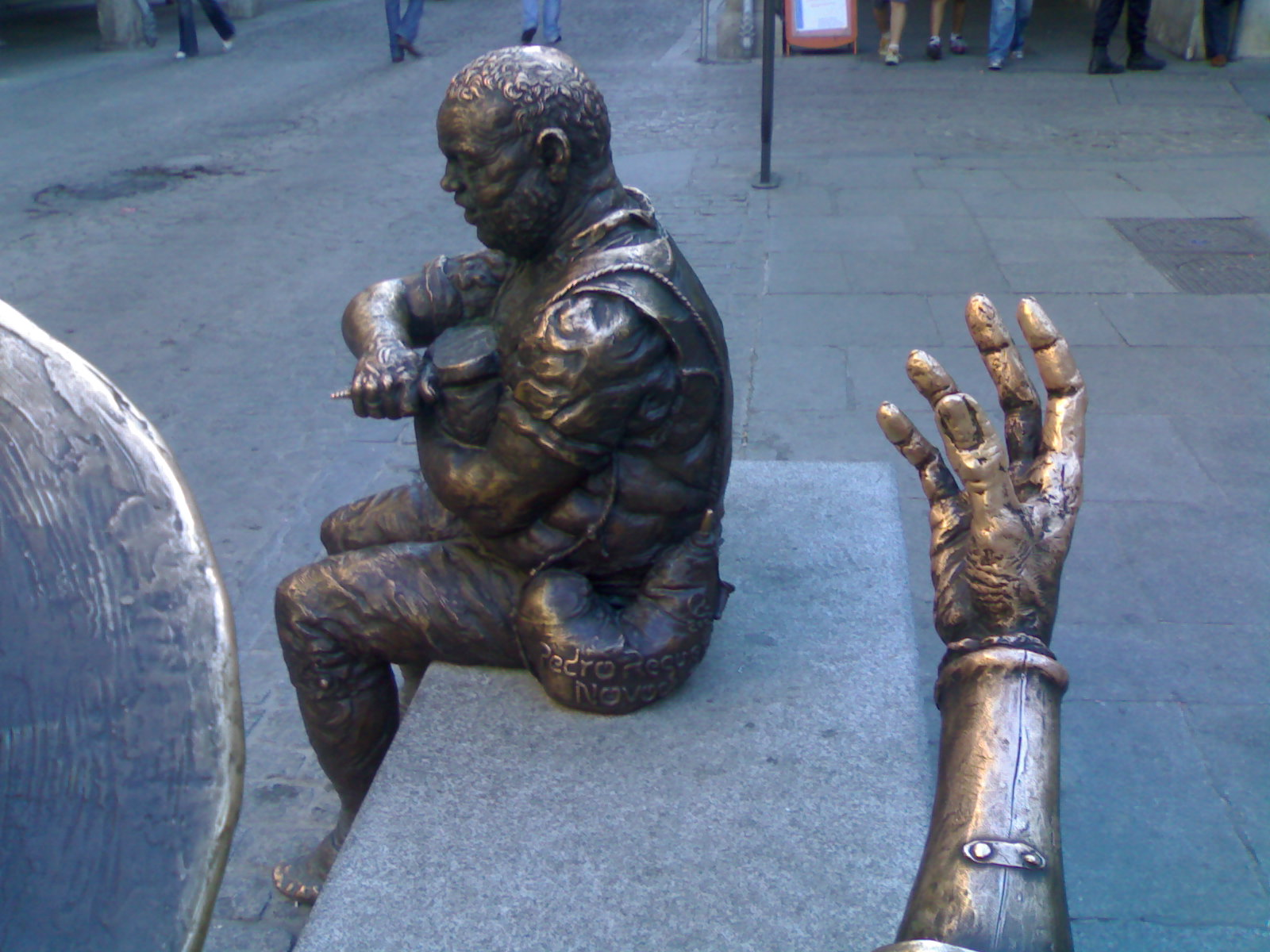
Hay un contraste entre los personajes. En el diálogo los personajes se escuchan y comprenden, don Quijote se sanchifica y Sancho Panza se quijotiza.

- La parodia lingüística y literaria de géneros, lenguajes y roles sociales como fórmula para mezclar los puntos de vista hasta ofrecer la misma visión confusa que suministra la interpretación de lo real.
- La oralidad del lenguaje cervantino, vestigio de la profunda obsesión teatral de Cervantes, y cuya viveza aproxima extraordinariamente al lector a los personajes y al realismo, facilitando su identificación y complicidad con ellos: en la novela según Cervantes el diálogo es un elemento esencial y ocupa un lugar más importante que en toda ficción anterior.
- El perspectivismo hace que cada hecho sea descrito por cada personaje en función de una cosmovisión distinta, y con arreglo a ello la realidad se torna súbitamente compleja y rica en sugestiones.
- Relacionado con lo anterior está la hábil simulación de imprecisiones (algo señalado por Jorge Luis Borges) en los nombres de los personajes y en los detalles poco importantes, a fin de que el lector pueda crearse su propia imagen en algunos aspectos de la obra y sentirse a sus anchas en la misma, suspendiendo su sentido crítico. Esta calculada ambigüedad, relacionada también con la fina ironía cervantina, hace que la ficción se parezca más o usurpe a la misma realidad, de la que tantas cosas inesperadas se pueden esperar.
- Utiliza juegos metaficcionales a fin de difuminar y hacer desaparecer la figura del autor del texto por medio de continuos intermediarios narrativos (Cide Hamete Benengeli, los supuestos Anales de la Mancha, etcétera) que hacen, así, menos literaria y más realista la obra, desproveyéndola de su carácter perfecto y acabado.

## Trascendencia: el cervantismo

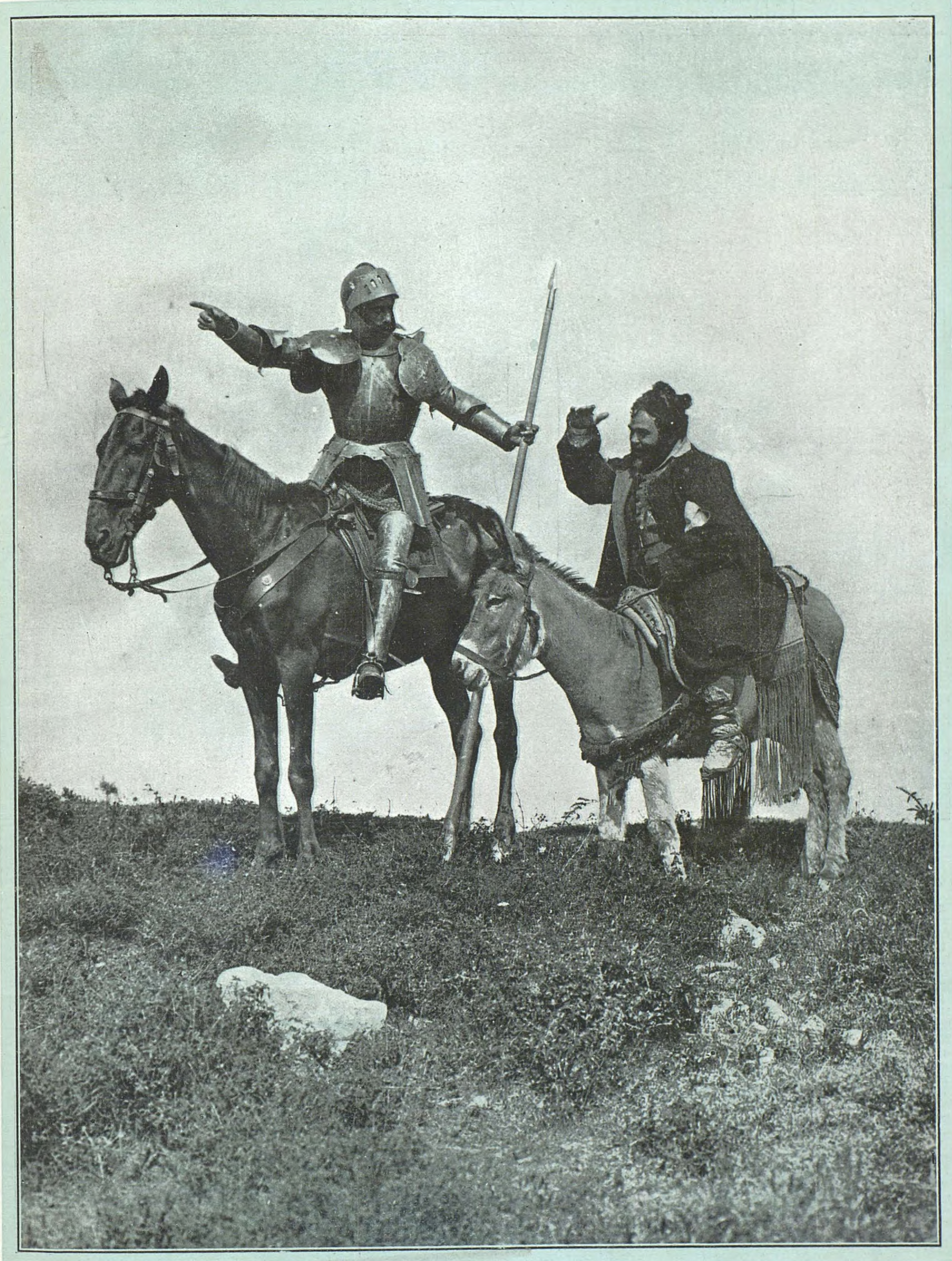
Composición fotográfica de Luis de Ocharan.

Aunque el influjo de la obra de Cervantes es obvio en los procedimientos y técnicas que ensayó toda la novela posterior, en algunas obras europeas del siglo xviii y xix es perceptible todavía más esa semejanza. Se ha llegado, incluso, a decir que toda novela posterior reescribe el Quijote o lo contiene implícitamente. Así, por ejemplo, uno de los lectores de Don Quijote, el novelista policíaco Jim Thompson, afirmó que hay unas cuantas estructuras novelísticas, pero solo un tema: «las cosas no son lo que parecen». Ese es un tema exclusivamente cervantino.
En España, por el contrario, Cervantes no alcanzó a tener seguidores, fuera de María de Zayas en el siglo xvii y José Francisco de Isla en el xviii. El género narrativo se había sumido en una gran decadencia a causa de su contaminación con elementos moralizadores ajenos y la competencia que le hizo, como entretenimiento, el teatro barroco.
Solamente renacerá Cervantes como modelo novelístico en España con la llegada del realismo. Benito Pérez Galdós, gran conocedor de Don Quijote, del que se sabía capítulos enteros, será un ejemplo de ello con su abundante producción literaria. Paralelamente, la novela suscitó gran número de traducciones y estudios, suscitando una rama entera de los estudios de Filología Hispánica, el cervantismo nacional e internacional.

## Continuaciones deDon Quijote
Además del Segundo Tomo de Alonso Fernández de Avellaneda, existen varias continuaciones del Quijote. Las primeras fueron tres obras francesas: las dos partes de la Historia del admirable don Quijote de la Mancha, escritas por Filleau de Saint-Martin y Robert Challe, y la anónima Continuación nueva y verdadera de la historia y las aventuras del incomparable don Quijote de la Mancha.
Del siglo xviii datan dos de las continuaciones españolas de la obra, que pretenden relatar lo sucedido después de la muerte de Don Quijote, como las Adiciones a la historia del ingenioso hidalgo don Quijote de la Mancha, de Jacinto María Delgado, y la Historia del más famoso escudero Sancho Panza, en dos partes (1793 y 1798), de Pedro Gatell.
En 1886 se publicó en La Habana la obra del gallego Luis Otero y Pimentel Semblanzas caballerescas o las nuevas aventuras de don Quijote de la Mancha, cuya acción transcurre en Cuba a fines del siglo xix. En el xx aparecieron varias continuaciones más, entre ellas una muy divertida, La nueva salida del valeroso caballero D. Quijote de la Mancha: tercera parte de la obra de Cervantes, de Alonso Ledesma Hernández (Barcelona, 1905), y El pastor Quijótiz, de José Camón Aznar (Madrid, 1969). Al morir don Quijote (2004), la más reciente novela que continúa la historia, es obra del español Andrés Trapiello. Hay también continuaciones hispanoamericanas, entre ellas Capítulos que se le olvidaron a Cervantes, de Juan Montalvo, y Don Quijote en América, o sea la cuarta salida del ingenioso Hidalgo de La Mancha, de don Tulio Febres Cordero, libro editado en 1905 (edición conmemorativa de 2005, ULA).

## El lugar de La Mancha

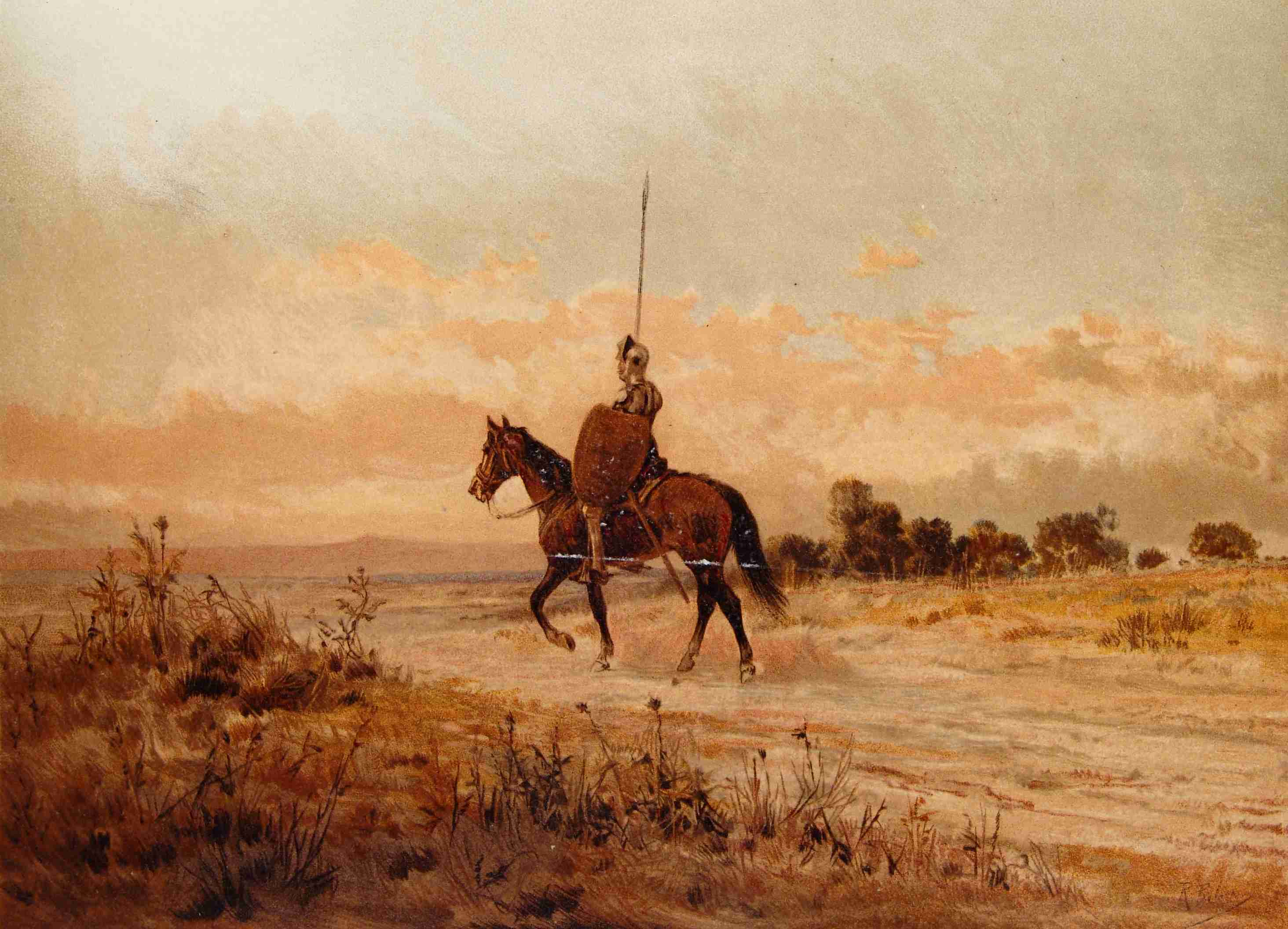
Primera salida de Don Quijote.

Las primeras palabras de la novela Don Quijote de la Mancha son:

En un lugar de la Mancha, de cuyo nombre no quiero acordarme, no ha mucho tiempo que vivía un hidalgo de los de lanza en astillero, adarga antigua, rocín flaco y galgo corredor.

Pero en realidad esas primeras palabras son «Desocupado lector»: es la interpelación con que comienza el «Prólogo...», antes de los poemas preliminares. En 2004, un equipo multidisciplinario de académicos de la Universidad Complutense de Madrid, desobedeciendo la propia indicación cervantina (expresa en varios lugares) de dejarse en el tintero el nombre del ficticio «lugar» de Alonso Quijano, hicieron una investigación para deducir el sitio exacto de La Mancha. Utilizaron no más que las distancias a varios pueblos y lugares, descritas por Cervantes en su novela, que tomaron la forma de días y noches viajadas en caballo por don Quijote. Suponiendo que el lugar está en la comarca de Campo de Montiel, y que la velocidad de Rocinante y el rucio de Sancho está comprendida entre los 30 y 35 km por jornada, llegaron a la conclusión de que la población de origen de don Quijote era Villanueva de los Infantes. Sin embargo, Villanueva de los Infantes era una villa, no un lugar (la denominación topográfica que se encuentra entre aldea y villa), así que bien podría ser Miguel Esteban o cualquier otro lugar próximo a El Toboso o, más exactamente, ninguno o todos ellos, porque se trata de un lugar ficticio.

## Don Quijoteen el resto del mundo

### Hispanoamérica

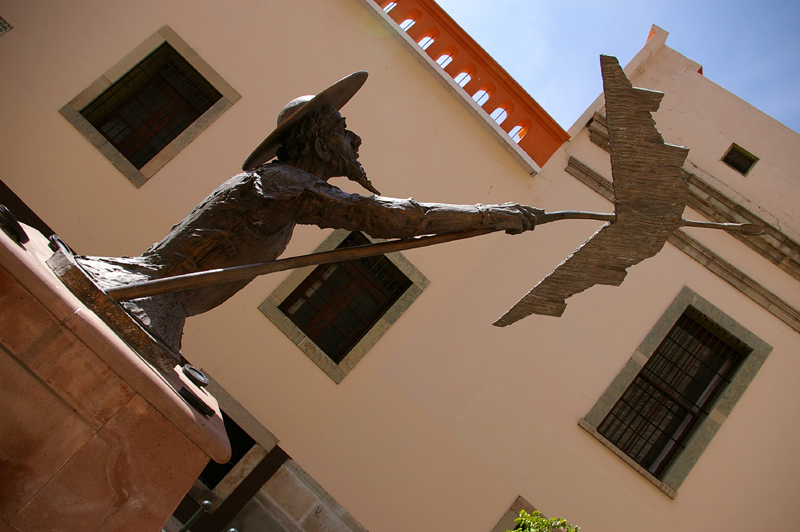
Museo Iconográfico del Quijote en Guanajuato.

Francisco Rodríguez Marín descubrió que la mayor parte de la primera edición de Don Quijote había ido a parar a las Indias. En unas fiestas con motivo de haber sido nombrado virrey del Perú, el marqués de Montesclaros aludió a la obra maestra de Cervantes. En los envíos de libros a Buenos Aires durante los siglos xvii y xviii figura el Quijote y otras obras de Cervantes. En la novela La Quijotita y su prima, del mexicano José Joaquín Fernández de Lizardi (1776-1827), es evidente el influjo cervantino. El ensayista ecuatoriano Juan Montalvo (1832-1889) compuso una continuación de la obra con el ingenioso título de Capítulos que se le olvidaron a Cervantes, y el cubano Luis Otero y Pimentel escribió otra con el título Semblanzas caballerescas o las nuevas aventuras de don Quijote de la Mancha, cuya acción se desenvuelve en una Cuba identificada por el protagonista con el nombre de Ínsula Encantada. Otro ensayista canónico, José Enrique Rodó, leyó en clave quijotesca el descubrimiento, conquista y colonización de América, y Simón Bolívar, que un día dio la orden burlesca de fusilar a don Quijote para que ningún peruano le imitase nunca, cercana ya la hora de su muerte hubo de pronunciar, con más de un desengaño a sus espaldas, estas asombrosas palabras: «Los tres grandísimos majaderos hemos sido Jesucristo, don Quijote y yo». No es extraño, pues, que Rafael Obligado, en su poema El alma de don Quijote, identifique a Bolívar y San Martín con El Caballero de la Triste Figura. También, desde los Andes venezolanos, el escritor merideño Tulio Febres Cordero escribió Don Quijote en América: o sea la cuarta salida del ingenioso hidalgo de La Mancha, publicada en la misma ciudad, en la Tip. El Lápiz, en 1905 (reeditada nuevamente con motivo de los 100 años de su publicación).
Uno de los más importantes cervantistas hispanoamericanos fue el chileno José Echeverría, y Rubén Darío ofreció una versión decadente del mito en su cuento DQ, ambientado en los últimos días del imperio colonial español, así como en las Letanías a nuestro señor Don Quijote, incluidas en sus Cantos de vida y esperanza (1905). El costarricense Carlos Gagini escribió un breve relato denominado «Don Quijote se va», y el cubano Enrique José Varona la conferencia titulada «Cervantes». El poeta argentino Evaristo Carriego escribió el extenso poema Por el alma de Don Quijote, que participa en la extendida santificación del personaje quijotesco. Por otra parte, Alberto Gerchunoff (1884-1950) y Manuel Mujica Lainez (1910-1984) son habituales cultivadores de lo que se ha venido a llamar glosa cervantina. Se ha observado el influjo cervantino en obras de las literatura gauchesca argentina como el Martín Fierro, de José Hernández, y en Don Segundo Sombra, de Ricardo Güiraldes. El historiador y jurista colombiano Ignacio Rodríguez Guerrero publicó en Pasto su libro Los tipos delincuentes del Quijote, una investigación que presenta los diversos tipos de delincuentes y terrorista perseguidos por las leyes de su tiempo. Es perceptible el influjo cervantino en la gran novela histórica de Enrique Larreta La gloria de Don Ramiro, y Jorge Luis Borges posee una relación tan compleja con la ficción como la de Cervantes, pues no en vano leyó la obra desde niño y la glosó en ensayos y poemas, así como se inspiró en ella para elaborar el cuento «Pierre Menard, autor del Quijote», incluido en su antología Ficciones.
Cervantes está presente en las grandes obras del boom latinoamericano, como Los pasos perdidos, de Alejo Carpentier, y Cien años de soledad, de Gabriel García Márquez.
El Quijote fue prohibido en Chile durante la dictadura militar de Augusto Pinochet. El dictador veía en el libro de Cervantes «una defensa de la libertad inconveniente para sus intereses», así como «un alegato en defensa de la libertad personal y un ataque a la autoridad convencional».

### Reino Unido

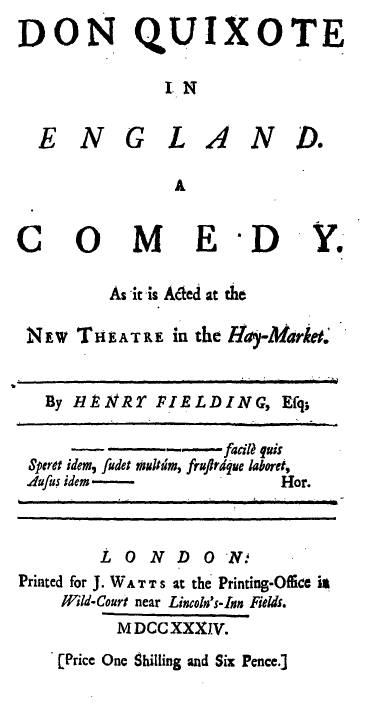
Don Quixote in England. A comedy. As it is acted at the New Theatre in the Hay-Market (1734), de Henry Fielding.

La inglesa fue la primera traducción que se hizo en Europa de la primera parte de Don Quijote, merced a Thomas Shelton (en 1612), quien más tarde haría también la segunda; aunque su traducción tiene errores, posee una gran vivacidad. Más exacta sería, sin embargo, la de Charles Jarvis en 1742, pero a costa de la gran inspiración de su predecesor. También al cervantismo inglés se le deben dos de las primeras contribuciones críticas al establecimiento del texto de Don Quijote en su lengua original durante el siglo xviii: la edición de 1738, lujosísima y bellamente ilustrada por demás, cuyo texto corrió a cargo de Pedro Pineda, y la de John Bowle en 1781. La huella de la obra de Cervantes fue casi tan profunda en Inglaterra como en España. Ya incluso en el teatro del siglo xvii: Francis Beaumont y John Fletcher representaron en 1611 un drama heroico-burlesco titulado El caballero de la mano de almirez llameante, inspirado en la primera parte, y se tradujo en fecha tan temprana como 1612 por Thomas Shelton; poco después, Shakespeare y el mismo Fletcher escribieron en 1613 otra obra sobre la «Historia de Cardenio» recogida en Don Quijote, Cardenio, que se ha perdido. El Hudibras, de Samuel Butler, está inspirado también en Don Quijote como reacción contra el puritanismo. En 1687 se hace una nueva traducción, la del sobrino de John Milton, John Philipps, que alcanzó una enorme difusión, aunque le siguieron las traducciones dieciochescas de Anthony Motteux (1700), Charles Jarvis (1724) y Tobias Smollet (1755).
Hay huellas de Don Quijote en el Robinson Crusoe, de Daniel Defoe, y en los Viajes de Gulliver (1726), de Jonathan Swift, y, más aún, en las obras de Henry Fielding: este escribió Don Quixote in England (1734) y uno de los personajes de su novela Joseph Andrews, escrita, según el autor, «a la manera de Cervantes», es Abraham Adams, «párroco quijotesco del siglo xviii», en quien empieza una especie de santificación del héroe cervantino. El novelista Tobias Smollet notó la impronta de la novela, que había traducido en sus novelas Sir Launcelot Greaves y Humphry Clinker. Laurence Sterne fue un genial discípulo de Cervantes en su Tristram Shandy. Charlotte Lennox publica en 1752 su Mujer Quijote, y Jane Austen experimenta su influjo en su muy célebre La abadía de Northanger, ya en 1818. El creador de la novela histórica romántica, el escocés Walter Scott, se veía a sí mismo como una especie de Don Quijote. Lord Byron cree ver en su Don Juan la causa de la decadencia de España en Don Quijote, pues a su ver este libro había hecho desaparecer en este país las virtudes caballerescas. William Wordsworth, en el libro V de su Preludio (1850), sintetiza en su ermitaño un nuevo don Quijote, y otro poeta lakista, Samuel Taylor Coleridge, asumiendo ideas de los románticos alemanes, viene a considerar a don Quijote la personificación de dos tendencias contrapuestas, el alma y el sentido común, la poesía y la prosa.
Por último, los maestros del ensayo romántico inglés, Charles Lamb y William Hazlitt, dedicaron páginas críticas aún frescas a esta obra clásica de la literatura universal. Ya en el realismo del periodo victoriano, Charles Dickens, por ejemplo, imitó la novela en Los papeles póstumos del Club Pickwick (1836-1837), en donde Mr. Pickwick representa a don Quijote y su inseparable Sam Weller a Sancho Panza; su cervantismo llegó hasta hacer del personaje de Fagin en su Oliver Twist una especie de Monipodio; su competidor, William Makepeace Thackeray, imitó la novela en su The Newcomes, así como George Gissing, que en su obra Los documentos privados de Henry Ryecroft hace a su protagonista pedir leer en su lecho de muerte el Don Quijote. A finales del siglo XIX surgen tres nuevas traducciones, la de Duffield (1881), la de Ormsby (1885) y la de Watt (1888). James Fitzmaurice-Kelly colaborará después con Ormsby en la primera edición crítica del texto español (Londres, 1898-1899), y son ya lo que se puede llamar miembros de lo que se ha venido a conocer como cervantismo internacional.
El «quijotismo» inglés se prolonga durante el siglo xx. Gilbert Keith Chesterton recuerda a Cervantes al final de su poema «Lepanto», y en su novela póstuma El retorno de don Quijote convierte en Alonso Quijano al bibliotecario Michael Herne. Graham Greene asume la tradición cervantina de Fielding en su Monseñor Quijote a través del protagonista, párroco de El Toboso, que cree descender del héroe cervantino. W. H. Auden considera, por otra parte, a la pareja Quijote-Sancho la más grande de las parejas entre espíritu y naturaleza, cuya relación consiste en lo que llama projimidad cristiana.

### Estados Unidos

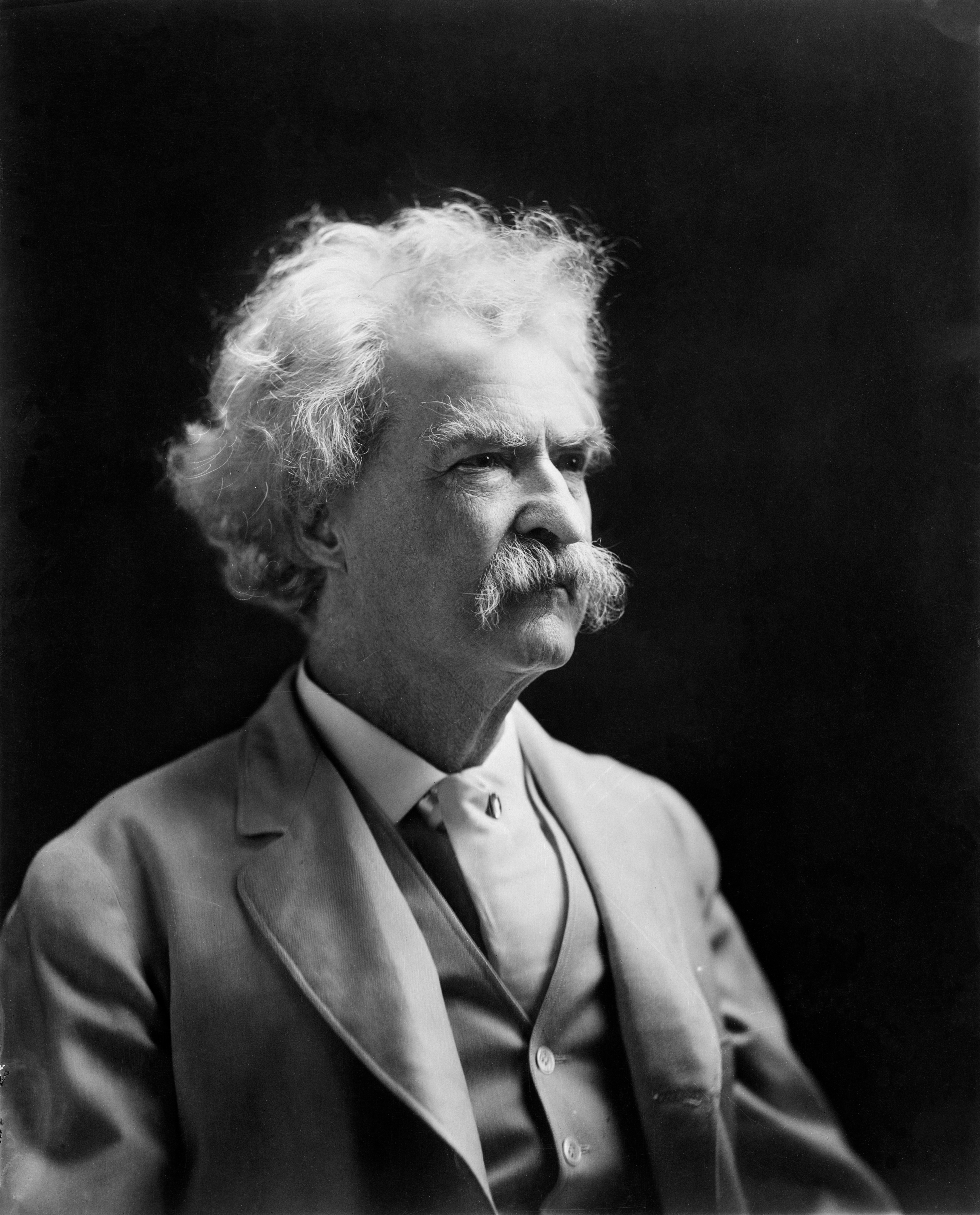
Mark Twain.

Entre los primeros lectores estadounidenses de la novela se encuentra el padre fundador Thomas Jefferson, humanista y erudito, además de político y tercer presidente de la nación. Don Quijote era una de sus lecturas preferidas y tenía un ejemplar en español de la edición de la Real Academia Española de 1781, que se conserva actualmente en la Biblioteca del Congreso de Estados Unidos.
Se ha apreciado el influjo de Don Quijote en el Moby Dick de Herman Melville. Mark Twain también era un admirador de la novela y acoge aspectos de la novela en Huckleberry Finn; William Faulkner declaró releer la obra de Cervantes cada año y afirman su huella también autores como Saul Bellow, cuya primera y más aplaudida obra, Las aventuras de Augie March (1935), le debe bastante; Thornton Wilder, en Mi destino, (1934); y John Kennedy Toole, en La conjura de los necios. Como crítico, Vladimir Nabokov no llegó, sin embargo, a entender la obra y, por otra parte, es patente, aunque apenas estudiado, el influjo de Cervantes en autores más recientes como Jim Thompson, William Saroyan o Paul Auster. El impacto de Don Quijote hasta aparece en novelas de ciencia ficción. Por ejemplo, Rocinante se convierte en nave espacial, los molinos en metáfora de guerra y Julie Mao en una nueva Dulcinea en Leviathan Wakes (2011), de James S. A. Corey. La reciente traducción en un inglés menos arcaico, la de Grossmann, ha vuelto a popularizar la obra en Estados Unidos que, es verdad, nunca había decaído a causa de adaptaciones como el musical El hombre de La Mancha. El importante crítico Harold Bloom ha dedicado páginas y libros de literatura comparada a la obra.

### Alemania y Benelux
En los Países Bajos, la tierra de los molinos, se leyó mucho Don Quijote como una obra satírica sobre la España que se había enfrentado con la potencia protestante, rival en los mares. Pieter Arentz Langedijk, importante autor de la primera mitad del siglo xviii, escribió una comedia que todavía continúa representándose en la actualidad, Don Quijote en las bodas de Camacho (1699). La hispanista Barber van de Pol tradujo la obra nuevamente al neerlandés en 1997 con gran éxito.

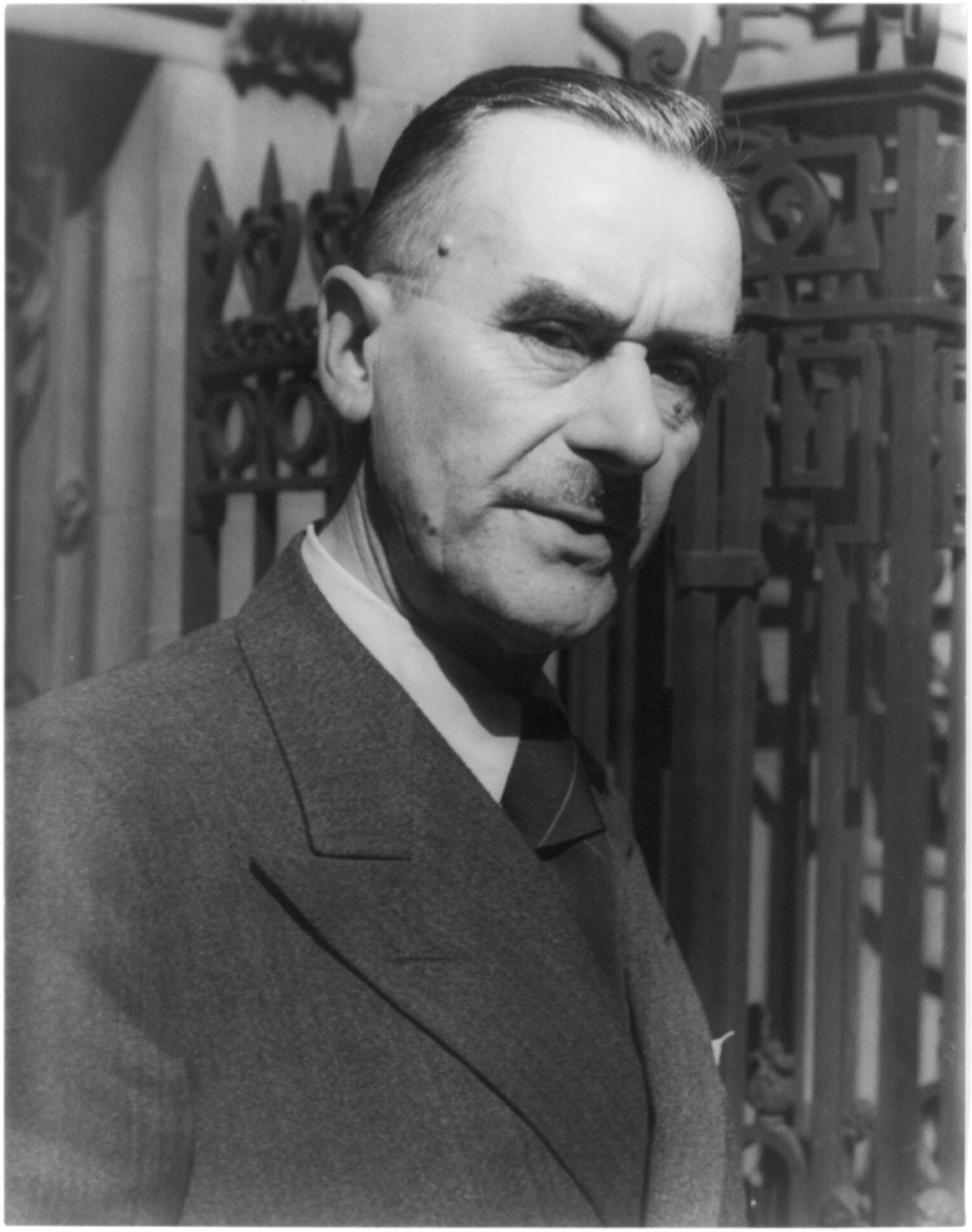
Thomas Mann.

En Alemania el influjo de Don Quijote fue tardío y menor que el de autores como Baltasar Gracián o la novela picaresca durante los siglos xvii y xviii, en los que el influjo del racionalismo francés predominó. La primera traducción parcial (que contiene 22 capítulos) aparece en Fráncfort, en 1648, bajo el título de Don Kichote de la Mantzscha, Das ist: Juncker Harnisch auß Fleckenland / Aus Hispanischer Spraach in hochteutsche ubersetzt; el traductor era Pahsch Basteln von der Sohle. Bertuch publica una traducción en 1775, pero ya en 1764 había publicado a imitación de Cervantes Christoph Martin Wieland su Don Sylvio von Rosalva, que viene a constituir el modelo de la novela alemana moderna (Der Sieg der Natur über die Schwärmerei oder die Abenteuer des Don Sylvio von Rosalva, Ulm, 1764). Herder, Schiller y Goethe se harán eco de la gran novela cervantina y de las obras de Pedro Calderón de la Barca. El Romanticismo, en efecto, supone la aclimatación del cervantismo, el calderonismo y el gracianismo en Alemania: ven la luz las traducciones hoy clásicas de Ludwig Tieck y de Soltau. Se ocupan de toda la obra de Cervantes, y no solo del Don Quijote, los hermanos August Wilhelm y Friedrich von Schlegel, el ya citado poeta Tieck y el filósofo Schelling. Esta nómina de cervantistas se completa con Veronica Veit, Gotthold Ephraim Lessing, Juan Pablo Richter y Bouterwek, en lo que constituye la primera generación de cervantistas románticos alemanes. Después seguirán los filósofos Solger, Hegel y Schopenhauer, así como los poetas Joseph von Eichendorff y E. T. A. Hoffmann.
La visión general de los cervantistas románticos alemanes, pergeñada ya por August Wilhelm von Schlegel, consiste en percibir en el caballero una personificación de las fuerzas que luchan en el hombre, del eterno conflicto entre el idealismo y prosaísmo, entre imaginación y realidad, entre verso y prosa. En ese sentido apunta también el prólogo de Heinrich Heine a la edición francesa de Don Quijote; no se debe olvidar, por otra parte, su siniestro augurio de que los pueblos que queman libros terminarán por quemar hombres, contenido en su pieza dramática Almansor. Para este autor, constituyen el triunvirato poético de la modernidad Cervantes, Shakespeare y Goethe. Fue citada por Arthur Schopenhauer como una de las cuatro mejores novelas jamás escritas, junto con Tristram Shandy, La Nouvelle Heloïse y Wilhelm Meister. Por otra parte, Franz Grillparzer suscribe el juicio de lord Byron sobre la decadencia española y Richard Wagner admira en el libro la resurrección del espíritu heroico medieval. Richard Strauss renueva el tema con el poema sinfónico Don Quijote. Variaciones fantásticas sobre un tema caballeresco (1897). Ya en el siglo xx, Franz Kafka compone su apólogo La verdad sobre Sancho Panza y, en mayo de 1934, el novelista Thomas Mann elige como compañero de viaje a Estados Unidos la traducción de Tieck del Don Quijote, experiencia que quedará recogida en su ensayo A bordo con Don Quijote, en la que el autor esboza una defensa de los valores de la cultura europea amenazada por un fascismo en auge. Por último, el teólogo suizo Hans Urs von Balthasar, en unas memorables páginas de su obra Gloria (1985-1989), ve en la comicidad de Don Quijote la comicidad y el ridículo cristiano: «Acometer a cada paso, modestamente, lo imposible». En ese sentido se decanta también el ilustre hispanista y cervantista Friedrich Schürr, en su conferencia de 1951 Don Quijote como expresión del alma occidental («Der Don Quijote als Ausdruck der abendländischen Seele»).

### Rusia

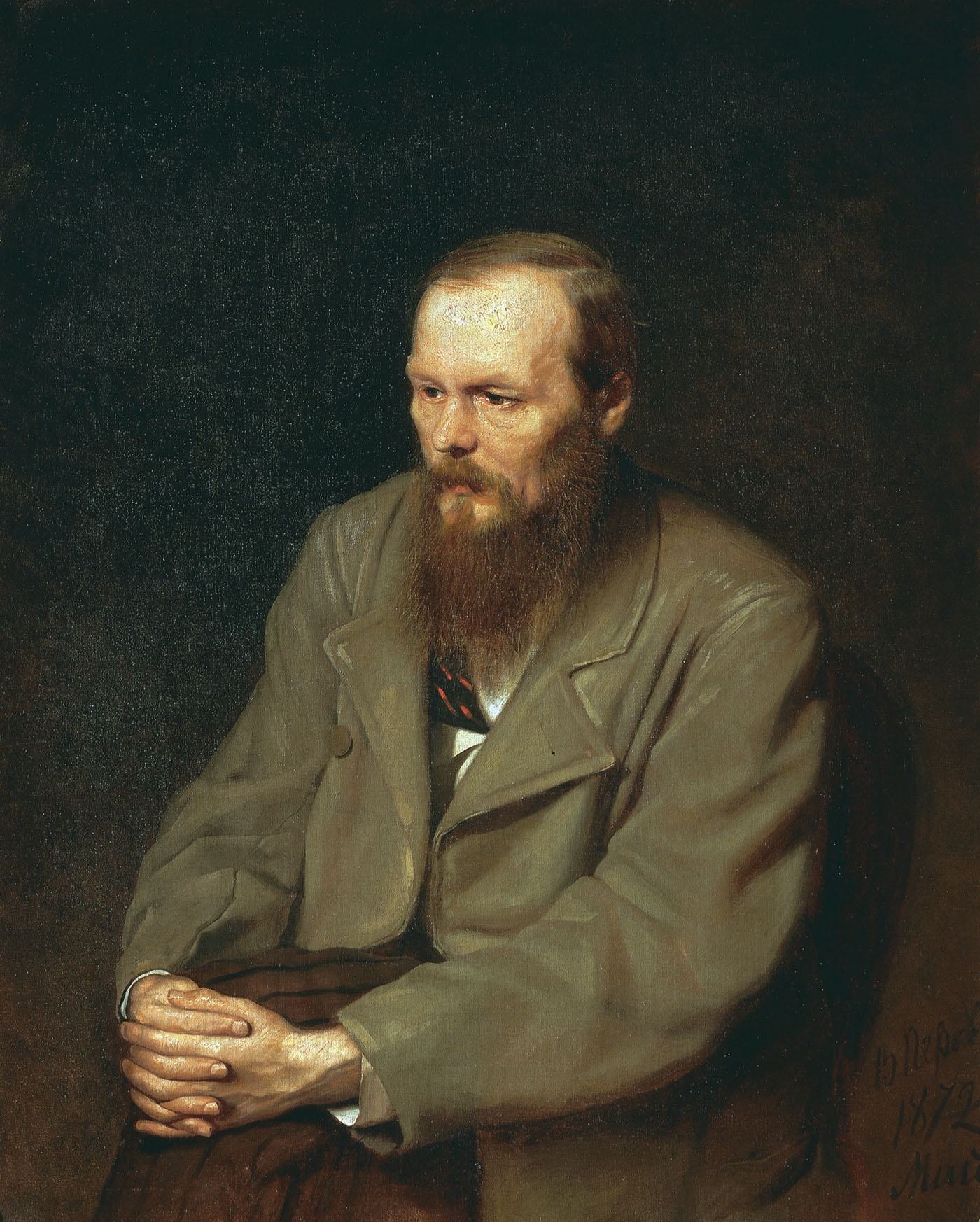
Fiódor Dostoyevski. Retrato por Vasili Perov, 1872.

Unamuno afirmó que los países que mejor habían comprendido Don Quijote fueron Inglaterra y Rusia. Es cierto que en el país eslavo gozó de un gran prestigio, difusión e influencia literaria, pero también lo es que en sus autores más eminentes, como Fiódor Dostoyevski o León Tolstói, el verdadero don Quijote es el del último capítulo, Alonso Quijano, el Bueno.
Como cuenta Vsévolod Bagno en El Quijote vivido por los rusos (Madrid: CSIC — Diputación de Ciudad Real, 1995), ya Pedro I había leído la obra, como se deduce por una anécdota incluida en Relatos de Nartov sobre Pedro el Grande:

El zar, partiendo hacia Dunkerque, al ver un montón de molinos se rió y dijo a Pavel Yaguzinski: «Si estuviera aquí don Quijote, tendría mucho trabajo».

A mediados de siglo XVIII la apertura del país a Occidente permitió un conocimiento mayor y menos selectivo de la obra de Cervantes. El científico y escritor Mijaíl Lomonósov poseía un ejemplar del Quijote de la traducción alemana de 1734. Vasili Trediakovski en su Diálogo entre un extranjero y un ruso sobre la ortografía vieja y nueva recomienda que los diálogos sean tan naturales como los que sostenían el caballero andante Don Quijote y su escudero Sancho Panza, «a pesar de sus extraordinarias aventuras», y no encuentra en la literatura rusa nada semejante. Sumarókov distinguió en su artículo «Sobre la lectura de novelas» (1759) el Don Quijote de toda la avalancha de novelas de aventuras que cayó sobre Rusia, valorándola como una excelente sátira. Aleksandr Radíshchev, en una de las obras maestras de la literatura rusa del dieciocho, Viaje de San Petersburgo a Moscú (1790), compara uno de los acontecimientos del camino con la batalla entre el héroe y el rebaño de ovejas. En otras obras suyas aparece más patente esta huella. Vasili Liovshín hizo caminar a un caballero con un sanchopancesco amigo en Las horas vespertinas, o los cuentos antiguos de los eslavos drevlianos (1787). A fines del xviii hay un quijote que pasa de una tontería (así se dice) a otra también en una novela anónima, Anísimich. Un nuevo Don Quijote; el fin habitual de estas obras era «poner en claro las mezquinas pasiones de la hidalguía rural».
El fabulista Iván Krylov compara en una carta de su Correo de los espíritus al protagonista de la tragedia Rozlav de Kniazhnin con el Caballero de la Triste Figura; en otros pasajes queda claro que lo tenía por una antihéroe, aunque con grandes ideales. Iván Dmítriev compuso la primera obra inspirada en el personaje, su apólogo Don Quijote, donde el quijotismo es interpretado como una extravagancia. Nada menos que la zarina Catalina II encargó una selección de los refranes de Sancho y compuso un Cuento sobre el tristemente famoso paladín Kosometovich para ridiculizar el quijotismo de su enemigo Gustavo III de Suecia; es más, se representó una ópera cómica inspirada en este cuento, Tristemente famoso paladín Kosometovich (1789), con música del compositor español Vicente Martín y Soler, que vivió en San Petersburgo durante los años de su mayor fama. En ella la huella de la iconografía cervantina es patente.
En el xviii y xix los intelectuales rusos leían Don Quijote preferiblemente en francés, o incluso en español, y anteponían las traducciones extranjeras a las versiones en ruso, hechas sobre esas mismas traducciones y no de forma directa desde el original; el libro era tan común que se podía encontrar al menos uno en cada pueblo, según el citado Dmítriev. En ello no tenía poco que ver el desdén general por la lengua rusa, hasta que Aleksandr Pushkin le dio un verdadero rango literario.
En la segunda mitad del siglo xviii aparecieron en ruso dos versiones incompletas y traducidas del francés; la primera es de 1769, desde la traducción francesa de Filleau de Saint-Martin, y fue realizada por Ignati Antónovich Teils, profesor de alemán en una escuela militar para cadetes de la nobleza; aunque se le considera mujeriego en la aventura de la venta con Maritornes, del un ojo tuerta y del otro no muy sana, y habla de sus «fecundas tonterías», alcanza a veces a ser adecuada. La siguiente fue a partir de la adaptación francesa de 1746 y fue realizada por Nikolái Ósipov en 1791; es una versión además enriquecida con escenas que Cervantes no escribió jamás y se trata en general de una adaptación muy chabacana. En cada biblioteca rusa era uno de esos libros imprescindibles, ya en francés, ya en la traducción desde el francés hecha por el prerromántico Zhukovski. Por entonces se entendía al protagonista como un personaje caricaturesco, pero pronto asomó la interpretación germánica romántica.
M. N. Muriátov se identifica a sí mismo con Don Quijote como consecuencia de sus desilusiones y sus razonamientos sobre la separación de la realidad y los ideales, y lo muestra en sus cartas a su hermana F. N. Lunina; la interpretación dieciochesca no es, pues, la única. También existe un interpretación sentimental en La respuesta a Turguénev (1812), de Konstantín Bátiushkov, uno de los más importantes poetas rusos y precursor de Aleksandr Pushkin, donde don Quijote «pasa el tiempo soñando / vive con las quimeras, / charla con los fantasmas / y con la luna meditabunda». En esta interpretación sentimental Nikolái Karamzín es quien sufre una impresión más profunda, que aparece ya en una carta de 1793 dirigida a Iván Dmítriev, en el poema A un pobre poeta (1796) y, sobre todo, en El caballero de nuestro tiempo (1803); el protagonista se compara a don Quijote porque su inclinación a la lectura e impresionabilidad natural le ejercitaron el «quijotismo de la imaginación» y los peligros y la amistad heroica se convierten en sus ensueños predilectos:

Vosotros, indolentes flemáticos, que no vivís, sino que dormís y lloráis de ganas de bostezar, sin duda nunca soñasteis así en vuestra infancia. Y vosotros tampoco, egoístas juiciosos, que no os encariñáis con los hombres, sino que os agarráis a ellos por prudencia mientras esta relación sea útil para vosotros, y, sin duda, apartáis la mano si los hombres se convierten en un obstáculo.

Iván Turguénev afirmó en 1860 que en ruso no existía buena traducción del Quijote, y es de lamentar que no cumpliera su reiterada promesa de traducirlo completamente, que se impuso ya en 1853 y que todavía en 1877 seguía empeñado en cumplir; el dramaturgo Aleksandr Ostrovski había traducido ya los Entremeses y quería traducir algunos capítulos de la obra; el caso es que Turgenev ignoró deliberadamente la traducción de Vasili Zhukovski, el maestro de Pushkin, que empezó en 1803 y que publicó en seis volúmenes entre 1804 y 1806. Se debía a que no respondía a la noción de traducción que sostenía Turguénev; pero la obra de Zhukovski fue capital para el desarrollo de la prosa rusa en el xix, puesto que fue realizada por un gran escritor, de nivel comparable al de Ludwig von Tieck, Jean-Pierre Claris de Florian o Tobias Smollet. Ofrece una interpretación psicológico-filosófica de la obra, en la que el protagonista es sin duda el Caballero de la Triste Figura. Como no sabía español, utilizó la versión francesa de Florian, que es bastante buena, pues el sobrino de Voltaire conocía bien la lengua y había estado en España y tratado con los ilustrados españoles, pero conoció también, aunque no la utilizó, la versión alemana de Tieck (1799), que ofrecía ya la interpretación romántica del personaje. Sin embargo, se valió del documentado prólogo de Florian para encauzar su traducción, pues era hombre más prestigioso que el entonces advenedizo Tieck. Para empezar, omite capítulos enteros y abrevia los pasajes largos, los episodios naturalistas que no respondían al gusto de la época y las historias intercaladas que desviaban la atención; de su cosecha aporta un acento folclórico del que carecía la versión francesa y reemplaza la paremiología sachopancesca, que vierte literalmente Florian, por proverbios rusos equivalentes, y para comprender el mérito de su traducción en estos detalles basta con compararla con la de Ósipov. En general, la traducción de Zhukovski evita los episodios en que se minimiza al héroe y acentúa los elementos poéticos. La retraducción de Zhukovski tuvo una segunda edición en 1815, sin cambios significativos fuera de la puntuación, que es mejor que en la primera, la ortografía y la limpieza de erratas. Esta versión entusiasmó a Pushkin y fue imitada descaradamente por la de S. Chaplette, también sobre la de Florian (San Petersburgo, 1831); por entonces ya se dejaba sentir cierta preferencia por la traducción alemana de Tieck, más precisa, y se empezaba a sentir como inevitable una versión directa desde el español, que llegó en la época del Realismo, cuando se editaron las traducciones de K. P. Masalski (1838) y la de V. A. Karelin (1866); pero la vulgarización del mito en el Romanticismo vino principalmente a través de la versión de Zhukovski.

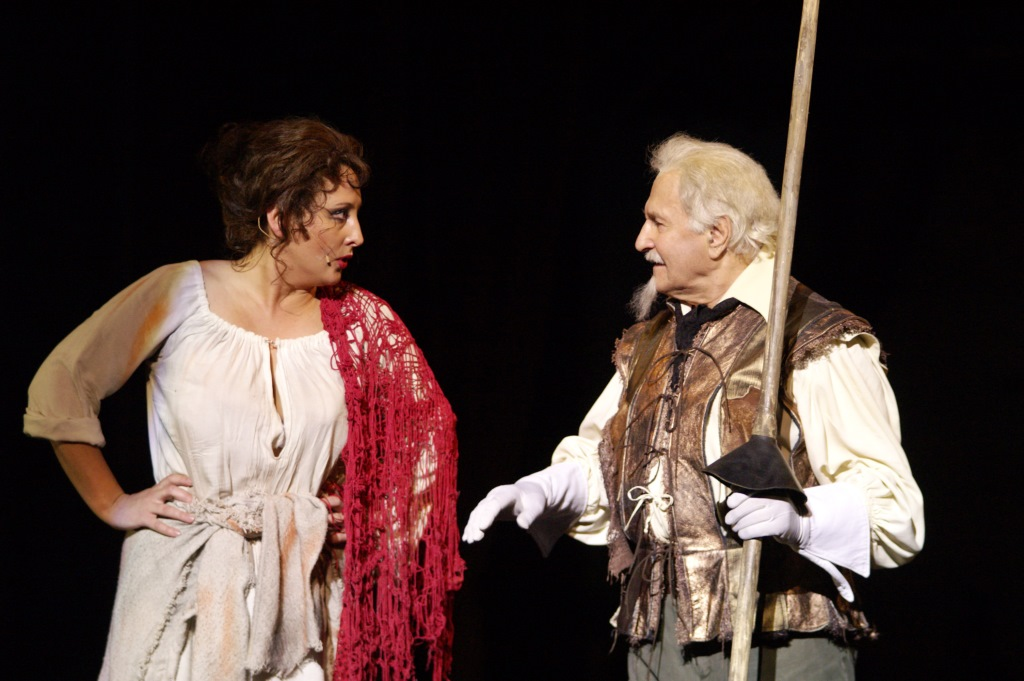
Representación en 2015 en Rusia de una adaptación del Quijote.

Cervantes está presente en Aleksandr Pushkin, Gógol, Iván Turguénev, Fiódor Dostoyevski, Nikolái Leskov, Mijaíl Bulgákov y Vladimir Nabokov, por citar solamente a algunos de los grandes autores rusos.
Aleksandr Pushkin tenía en su biblioteca un Quijote en español editado en París en 1835, y aprendió la lengua en 1831 y 1832 para leerlo en el original; se conservan además traducciones inversas de La Gitanilla desde su versión francesa al castellano para comparar el resultado con el original cervantino; animó además a Gógol a emprender una obra narrativa de gran aliento a la manera de Cervantes, y así este compuso Almas muertas. Turgenev, en su conferencia Hamlet y Don Quijote, compara al reflexivo e irresoluto Hamlet con el irreflexivo y arrojado Don Quijote, y encuentra la nobleza en ambos personajes. Pero el influjo en Fiódor Dostoyevski fue más hondo; comenta la obra muchas veces en su epistolario y en su Diario de un escritor (1876), donde se refiere a ella como una pieza esencial en la literatura universal y como perteneciente «al conjunto de los libros que gratifican a la humanidad una vez cada cien años»; finalmente escribe:

En todo el mundo no hay obra de ficción más profunda y fuerte que esa. Hasta ahora representa la suprema y máxima expresión del pensamiento humano, la más amarga ironía que pueda formular el hombre y, si se acabase el mundo y alguien preguntase a los hombres: «Veamos, ¿qué habéis sacado en limpio de vuestra vida y qué conclusión definitiva habéis deducido de ella?», podrían los hombres mostrar en silencio el Quijote y decir luego: «Esta es mi conclusión sobre la vida y... ¿podríais condenarme por ella?»

Desde el punto de vista del escritor ruso, la novela es una conclusión sobre la vida. Su primera mención de la obra aparece en una carta de 1847, pero es en 1860 cuando llega a obsesionar verdaderamente al escritor; la imitó en El idiota, cuyo protagonista, el príncipe Mishkin, es tan idealista como el héroe manchego, pero, despojado de ridículo heroísmo, es en realidad el personaje final de la obra, Alonso Quijano, el bueno, y un imitador de Jesucristo; su monólogo «A la salud del sol» está claramente inspirado en el discurso sobre la Edad de Oro. Dostoyevski escribió en su Diario de un escritor que «ya no se escriben libros como aquél. Veréis en Don Quijote, en cada página, revelados los más arcanos secretos del alma humana». Por otra parte, en 1877, el capítulo del Diario de un escritor «La mentira se salva con la mentira» imita deliberadamente el estilo cervantino, hasta el punto de que un episodio imaginado por Dostoyevski pasó como genuino de Cervantes durante mucho tiempo.
La novela de Nikolái Leskov Tres hombres de Dios es una curiosa precursora del Monseñor Quijote de Graham Greene; su protagonista, el prior Saweli Tuberosov, es un idealista que alcanzada ya la cincuentena se plantea decir la verdad, y lucha con las crudas y puras circunstancias contrarias de su entorno en compañía de un Sancho, el diácono Ajila, y de un Sansón Carrasco, Tuganov; en su inflexibilidad se hace incomprensible y a menudo ridículo ante los demás, y al fin es desprovisto de la palabra, le prohíben pronunciar más sermones e, imposibilitado para cumplir su destino al igual que el héroe cervantino, muere de pena. Pero el influjo de Cervantes se extiende incluso al tipo de héroe que presenta Leskóv en casi todas sus novelas, y particularmente en Una familia en decadencia, protagonizada por un reconocible, delgado y pobre terrateniente llamado Dormidont Rogozin, al que acompaña su inseparable escudero Zinka, en compañía del cual recorre los contornos «barruntando agravios». También acusan claramente la influencia del Don Quijote sus novelas El pensador solitario y Los ingenieros desinteresados.
Aunque para Tolstói la novela cervantina no tuvo tanta importancia como para Turguénev, Dostoyevski o Leskov, lo cierto es que es perceptible y visible su huella; en ¿Qué es el arte? declara como su novela predilecta el Don Quijote por su «contenido interior», por su «buen arte vital del mundo»; en los borradores de esta obra queda clara su intención: es una obra que expresa los más nobles sentimientos para todas las épocas, comprensibles a todos; en algunas de sus obras asume la herencia cervantina; principalmente en su novela Resurrección, donde se plantea quién está loco, el mundo o el héroe, y donde Katerina Máslova es una Aldonza que, al ser pretendida por el príncipe que la deshonró empezando su carrera de prostituta, no quiere ser la Dulcinea del héroe, en lo que hay ecos del poeta simbolista Sogolub; y también hay ecos de los encantamientos y del episodio de los galeotes.
Los poetas del simbolismo ruso, sobre todo Fiódor Sologub, experimentan la seducción por el mito de Dulcinea. Este escribió al respecto un ensayo, El ensueño de Don Quijote, en el que afirma que al rechazar a Aldonza y aceptarla como Dulcinea, Don Quijote está realizando la pretensión final de toda poesía lírica, una hazaña más lírica que caballeresca, convertir la realidad en arte, en algo que se pueda soportar. La actitud quijotesca es un sinónimo de «noción lírica de la realidad». Esta idea de hazaña lírica se reitera en otras obras suyas, como Los demonios y los poetas y el prólogo a la pieza La victoria de la muerte, o en la obra Los rehenes de la vida. Tras aparecer la figura del loco alucinado en su novela El trasgo, el tema de Dulcinea reaparece en sus versos entre 1922 y 1924, dedicados a su mujer, Anastasiya Nikoláyevna Chebotarévskaya, que se suicidó en 1921. Desde Sogolub el mito de Dulcinea pasa a otros poetas simbolistas, como Ígor Severianin o Aleksandr Blok; este último lo profundiza y transforma de una manera muy original en Versos a una hermosa dama.
Tras la Revolución, Mijaíl Bulgákov, uno de los escritores no tanto perseguidos como soportados por Stalin, como el mismo Borís Pasternak, y por ello con bastante suerte, ya que no era un escritor soviético, pudo subsistir al permitírsele ser ayudante de director de escena teatral y poder alimentarse mediante el alumbramiento de continuas traducciones, como Anna Ajmátova y Pasternak; insufló la filosofía quijotesca de la lucha a pesar de la conciencia plena de la derrota, emparentable con el quijotismo de Unamuno, en su obra maestra, la novela El maestro y Margarita; en los años de apogeo de la represión estalinista, en 1937, escribe en una carta que sigue componiendo teatro a pesar de que no será nunca escenificado ni publicado por mero quijotismo y hace voto de no volverlo a hacer, aunque vuelve a hacerlo, estudiando con tanta pasión la obra del «rey de los escritores españoles» que algunas de sus cartas a su tercera mujer, Elena, están escritas parcialmente en español y que, según él mismo reconoce, «asaltaba el Quijote». Su modesto Quijote no desentona del entorno, es una persona normal que batalla como todas; solamente al final se contempla ser héroe al morir, cuando el propio autor ya también estaba moribundo:

¡Ah, Sancho!, el daño causado por su acero es insignificante. Tampoco me desfiguró el alma con sus golpes. Pero me da miedo pensar que me curó el alma y, al curarla, le retiró sin cambiarme por otro. ¡Me quitó la dádiva más preciosa de cuantas está dotado el hombre, me quitó la libertad! Sancho, el mundo está lleno de mal, ¡pero lo peor de todo es el cautiverio! ¡Él me encadenó, Sancho! Mira: el sol está cortado por la mitad, la tierra sube y sube y lo devora. ¡La tierra se aproxima al cautivo!. ¡Me absorberá, Sancho!

Anatol Lunacharski (1875-1933), hombre de letras y político ruso, primer comisario de educación y cultura tras la Revolución de Octubre (1917), y protector de Meyerhold y Stanislavski, escribió algunos dramas históricos, y entre ellos un Don Quijote liberado (1923). Vladímir Nabókov, sin embargo, en su Curso sobre El Quijote, reduce la grandeza de la obra solamente a la del personaje principal.

### Europa oriental
La primera traducción al búlgaro se hizo desde una traducción rusa y en fecha tan tardía como 1882, a los cuatro años escasos de reaparecer Bulgaria en el mapa de Europa. Su principal estudioso fue Efrem Karamfilov. Pero es en la poesía búlgara del siglo xx donde aparece más la figura del caballero como símbolo del luchador infatigable, paladín de la bondad, el valor, la fe y la justicia, en trabajos de autores como Konstantin Velíchkov, Jristo Fótev, Asén Ratzsvétnikov, Damián Damiánov, Nicolai Ráinov, Parván Stéfanov, Blaga Dimitrova y Pétar Vélchev.

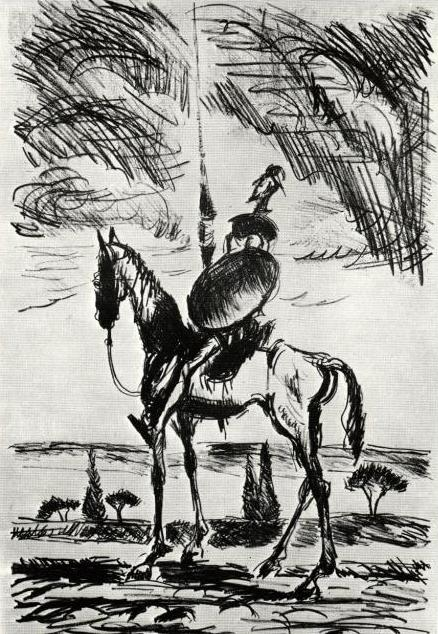
Litografía del eslovaco Cyprián Majerník.

La primera traducción completa al checo fue obra de J. B. Pichl (1866, primera parte) y de K. Stefan (1868, segunda parte), aunque ya en 1620 el cardenal Dietrichstein la había leído en español, pues se había educado en la península ibérica. Se leyó mucho en Bohemia y fue muy popular en el siglo xviii, pero más en versiones italianas y francesas que en otras lenguas. Ya en el siglo xx, Milan Kundera afirma, como Octavio Paz, que el humor no es algo innato en el hombre, sino una conquista de los tiempos modernos gracias a Cervantes y su invento, la novela moderna.
La primera traducción de Don Quijote al polaco es de los años 1781-1786 y se debe al conde Franciszek Aleksander Podoski, a partir de una versión francesa. Para los ilustrados polacos era una obra fundamentalmente cómica y de lectura no solo agradable, sino también útil por su crítica a las perniciosas para la sensatez novelas de caballerías. Esa es la interpretación del obispo Ignacy Krasicki y del duque Czartoryski, quien, sin embargo, percibe ya la complejidad de la obra en sus Reflexiones sobre la literatura polaca, de 1801. En los años cuarenta del siglo xix, el polígrafo Edward Dembowski ahonda en la trágica interpretación alemana de Don Quijote como símbolo de la lucha del ideal contra la dura realidad del mundo circundante. La figura del caballero se encuentra en la obra de los grandes poetas románticos polacos, Adam Mickiewicz, Juliusz Słowacki y Cyprian Kamil Norwid, así como en la obra maestra del novelista del realismo Bolesław Prus, La muñeca. Ya en el siglo xx, hay que destacar el Don Quijote de Bolesław Leśmian, que representa la tragedia de la pérdida de la fe, el Juicio sobre Don Quijote de Antoni Słonimski, donde se adapta el episodio del gobierno de Sancho en la ínsula Barataria para satirizar los totalitarismos, Don Quijote y las niñeras, de Maria Kuncewiczowa, crónica de un viaje a España en busca de Don Quijote, y En la belleza ajena, de Adam Zagajewski, con don Quijote en la biblioteca.
Entre 1881 y 1890 se publicaron 61 capítulos en rumano del Quijote, a cargo de Stefan Vîrgolici. La primera traducción completa al rumano la realizaron en 1965 Ion Frunzetti y Edgar Papu. En 2005 el Instituto Cervantes de Bucarest promovió una nueva traducción que corrió a cargo del hispanista rumano Sorin Marculescu.

### Francia

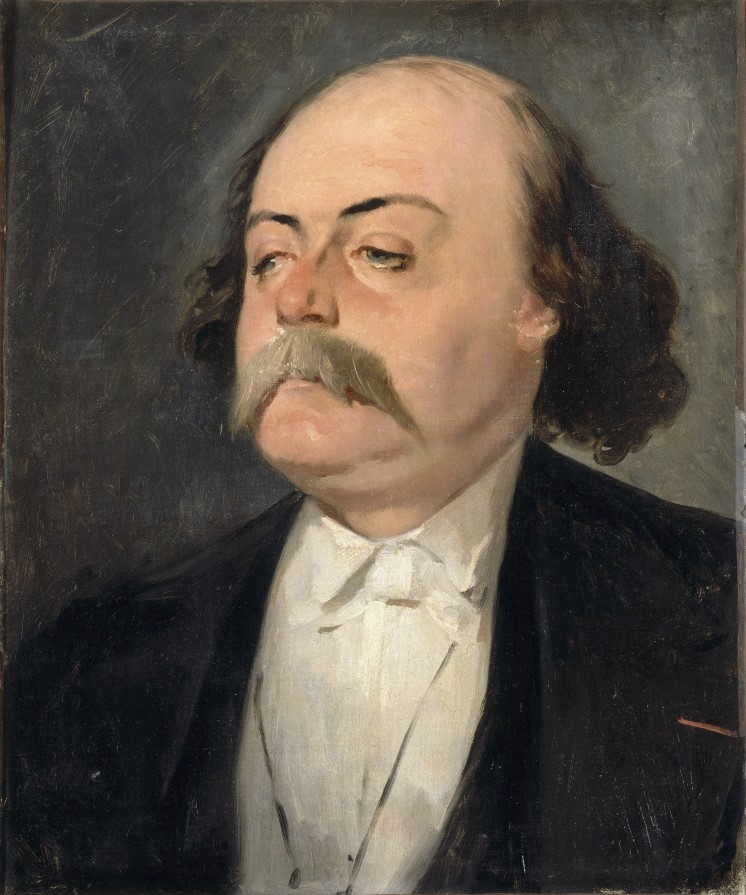
Gustave Flaubert visto por Pierre François Eugène Giraud.

En Francia, Don Quijote no ejerció un influjo tan extenso como en Inglaterra o Rusia, aunque su impronta fue también generosa en grandes obras y autores del siglo xix y muchas naciones conocieron la obra a través de traducciones francesas o retraducciones a partir del texto en esta lengua. La primera traducción es apenas posterior en un año a la inglesa de Shelton, en 1614, por César Oudin. En 1618 se traduce la segunda parte por François de Rosset y a partir de 1639 ambas partes marcharán juntas. Es la primera traducción al francés, a la que seguirán varias decenas más, entre las que destacan las de Filleau de Saint-Martin (1677-1678) y la del caballero Jean-Pierre Claris de Florian (1777), un hispanista formado en su infancia en España y sobrino de Voltaire, que será muy divulgada por Europa.
La traducción de Filleau de Saint-Martin se publicó con el título de Historia del admirable don Quijote de la Mancha y con el añadido de una continuación escrita por el propio traductor, para lo cual alteró el final de la obra original y mantuvo a don Quijote con vida y con capacidad de lanzarse a nuevas aventuras. A su vez, esta continuación fue prolongada por otro escritor francés de cierto renombre, Robert Challe. No termina ahí la serie de continuaciones: un autor desconocido alargó la obra de Cervantes con otra parte suplementaria titulada Continuación nueva y verdadera de la historia y las aventuras del incomparable don Quijote de la Mancha.

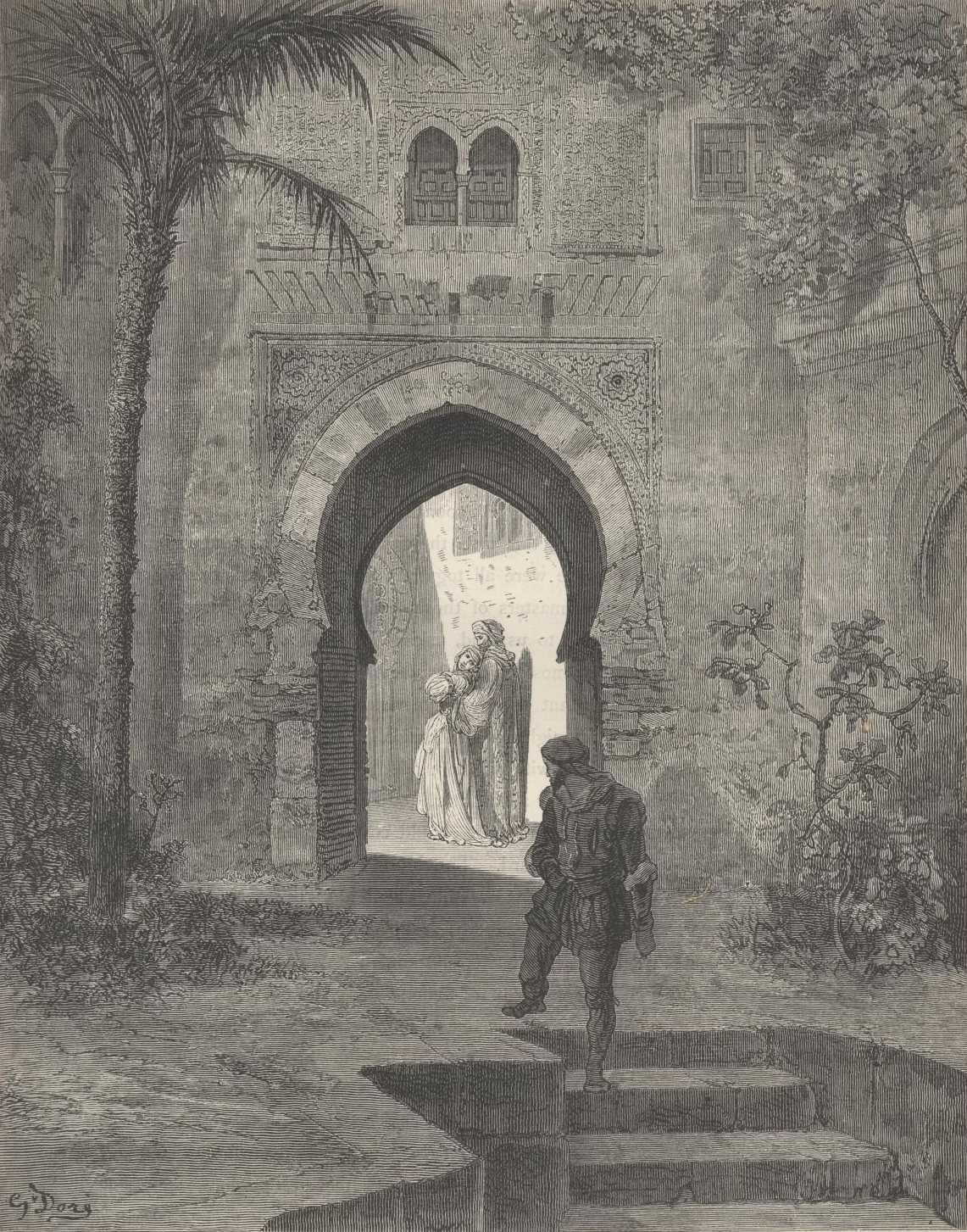
Una de las múltiples ilustraciones que realizó el artista Gustave Doré para el Quijote.

Simonde de Sismondi pone la primera piedra de la interpretación romántica del héroe. Louis Viardot traduce la obra muy fielmente entre 1836 y 1837. Chateaubriand se ve a sí mismo como un Cervantes y un Quijote, y en su Itinerario de París hasta Jerusalén (1811) ensalza al Caballero de la Triste Figura, que ocupa también su lugar en El genio del Cristianismo como el más noble, el más valiente, el más amable y el menos loco de los mortales. Hay bastante de Cervantes en ese militar frustrado romántico que fue Alfred de Vigny. Los viajeros Prosper Mérimée y Théophile Gautier llenan sus diarios de viaje de alusiones cervantinas. Para el crítico Sainte-Beuve, Don Quijote es un libro que empieza por constituirse en una sátira de los libros de caballerías y termina por hacerse espejo de la vida humana. Victor Hugo, que pasó algunos de sus años infantiles en España como hijo del general Hugo, considera a Cervantes el poeta del contraste entre lo sublime y lo cómico, lo ideal y lo grotesco, y apercibe el influjo de La gitanilla en su novela Nuestra Señora de París. Henri Beyle, conocido como Stendhal, que tenía diez años cuando leyó Don Quijote por primera vez, escribió que «el descubrimiento de ese libro fue quizá la más grande época de mi vida».
Honoré de Balzac representó casi más a Don Quijote en su vida que en sus escritos y Gustave Flaubert asumió este espíritu en sus dos novelas, Bouvard y Pécuchet, póstuma e inacabada, cuyos dos personajes principales enloquecen leyendo libros que no pueden asimilar, y su Madame Bovary, cuya protagonista es en realidad una quijotesca dama que pierde la sensatez leyendo noveluchas sentimentales, como José Ortega y Gasset ya apreció («es un Quijote con faldas y un mínimo de tragedia sobre su alma»). Gustave Doré ilustró con grabados una edición de Don Quijote en 1863. Personajes quijotescos son, por otra parte, el Tartarín de Tarascón de Alphonse Daudet y el Cyrano de Bergerac de Edmond Rostand. En 1932, Maurice Ravel y Jacques Ibert compusieron canciones según los poemas de Paul Morand titulados Don Quijote á Dulcinea. En Les oiseaux de la lune o Los pájaros de la luna (1956), de Marcel Aymé, el inspector de un colegio, adquiere el poder de transformar a los pelmazos en aves de tanto leer novelas, lo que parece ser una parodia cómica de la locura de Don Quijote de la Mancha y de los magos que transforman sus desilusiones.
La escritora Monique Wittig, por otra parte, en su novela Le voyage sans fin (1985), reelabora el Quijote de Cervantes sustituyendo a caballero y escudero por dos mujeres. En 1968 Jacques Brel compuso y grabó un disco de música, L'Homme de la Mancha. Otros autores franceses influenciados por el Quijote fueron Léon Bloy, Tailhade, Henri Bergson, Maurice Barrès, Alfred Morel-Fatio, Paul Hazard, André Maurois y André Malraux.

### Mundo islámico
La presencia de referencias al personaje de Cervantes —llamado Dūn Kījūtī o Dūn Kīshūt— en el imaginario árabe contemporáneo, y sobre todo en su literatura, es muy habitual. Esto suele señalarse como paradójico, dado que las primeras traducciones del Quijote al árabe se publicaron en fecha tan tardía como los años cincuenta y sesenta del siglo xx.
La primera obra extensa en lengua árabe sobre Cervantes la publicaron en 1947, con ocasión del cuarto centenario de su nacimiento, los hispanistas libaneses Nayib Abu Malham y Musa Abbud en Tetuán, la capital del entonces Marruecos español, bajo el título de Cervantes, príncipe de las letras españolas. Se trata de un ensayo de más de cuatrocientas páginas que suscitó tanto interés, en círculos literarios e intelectuales, que la sección árabe de la Unesco encargó a los dos hispanistas la traducción del Quijote. Dicha traducción se inició, pero por razones desconocidas no llegó a publicarse. Entre 1951 y 1966 se hizo otra traducción en Marruecos que también permaneció inédita (se conserva el manuscrito), realizada por el ulema Tuhami Wazzani, quien publicó algunos capítulos en el periódico que dirigía, Rif.
La obra de Abu Malham y Abbud sirvió para acrecentar el interés de los intelectuales árabes por la obra cervantina, a la que accedieron a través de sus ediciones en otras lenguas, hasta que en 1956 se publicó en El Cairo la traducción de la Primera parte del Quijote. Hubo que esperar, sin embargo, hasta 1965 para ver publicada la obra completa, en una nueva traducción, esta vez del hispanista Abd al-Rahman Badawi, quien contextualizaba la novela en un intenso estudio preliminar. Cinco años antes se había publicado en la capital egipcia una versión infantil del Quijote que siguió reimprimiéndose durante décadas, lo que da una idea de la difusión que alcanzaron rápidamente las aventuras del hidalgo. La traducción de Badawi ha sido la traducción clásica, la más leída, al menos hasta la aparición en 2002 de dos nuevas traducciones, una nuevamente egipcia, a cargo del hispanista Sulayman al-Attar, y otra del sirio Rifaat Atfe.
Antes de las traducciones, sin embargo, la novela había sido objeto de diversos estudios críticos, aparte del ya citado de Abu Malham y Abbud, lo que contribuyó a despertar el interés literario por la figura de don Quijote. Esta está plenamente integrada en el imaginario árabe: muchos ven en el quijotismo un símbolo del devenir contemporáneo de los pueblos árabes, cargado de idealismo y retórica, pero impotente ante la fuerza aplastante de la realidad. Referencias a Don Quijote aparecen con frecuencia en la obra de escritores como Nizar Qabbani, Naguib Surur, Yusuf al-Jal, Mahmud Darwish, Assia Djebbar, Badr Shakir al-Sayyab, Gamal al-Guitani y otros muchos.
Por otro lado, el Quijote, así como el resto de la obra cervantina, es también objeto de especial interés y estudio debido a sus múltiples referencias al islam y a lo morisco, que son más visibles para lectores arabo-musulmanes.

### En la ONU
El Volumen XV de la revista literaria de las Organización de las Naciones Unidas (ONU), Ex Tempore (ISSN 1020-6604), de diciembre de 2004, está dedicado al Quijote, con un prólogo de Alfred de Zayas y el poema Elogio de la locura de Zaki Ergas, ambos miembros del PEN Club suizo.

## Ediciones deDon Quijote

### Ediciones en castellano
Hasta el Siglo de las Luces las ediciones de la obra maestra del Siglo de Oro español degradaron en general el texto, salvo la cuidadísima edición de Bruselas por Roger Velpius de la primera parte en 1607. Se consideran habitualmente ediciones clásicas de Don Quijote, en el siglo xviii, Vida y hechos del ingenioso hidalgo don Quixote de la Mancha, Londres: J. y R. Tonson, 1738, 4 vols., edición que publicó Lord Carteret ilustrada con 68 primorosas calcografías dedicada a la condesa de Montijo, esposa del embajador español durante el reinado de Jorge II de Gran Bretaña; el texto se encomendó a un cervantista entusiasta, el judío sefardí residente en Londres Pedro Pineda. Fue un trabajo crítico y erudito digno del Siglo de las Luces y Gregorio Mayans y Siscar incluyó en ella una Vida de Cervantes que se considera la primera biografía rigurosa del autor. Picada en su orgullo, la Real Academia Española hizo otra en cuatro volúmenes (1780) que se reeditó varias veces con numerosas modificaciones y rectificaciones y donde los editores incluyeron una introducción crítica con una biografía del autor, un ensayo sobre la novela, Análisis del Quijote, que establece la interpretación clásica de la obra como la feliz conjunción de dos perspectivas, dos tradiciones literarias y dos cosmovisiones, un estudio cronológico-histórico de las aventuras de don Quijote, una serie de grabados y un mapa de España para seguir el itinerario de don Quijote. Vicente de los Ríos, responsable principal de esta edición de la Real Academia Española, corrigió los errores textuales de las previas ediciones. De nuevo otro cervantista inglés, el reverendo anglicano John Bowle, examinó escrupulosamente el texto por primera vez y depuró los errores, incluyendo listas de variantes, en su edición de 1781, que es también un monumento de erudición y supera a todas las anteriores; Bowle fue el primero en notar que había dos ediciones en 1605, en numerar las líneas, en anotar sistemáticamente la obra y en preparar un índice de la obra. Todos los editores posteriores se aprovecharon de su erudición y generoso esfuerzo, y muchas veces sin reconocer su contribución. Siguió después la en cinco volúmenes de don Juan Antonio Pellicer (1797-1798), con abundantes notas y atenta a las variantes textuales. Por otra parte, Agustín García Arrieta publicó en Francia unas Obras escogidas de Cervantes en diez volúmenes (París, Librería Hispano Francesa de Bossange padre, 1826, reimpresa por Firmin Didot, 1827). Esta magna obra comprendía el Quijote (I-VI), las Novelas ejemplares (VII-IX) y el Teatro (X). La edición del Quijote es quizá la mejor hasta entonces.
En el siglo xix salió la prolija y muy eruditamente anotada (triplica el número de notas de Pellicer) de Diego Clemencín (6 vols., 1833-1839); posee, sin embargo, no pocos defectos en el terreno filológico que intentaron corregir las notas de Juan Calderón y Luis de Usoz, en el Cervantes vindicado en 115 pasajes (1854) escrito principalmente por el primero; también son importantes las ediciones de Juan Eugenio Hartzenbusch, una en Argamasilla de Alba, 1863, IV vols., y otra en Obras completas de Miguel de Cervantes; Madrid, Imprenta de Manuel Rivadeneyra, 1863; a esta última cabe agregar un grupo de notas que Hartzenbusch preparó para una segunda edición que no llegó a realizarse y que se imprimieron con el título Las 1633 notas puestas por... D. J. E. Hartzenbusch a la primera edición de «El ingenioso hidalgo don Quijote de la Mancha», Barcelona: Narciso Ramírez, 1874.
Ya a finales del xix Clemente Cortejón preparó ambiciosamente una edición que quiso fuera la primera realmente crítica de la obra, cotejando nada menos que 26 ediciones distintas, pero el autor murió en 1911 sin ver terminada su obra, cuyo último tomo fue realizado por Juan Givanel y Juan Suñé Benages y salió al fin en Barcelona (1905-1913) en seis volúmenes, sin el prometido diccionario cervantino y con muy sensibles defectos, derivados de los prejuicios del autor contra cervantistas anteriores como Clemencín y la escasa aclaración de sus criterios ecdóticos y filológicos; fue, pues, muy discutida por los cervantistas, que echaron de ver el fárrago extemporáneo de muchas de sus notas, las lecturas injustificadas que forzó, los errores al atribuirse méritos que pertenecían a otros y la general falta de explicaciones y justificaciones a sus cambios, conjeturas y lecturas modernizadas, entre otras razones que hacen muy incómodo el uso de su edición. Después de él fueron muy famosas (en parte por la actitud excluyente de su autor respecto a otros cervantistas) las ediciones preparadas por Francisco Rodríguez Marín, quien al menos usaba una metodología, la del positivismo, cada cual más y mejor anotada que la anterior: la de Clásicos La Lectura en ocho tomos (1911-1913); la supuesta «edición crítica» en seis tomos (1916-1917) y la «nueva edición crítica» en siete tomos (1927-1928). La última fue reeditada póstumamente, con correcciones y nuevas notas, en diez tomos (1947-1949) con el título Nueva edición crítica con el comento refundido y mejorado y más de mil notas nuevas; sin embargo, posee los lastres metodológicos del positivismo en cuanto a su abusivo acarreo de información documental y, como el autor carecía de formación filológica, no son verdaderas ediciones críticas, pues no depuró el texto comparando todas las ediciones autorizadas ni señaló siquiera sus cambios en el texto; la de Rudolph Schevill y Adolfo Bonilla y San Martín (1914-1941) posee, sin embargo, un adecuado rigor filológico y ecdótico y se extiende a toda la obra conocida de Miguel de Cervantes; la de Martín de Riquer (la última corresponde a 1996) es la obra maestra de un humanista experto en la vida caballeresca medieval y la del Instituto Cervantes, realizada por un equipo dirigido por Francisco Rico (1998 y 2004), es la última y por lo tanto la más autorizada a causa del gran número de fuentes consultadas para depurar el texto y comentarlo. Son también importantes, por distintos aspectos, entre un número muy crecido de ediciones estimables, las de Emilio Pascual (1975), Juan Bautista Avalle-Arce (1979), John Jay Allen (1984), Vicente Gaos (1987), la de Luis Andrés Murillo (1988), y las distintas, algunas de ellas digitales, de Florencio Sevilla Arroyo (2001).
En 1987 se publicó una edición ilustrada por Antonio Saura (Don Quijote de la Mancha, Círculo de Lectores, Barcelona, 1987, 2 vols.) con 195 dibujos a pluma y tinta china (125 de ellos) y otros 70 utilizando técnicas mixtas.
En 2005 se celebró el IV Centenario de El Quijote, motivo por el que la Real Academia Española y la Asociación de Academias de la Lengua Española promovieron una edición popular basada en la de Francisco Rico y el Instituto Cervantes, publicada por Editorial Alfaguara de 500 000 ejemplares.

### Ediciones en otros idiomas
Don Quijote en alemán

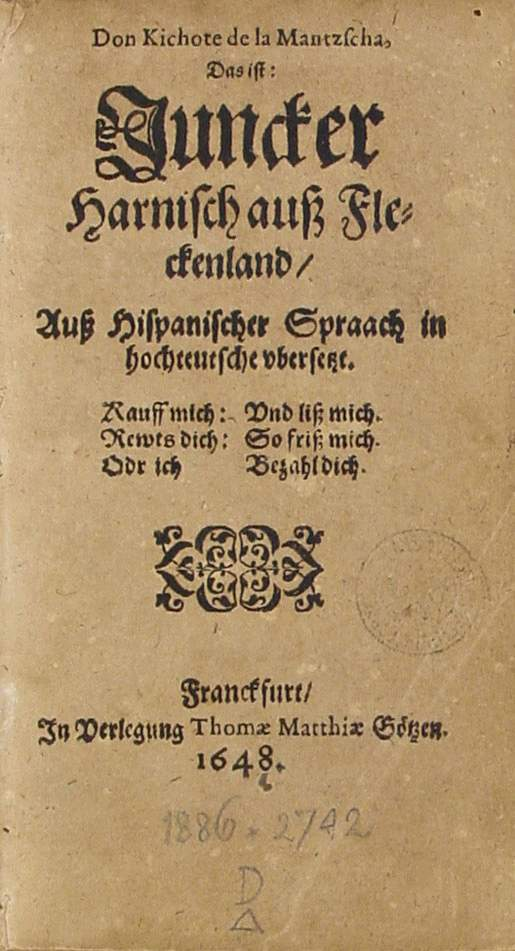
Don Kichote de la Mantzscha (Frankfurt, 1648).

La primera traducción al alemán, Don Kichote de la Mantzscha, fue realizada en 1621 por Pahsch Basteln von der Sohle; sin embargo, más conocida actualmente es la traducción de Ludwig Tieck de 1799-1801. La traducción de Ludwig Braunfels se ha considerado la más fiel al original y la más erudita. En 2008 apareció la obra en una nueva traducción de Susanne Lange, la cual fue muy elogiada por la crítica literaria.
Don Quijote en asturiano
Existe una versión íntegra del Quijote en lengua asturiana, traducida por el doctor en filología por la Universidad de Oviedo Pablo Suárez García en 2010, depositada en el Museo Cervantino de El Toboso en junio de 2014, y que está a disposición de los visitantes de este Museo. Aunque la obra no se pudo editar entonces por falta de fondos, la Academia de la Llingua Asturiana se mostró muy interesada en su edición, publicándose finalmente en 2015 en dos volúmenes. Por otra parte, la escritora asturiana Esther García López publicó en 2005 una selección de textos del Quijote, titulada Aventures del Quixote. Fue editada por Madú e ilustrada por el dibujante Neto. Además, Pedro Lanza Alfonso publicó en 2004 y con VTP, El Caballeru de la Murnia Figura, una obra de teatro basada en los textos del clásico castellano.
Don Quijote en catalán
El mallorquín Jaume Pujol llevó a cabo su traducción inédita entre 1835 y 1850.
Eduard Tàmaro tradujo la primera parte de Don Quijote a la lengua de Verdaguer (Barcelona: Estampa de Cristófol Miró, 1882). La primera traducción impresa prácticamente íntegra del xix fue realizada en 1891 por el académico Antoni Bulbena i Tussell con el título L'enginyós cavallier Don Quixot de La Mancha; fue reimpresa en 1930 y en 2005. El sacerdote mallorquín Ildefonso Rullán lo tradujo por primera vez al dialecto mallorquín (L'enginyós hidalgo Don Quixote de la Mancha, Felanich, Imprenta de Bartoméu Reus, 1905-1906). Octavi Viader, en 1936, realizó también una traducción y Joaquim Civera i Sormaní hizo otra en Barcelona: Editorial Tarraco, S. A, 1969. Sin embargo, la única traducción total, que incluye incluso algunos poemas dejados en español por los anteriores traductores, es la del abogado mallorquín y gran cervantista José María Casasayas, que dedicó cuarenta y cuatro años a la misma, reescribiéndola veinte veces; imprimió solo ocho ejemplares de la misma que regaló a cada uno de sus nietos, ya que ninguna editorial quiso imprimirla para el gran público. Combina los diferentes dialectos catalanes y posee una amplia anotación.
Don Quijote en chino

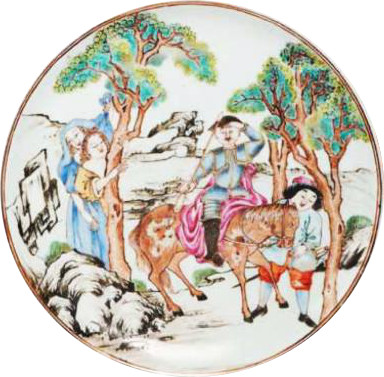
Plato de porcelana china con Don Quijote y Sancho Panza.

Las primeras versiones del Quijote al chino fueron retraducciones y adaptaciones no siempre fieles. Versiones teatrales se estrenaron por vez primera en la década de 1920, luego en la de 1930, y dos veces más durante el maoísmo (en 1950 y tras la reforma económica iniciada en 1978). Dai Wangshu trató de traducir el Quijote completo desde la lengua original, que conocía bien, pero su manuscrito se perdió en la guerra. En el año 1979, poco después de acabar la Revolución Cultural, la editorial de la Literatura del Pueblo publicó una traducción directa del original realizada por Yang Jiang, que ha sido la más leída hasta la actualidad, y ya se dispone de las traducciones íntegras y directas de Dong Yansheng (1995, por la editorial de Literatura y Arte de Zhejiang, revisada en 2006; fruto de tres años de trabajo, y galardonada en el año 2001 con el premio Lu Xün «Arco Iris» a la Traducción Literaria), de Tu Mengchao (1995, por la editorial Yilin), de Liu Jingsheng (1995, por la editorial de Lijiang), de Tang Minquan (2000, por la editorial del Pueblo de Shanxi), de Sun Jiameng (2001, por la editorial Literatura y Arte de Octubre de Beijing, que recibió el premio al Mejor Libro de Literatura Extranjera) y de Zhang Guangsen (2001, por la editorial de Yiwen de Shanghái). El cervantismo ha sido una corriente del hispanismo muy fructífera en este país, con eruditos como Zhou Zuoren, Chen Yuan, Lu Xün y Qu Qiubai, que polemizaron entre sí, y otros como Tan Tao y Qian Liqun. Por otra parte, Cervantes influyó en escritores como Zhang Tianyi y Fei Ming. En 1996 la editorial de Literatura del Pueblo publicó las Obras completas de Cervantes en ocho volúmenes. La traductora china Yang Jiang tradujo por primera vez el Quijote entero al chino desde la lengua original en 1978. En 2009 se representó con gran éxito una adaptación en el Teatro Nacional de Pekín y otra versión en septiembre de ese año dirigida por Meng Jinghui en el Centro Nacional de Artes Escénicas de Tiananmen, que combina partes musicales con una puesta en escena experimental y clásica al mismo tiempo, interpretada por los actores Guo Tao y Liu Xiaoye. El libreto fue escrito por Meng junto con el también dramaturgo chino Kang He, quien ya había escrito un guion cinematográfico de la historia 10 años antes.
Don Quijote en croata
Se destaca la traducción de Iso Velikanović al idioma croata, y de Alexey Reshevnikov en idioma ruso.
Don Quijote en esperanto
Existe una traducción completa publicada en 1977, y varios intentos parciales anteriores, algunos de cierto interés por sí mismos.
La primera versión parcial se debe a Vicente Inglada Ors, un científico políglota, geólogo y miembro de la Academia de Ciencias, que lo intentó ya en 1904. Otros esperantistas que publicaron versiones de algunos capítulos fueron el escritor catalán Frederic Pujulà i Vallès (1909), el conocido militar republicano Julio Mangada (1927) y el activista Luis Hernández Lahuerta (1955).
La traducción completa debió esperar, sin embargo, a 1977, cuando la Fundación Esperanto editó la versión de Fernando de Diego. La obra, con las clásicas ilustraciones de Doré, ha tenido una amplia difusión mundial, y un importante prestigio entre los conocedores de la cultura esperantista.
Don Quijote en guaraní
El poeta paraguayo Félix de Guarania tradujo la obra al guaraní como Kuimba’e katupyry ño Quijote yvyunga, una colección de fragmentos.
Don Quijote en hebreo
La primera traducción de Don Quijote al hebreo se realizó en 1958 de la mano de Natan Bistrinsky y Nahman Bialik, y en 1994 se publicó la considerada mejor de las dos traducciones, por Beatriz y Luis Landau.
Don Quijote en japonés
Entre 1907 y 1917, el japonólogo español Gonzalo Jiménez de la Espada dirigió un grupo de hispanistas en Tokio; el mismo estaba integrado por eruditos como Hirosada Nagata, quien en 1948 traduciría el Quijote a la lengua japonesa.
Don Quijote en quechua
En noviembre de 2005, se publicó la traducción al quechua sureño con el nombre Yachay sapa wiraqucha dun Qvixote Manchamantan, realizada por Demetrio Túpac Yupanqui y con ilustraciones de Sarwa, trabajos típicos y costumbristas en tablillas. La edición fue presentada en la feria del libro de Guadalajara.
Don Quijote en ruso

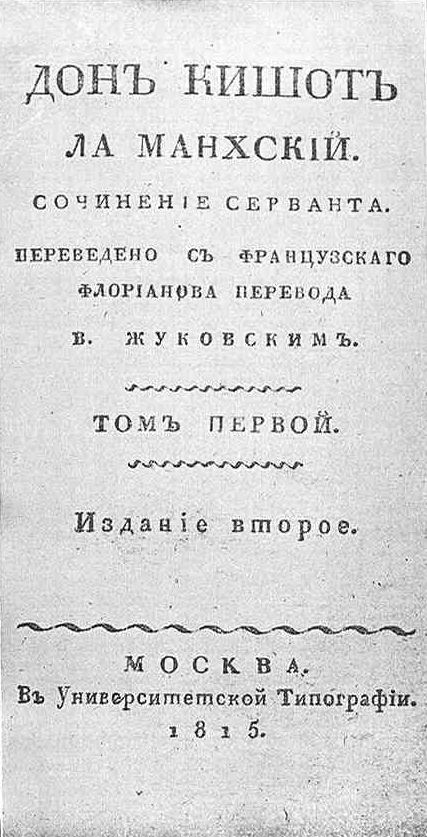
Edición en ruso de 1815.

Si bien la influencia de Don Quijote en la literatura y cultura rusas fue notable, demoró bastante tiempo en aparecer una buena traducción. De hecho, circulaban las versiones inglesa, alemana y francesa en los círculos más cultos. La primera edición rusa del Quijote apareció en 1769: Istoria o slavnom La-Manjskom rytsare Don Kishote y cubría tan solo los primeros veintisiete capítulos; el traductor fue Ignati Teils (1744-1815), un profesor de alemán relacionado con los círculos ilustrados del conocido progresista y masón Nikolái Novikov; se basó en la traducción francesa de Filleau de Saint-Martin. Veintidós años después aparece en San Petersburgo una nueva traducción, que fue reeditada en 1812 en Moscú con el título de Don Kishot La-Manjsky; su autor fue el intérprete jurato Nikolai Osipov (1751-1799). En 1804 se publicó otra traducción, obra del poeta Vasili Zhukovski (1783-1852), quien tradujo desde la versión francesa de Jean Pierre de Florian; con su destreza poética logró embellecer lo que hubiera sido una versión mediocre y seca, logrando gran éxito entre el público. Pero hubo que esperar a 1838, en que el escritor Konstantin Masalsky (1802-1861) edita la primera traducción rusa del Quijote hecha directamente del texto original de Cervantes; este trabajo fue completado en 1866 por V. Karelin. En 1907, bajo el título de Ostroumno-izobretatelny idalgo Don-Kijot Lamanchesky, salió la nueva traducción directa del español, hecha por la escritora María Watson (1853-1932).
En la época soviética tuvieron lugar importantísimas traducciones, la primera en 1929-1932, versión completa a manos de los filólogos Grigori Lozinsky (1889-1942) y Konstantin Mochulsky (1892-1948). Pero la mejor y la más conocida traducción del Quijote al ruso fue hecha en 1951 por Nikolái Lubímov (1912-1992), por la cual fue galardonado con el Premio Estatal de la URSS en 1978; se la considera la traducción más clásica e inmejorable a la lengua rusa.
Don Quijote en euskera
José Palacio Sáenz de Vitery, escritor alavés del siglo xix natural de Villarreal de Álava, abogado y doctor en Filosofía y Letras, fue gran cervantista y redactor de Crónica de los Cervantistas. Logró poseer la mejor colección de Quijotes de su tiempo y emprendió la traducción al vasco, pero murió dejando incompleta su tarea. La Guerra Civil hizo desaparecer los manuscritos de la versión incompleta en Madrid, en el palacio familiar del paseo del Cisne. Con el título de Don Kijote Mantxa'ko se publicó en Zarauz (Guipúzcoa) por la Editorial Itxaropena los dos volúmenes de la primera versión íntegra al euskera de la obra de Cervantes (1976, primera parte, 1985, segunda), siendo el autor de la traducción Pedro Berrondo y el promotor de la edición José Estornés Lasa.
Don Quijote en T9 (texto predictivo)
Una de las grandezas del texto del Quijote es que representa, en esencia, «posibilitar lo imposible» y como parte de esta idea El ingenioso hidalgo don Quijote de la Mancha ha sido la primera obra traducida a texto predictivo, que consiste en transformar las palabras por números y utilizar los mensajes del teléfono móvil y una aplicación instalada en los mismos, el T9, para transformar esos números, del 2 al 9, a las palabras y frases escritas en su momento por Miguel de Cervantes.

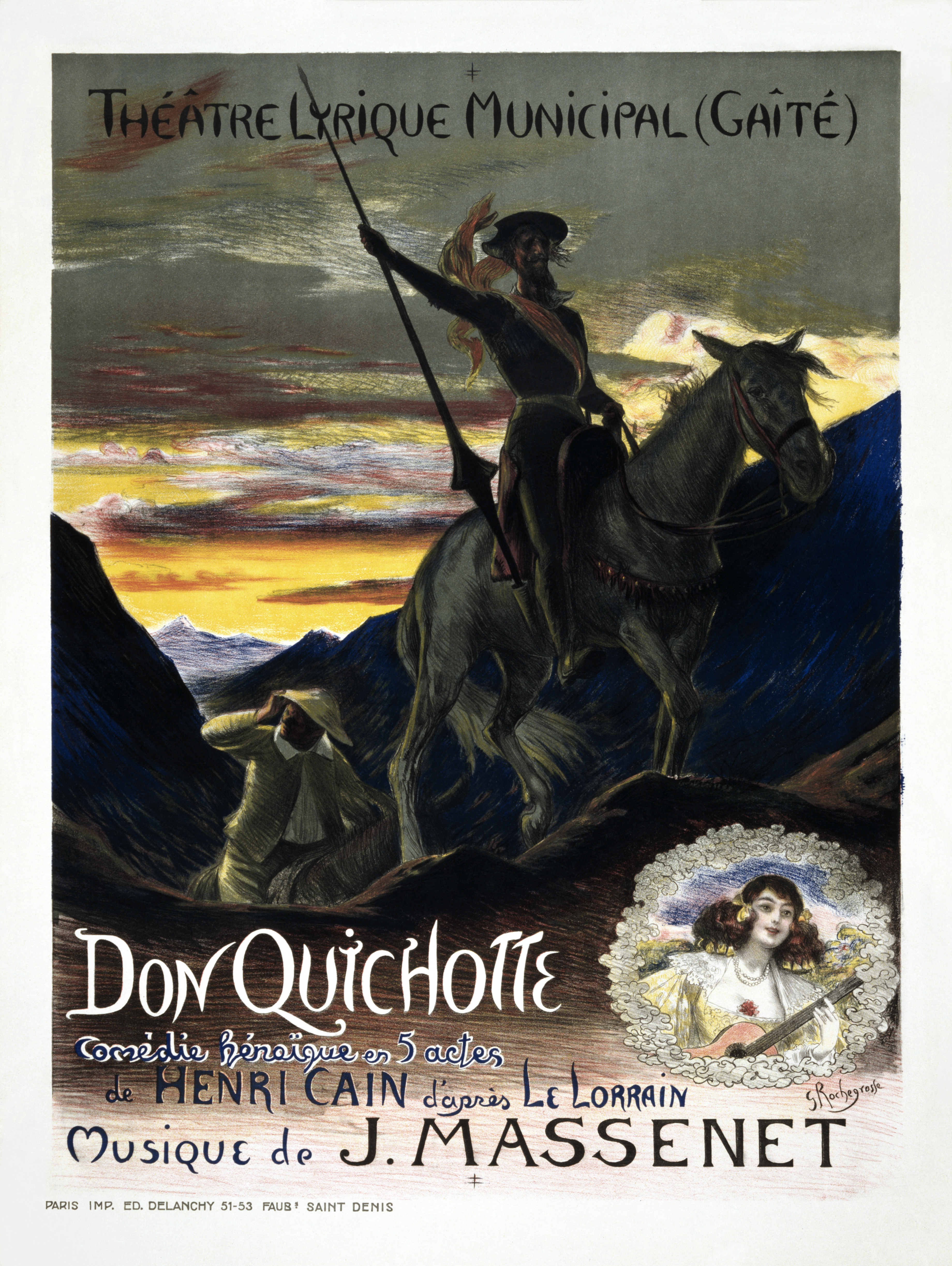
Don Quichotte, ópera de Jules Massenet.

## Don Quijoteen la música

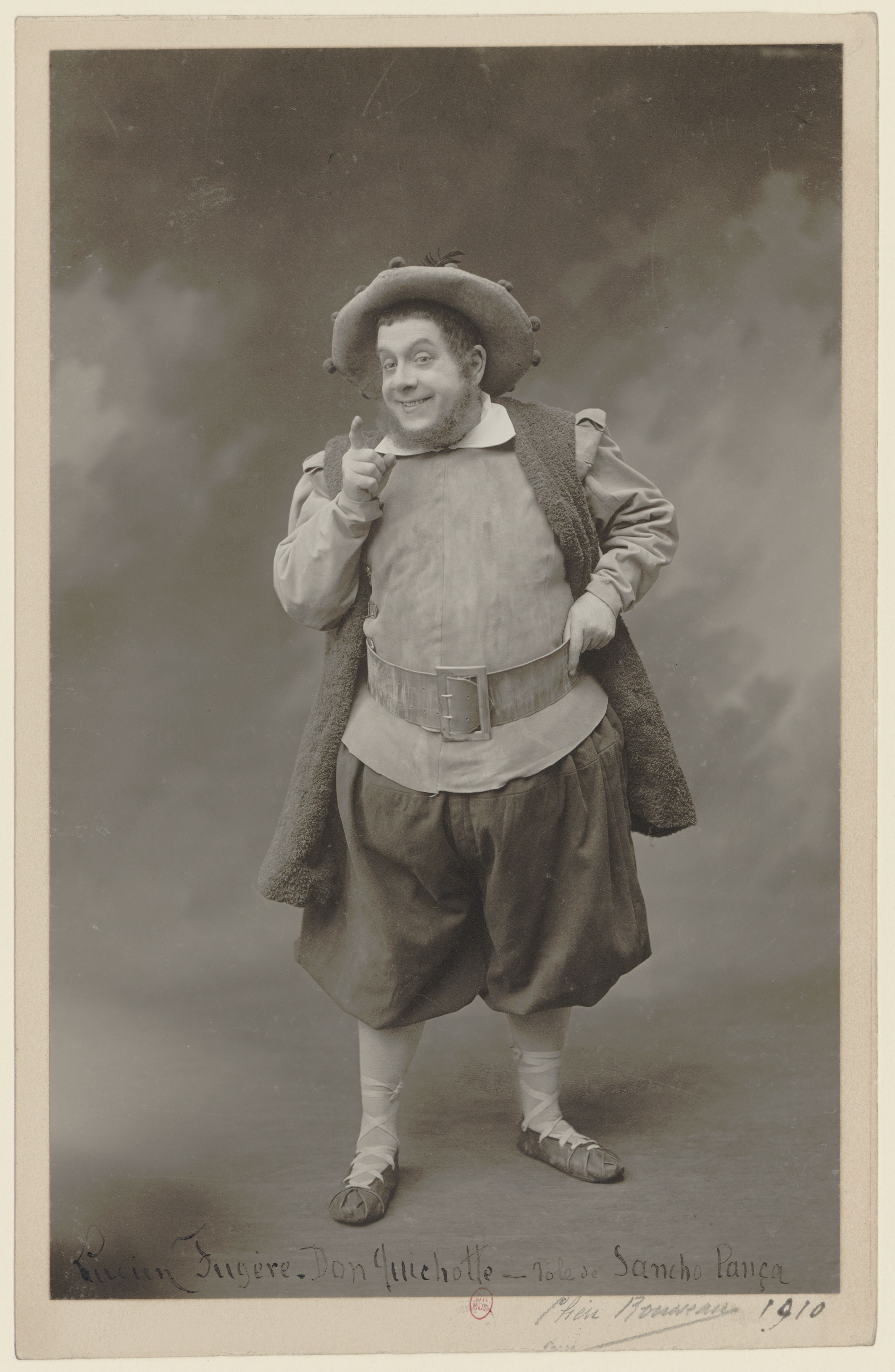
Lucien Fugère representando a Sancho Panza en la ópera Don Quichotte de Jules Massenet (1910).

Don Quijote ha servido de inspiración a numerosos músicos desde su publicación. Incluso ya antes de la publicación del segundo tomo del Quijote, el 3 de febrero de 1614, se representó en el palacio del Louvre el ballet Don Quichotte dansé par Mme. Sautenir.
Entre las obras más relevantes basadas en el Caballero de la Triste Figura pueden mencionarse las óperas: 
- The Comical History of Don Quixote, de Henry Purcell (1695);
- Don Chisciotte in Sierra Morena, de Francesco Bartolomeo Conti (1719);
- Don Chisciotte in Venezia, intermezzo, de Giovanni Antonio Giay (1752);
- Il curioso del suo proprio danno (1755-56) y Don Chisciotte (1770), de Niccolò Piccinni;
- Don Chisciotte alle nozze di Gamace, de Antonio Salieri (1771);
- Tristemente famoso paladín Kosometovich, de Vicente Martín y Soler (1789);
- Don Chisciotte, de Manuel García (1826);
- Die Hochzeit des Camacho, de Felix Mendelssohn (1827);
- Il furioso all'isola di San Domingo, de Gaetano Donizetti (1835);
- Don Quixote, de Wilhelm Kienzl (1897);
- La venta de Don Quijote, de Ruperto Chapí (1902)
- Don Quichotte, de Jules Massenet (1910);
- Don Quijote (ópera de Emil Ábrányi) (1917)
- El retablo de maese Pedro, de Manuel de Falla (1923);
- Don Quichotte, de Cristóbal Halffter (2000)
- Don Quijotes Abenteuer, de Jean Kurt Forest (en 2011 aún sin estrenar).

.

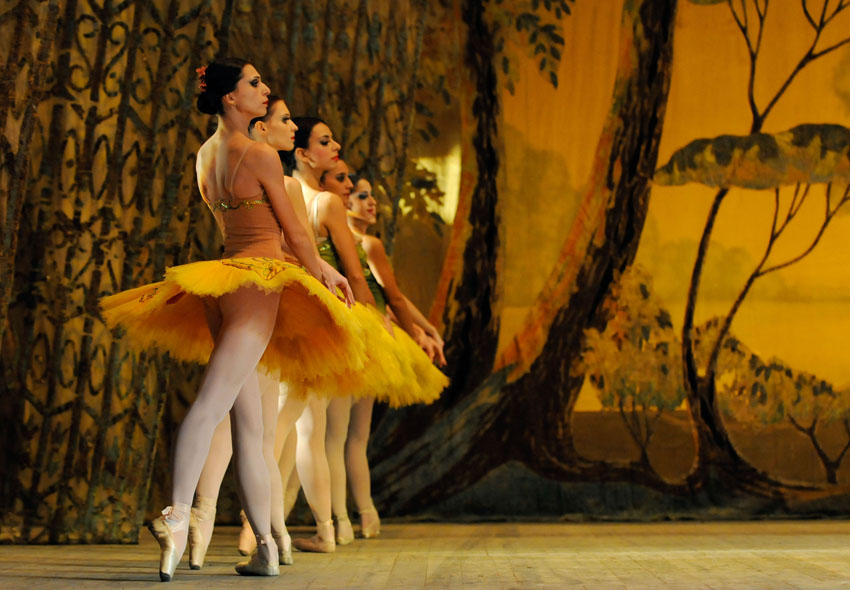
Escena de un ballet de Don Quijote.

El Quijote inspiró también diversos conciertos, ballets, suites sinfónicas y música de cámara. Entre las obras orquestales más significativas podrían señalarse los poemas sinfónicos, como por ejemplo Don Quijote, de Richard Strauss, de 1895; Don Quijote, de Anton Rubinstein, de 1875; Una aventura de don Quijote, de Jesús Guridi, de 1916; Don Quijote y Dulcinea, de Maurice Ravel, de 1932; o Don Quijote velando las armas, de Óscar Esplá, de 1962.
También dentro de la música rock se puede encontrar música inspirada por esta obra de Cervantes. El grupo español Mägo de Oz publicó en el año 1998 un álbum completamente relacionado con don Quijote y sus andanzas, titulado La leyenda de La Mancha, el cual contiene temas como «Molinos de viento», «Maritornes», «El bálsamo de Fierabrás» o «La ínsula de Barataria».
También el grupo de rock Tragicomi-K publica en el año 2006 «Niño siempre niño (Don Quijote en su delirio)» dentro de su álbum debut Tributos de amor y saña, tema que es interpretado a dueto por su autor José Riaza y la cantante mexicana ganadora del Grammy Latino Jaramar Soto. La canción narra las peripecias de Don Quijote y muestra el poder de su imaginación como un creador de mundos insólitos y fantásticos igual a los que genera la mente de un niño. «Niño siempre niño (Don Quijote en su delirio)» también fue incluida en el disco compilación Pedaceras (2010) de Tragicomi-K y en el álbum de rarezas Cualquier tiempo pasado (2014) del cantautor madrileño José Riaza.
Por otro lado, la banda de rock estadounidense They Might Be Giants lleva ese nombre debido a una película homónima de 1971, que a su vez se trata de una referencia a los molinos de viento confundidos con gigantes por don Quijote.

## Don Quijoteen el cine
- La primera experiencia cinematográfica sobre Don Quijote de la Mancha vino de la productora francesa Gaumont en 1898. Se trataba de una breve escena de título Don Quijote, pero no se conservan imágenes.
- La productora francesa Pathé realizó en 1903 Les Aventures de Don Quichotte de la Manche, dirigida por Lucien Nonguet y Ferdinand Zecca; se realiza una versión coloreada manualmente en la que se reproducen varios episodios de Don Quijote de la Mancha. En España se proyectó en 1905 en los fastos de conmemoración del tercer centenario de la publicación de la edición príncipe.
- La más antigua película española basada en los textos de Cervantes es El curioso impertinente (1908), realizada por Narciso Cuyás, también director de la versión para el cine mudo de Don Quijote (1908). De ellas escasamente se conserva alguna noticia.
- La tardía aparición de un organismo encargado de velar y restaurar el legado cinematográfico español (hasta la creación en 1953 de la Filmoteca Española) permitió que muchas películas del cine mudo, incluidas las primeras versiones cinematográficas de las obras cervantinas, hayan desaparecido. Solo se conocen las críticas aparecidas en la prensa con motivo de su estreno y apenas quedan breves referencias escritas.Ricardo Puga y Leocadia Alba, como Alonso Quijano y Maritormes, en una escena de Figuras del Quijote (1910), de Carlos Fernández Shaw, adaptación teatral de la zarzuela La venta de Don Quijote, con música de Ruperto Chapí.

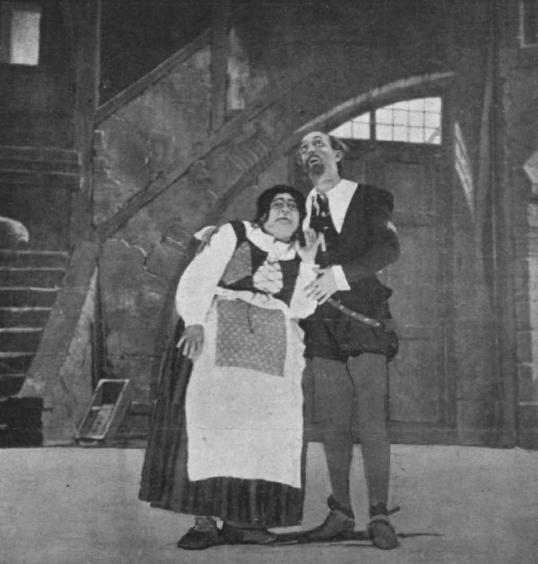
Ricardo Puga y Leocadia Alba, como Alonso Quijano y Maritormes, en una escena de Figuras del Quijote (1910), de Carlos Fernández Shaw, adaptación teatral de la zarzuela La venta de Don Quijote, con música de Ruperto Chapí.

- Una de las primeras apariciones del personaje en una obra cinematográfica fue en Don Quixote (1923), de la mano del director británico Maurice Elvey, y que cuenta con dos grandes actores del cine mudo como fueron Jerrold Robertshaw y George Robey, este último conocido por sus musicales en Broadway.
- Una de las adaptaciones cinematográficas más logradas es el Don Quijote de 1933, una producción franco-británica dirigida por Georg Wilhelm Pabst, considerada como un clásico del cine e interpretada en sus principales papeles por Feodor Chaliapin Jr. como don Quijote, George Robey como Sancho Panza (personaje que ya interpretara en la versión de Maurice Elvey diez años antes) y Renee Valliers como Dulcinea.
- En 1947 se realizó una adaptación española dirigida por Rafael Gil y protagonizada por el dúo de actores Rafael Rivelles y Juan Calvo. Fue en su época la adaptación de la novela más larga de su época (dos horas y doce minutos) y más fidedigna a la obra literaria, siguiendo reverencialmente sus diálogos y el orden de los episodios, a diferencia de la versión de 1933 y la posterior versión rusa de la película, en las cuales se alteró el orden de las aventuras como la mayoría de las versiones cinematográficas realizadas.1 2 3 En el reparto figuraron Fernando Rey como Sansón Carrasco y la popular actriz Sara Montiel como Antonia, la sobrina de Don Quijote. La banda sonora para la película fue compuesta por Ernesto Halffter, y fue rodada en diversos puntos de La Mancha y otras regiones españolas.
- En 1955, Orson Welles comenzó a trabajar en una adaptación del Quijote, proyecto que tuvo que abandonar en varias ocasiones por falta de presupuesto. Una vez abandonado definitivamente el proyecto y fallecido su director, Jesús Franco realizó un montaje con parte de las imágenes originales y presenta la película, titulada Don Quijote de Orson Welles (1992), en el Festival de Cannes. Sus protagonistas son Akim Tamiroff en el papel de Sancho —también intervino en Mister Arkadin (1955), Sed de mal (1958) y Campanadas a medianoche (1965), del mismo director— y Francisco Reiguera como don Quijote.
- En 1957, la productora estadounidense United Productions of America contrató a Aldous Huxley como guionista de una historia basada en el Quijote y protagonizada por el célebre personaje de animación «Mr. Magoo».
- En 1957, en la Unión Soviética, Grigori Kózintsev dirigió Don Quijote. Su título original es Don Kijot, y sus principales protagonistas son Nikolái Cherkásov —conocido por interpretar a Alejandro Nevski e Iván el Terrible en las homónimas películas de Eisenstein— y Yuri Tolubéiev. Sin embargo, la introducción de un mensaje subliminal sobre la lucha de clases, característica de muchas películas soviéticas de la época, y debido al endurecimiento de la Guerra Fría por el incidente de Bahía de Cochinos, evitó que fuese estrenada en Estados Unidos hasta 1961. En esta producción colaboró con bocetos y escenografías el escultor, pintor y escenógrafo toledano exiliado en la URSS tras la Guerra Civil Alberto Sánchez.
- Vicente Escrivá se basó en la obra de Gaston Baty y dirigió Dulcinea en 1962, una coproducción entre España, Italia y Alemania en la que Millie Perkins interpretaba a Dulcinea.
- En 1969, se estrenó en México Un Quijote sin mancha, película en la que el actor Cantinflas es un abogado que tiene como modelo a don Quijote. Lucha en contra de la corrupción de su época, defendiendo a los humildes. En la película se hacen numerosas citas del Quijote, entre las cuales: «Hallen en ti las lágrimas del pobre más compasión, pero no más justicia, que las informaciones del rico». En lugar de Rocinante, tiene una chiva blanca llamada «Blanquita».
- La versión cinematográfica del musical Man of La Mancha (El hombre de la Mancha, 1972), dirigida por Arthur Hiller, contó con Peter O'Toole en el papel de don Quijote/Cervantes y de Sofía Loren como Dulcinea. La versión teatral se ha representado en más de 50 idiomas, y uno de los montajes en español fue el protagonizado en 1997 por el actor José Sacristán y la cantante Paloma San Basilio.
- Una adaptación libre del Quijote fue la coproducción hispano-mexicana de la comedia Don Quijote cabalga de nuevo (1973), dirigida por Roberto Gavaldón, sobre «la verdad de lo ocurrido en aquel lugar de la Mancha según Sancho», protagonizada por Fernando Fernán Gómez en el papel de don Quijote y Mario Moreno «Cantinflas» como Sancho.
- Los bailarines Robert Helpmann y Rudolf Nuréyev codirigieron y protagonizaron la película Don Quijote (1973), una adaptación cinematográfica del ballet Don Quijote creado en 1869 por el coreógrafo Marius Petipa y el compositor Ludwig Minkus, que se rodó en un hangar del aeropuerto Essendon de Melbourne y duró veinte días. En julio de ese año, se estrenó en la ópera de Sídney.
- El secreto de Don Quijote es un documental de Alberto Martínez Flechoso y Raúl Fernández Rincón, producido por Luca-films[50] en Madrid en 2006.[51]
- El caballero Don Quijote (2002), dirigida por Manuel Gutiérrez Aragón, consiguió el premio Ciudad de Roma a la mejor película latina en el Festival Internacional de Cine de Venecia de ese año. Protagonizada por Juan Luis Galiardo y Carlos Iglesias, esta película se puede considerar como la segunda parte de El Quijote de Miguel de Cervantes, rodada en 1991 para televisión.
- China preparó en 2010 la primera producción asiática rodada en 3D sobre la figura de Don Quijote y Sancho Panza. La película muestra la aventura clásica de la novela, pero ambientada en la China del siglo xvii.
- En 2018, y después de casi 30 años de intentar realizar el proyecto, Terry Gilliam estrenó El hombre que mató a Don Quijote, película protagonizada por Jonathan Pryce en el papel de Don Quijote y con Adam Driver como Sancho.

## Don Quijoteen la televisión
- En 1964 los franceses Jacques Bourdon, Louis Grospierre y Jean Marius Richard (conocido este último a través del pseudónimo «Carlo Rim») realizaron la serie de televisión en trece episodios y en blanco y negro Don Quichotte, coproducida entre España (Hispamer Films P. C.), Francia (Franco London Film) y Alemania (Deropa Films). Con partes de esta serie los mismos directores realizaron un largometraje de 98 minutos de duración titulado Dulcinea del Toboso, pero que no llegó a tener explotación comercial.[52]
- En 1979, el estudio de animación español formado por el director Cruz Delgado y el productor José Romagosa realizó la primera serie española de dibujos animados, Don Quijote de la Mancha, compuesta por 39 episodios de media hora cada uno. La serie obtuvo un gran éxito y además de su doblaje original en español (con Fernando Fernán Gómez como don Quijote y Antonio Ferrandis como Sancho) fue doblada a las siguientes lenguas: francés, alemán, neerlandés, italiano, griego, turco, kurmanci, portugués, valenciano, euskera, rumano, polaco, húngaro, esloveno, croata, farsi, afrikáans, hebreo, árabe, japonés, chino mandarín, indonesio, tamil, sueco, danés, ruso, lituano, búlgaro, e islandés.[53] La adaptación del texto de Cervantes fue llevada a cabo con la supervisión literaria de Guillermo Díaz-Plaja y contando en el equipo con el cervantista Manuel Criado de Val. La canción Quijote/Sancho, que acompañaba los títulos de crédito en inicio de cada episodio, fue compuesta y escrita por Antonio Areta y Juan Pardo y cantada por el dúo Botones. Esta canción obtuvo el título de Disco de Oro en 1980 (50 000 copias vendidas).[54] En 1997 Romagosa International Merchandising, S. L., la productora de la serie, realizó, de la mano del director Cruz Delgado y del productor Santiago Romagosa, una reedición de la serie bajo la forma de dos largometrajes, adaptando cada largometraje a una de las partes del Quijote: Don Quijote I (92 min.) y Don Quijote II (94 min.). Se trata de los primeros largometrajes de animación realizados en adaptación del Quijote.
- En 1980, el estudio de animación japonés Ashi Productions realizó una serie de dibujos animados para la televisión basada en Don Quijote de la Mancha; su título original era Zukkoke Knight: Don De La Mancha y en español se tituló Don Quijote y los cuentos de La Mancha. Estaba compuesta por 23 episodios, siendo su director de animación Noa Kawaii y el director de la serie Kunihiko Yuyama.
- El director de teatro Maurizio Scaparro, a partir de un guion escrito junto a Rafael Azcona, realizó una versión para televisión de la novela en su Don Quijote de 1983, en la que participó el grupo de teatro Els Comediants.
- En 1988, los estudios Georgia Film de la RSS de Georgia produjeron una miniserie de TV de 9 capítulos dirigida por Revaz Chjeídze y titulada Vida de don Quijote y Sancho Panza.
- En 1990 la productora Hanna-Barbera realizó una serie de dibujos animados para televisión, dividida en 26 episodios de 30 minutos de duración, basada en el Quijote que se tituló Don Coyote and Sancho Panda.
- A comienzos de 1992, Televisión Española estrena una adaptación de cinco capítulos que incluye las aventuras del primer libro: El Quijote de Miguel de Cervantes, dirigida por Manuel Gutiérrez Aragón y producida por Emiliano Piedra, con Fernando Rey y Alfredo Landa como Don Quijote y Sancho Panza, respectivamente.
- Los actores Bob Hoskins e Isabella Rossellini protagonizaron una controvertida[cita requerida] adaptación televisiva de la obra de Miguel de Cervantes en Quijote (2000), dirigida por Peter Yates.
- En 2016, la serie de ficción El ministerio del tiempo, de Televisión Española, dedicó un capítulo a Cervantes y el Quijote. En él, dos viajeros en el tiempo compran el manuscrito de la obra antes de su publicación, tras lo cual los protagonistas de la serie deben conseguir que se publique para evitar cambiar la historia de la literatura del presente. En el capítulo, en el que Cervantes es interpretado por Pere Ponce, también aparecen la obra Los baños de Argel y el dramaturgo Lope de Vega.[55]

## Don Quijoteen el arte
Don Quijote también inspiró a artistas visuales como William Hogarth, Francisco Goya, Honoré Daumier, Gustave Doré, Vasco Prado, Pablo Picasso, Candido Portinari y DoDoU, quienes reflejaron parte de los temas o personajes de la trama en pinturas, grabados y esculturas.

## Don Quijoteen la historieta

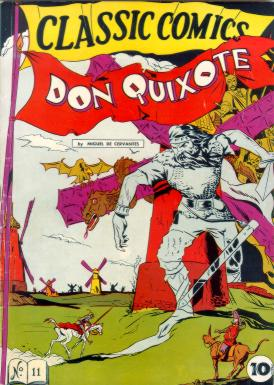
Don Quijote en Classic Comics.

La obra de Cervantes ha sido objeto de varias adaptaciones a este medio. Entre las más recientes, cabe destacar el Quijote (2000) de Will Eisner y en 2005, año de su IV centenario, el álbum colectivo Lanza en astillero, editado por la Junta de Comunidades de Castilla-La Mancha, o Mortadelo de la Mancha de Francisco Ibáñez.

## Don Quijoteen Internet
En septiembre de 2010, el portal de videos YouTube, en colaboración con la Real Academia Española, lanzaron un proyecto de lectura colectiva de la obra. A través de este portal, los usuarios podían subir videos en los que leían un fragmento de ocho líneas ofrecido por el sistema. En total, 2149 personas realizaron una lectura continuada de 4298 minutos o casi tres días. El video fue finalmente publicado el 22 de marzo de 2011, pudiendo elegir el capítulo o fragmento de la obra designado para cada usuario.
En abril de 2015, la Universidad Francisco Marroquín de Guatemala dio comienzo al primer curso masivo y abierto en línea (MOOC) sobre Don Quijote de la Mancha. El curso, en lengua española e inglesa, gratuito y abierto a todos los públicos en todo el mundo, lo presenta el prestigioso cervantista estadounidense Eric Clifford Graf. El curso consta de 52 capítulos de la primera parte y 74 de la segunda subidos en su integridad al servidor de vídeo YouTube.